# Minden
Minden ['mɪndn̩] ⓘ ist eine Große kreisangehörige Stadt im Nordosten des Landes Nordrhein-Westfalen und Verwaltungssitz des ostwestfälischen Kreises Minden-Lübbecke im Regierungsbezirk Detmold. Mit 84.013 Einwohnern (Stand 31. Dezember 2024) ist sie die viertgrößte Stadt der Region Ostwestfalen-Lippe. Die Mittelstadt liegt an der Weser und bildet das historische und politische Zentrum des Mindener Landes.
Minden wurde um das Jahr 800 gegründet. Die Stadt war bis zum Westfälischen Frieden Bischofssitz des Bistums Minden und Hauptstadt des Hochstifts Minden, kam danach unter brandenburgische Verwaltung und wurde zur Festungsstadt ausgebaut. In preußischer Zeit war Minden Verwaltungssitz des Fürstentums Minden sowie ab 1719 von Minden-Ravensberg. 1816 wurde Minden Verwaltungssitz für den gleichnamigen Regierungsbezirk Minden.
Heute ist Minden durch sein Wasserstraßenkreuz bekannt, an dem sich Mittellandkanal und Weser in einem Bauwerk kreuzen. In der Stadt finden sich zahlreiche Bauten der Weserrenaissance sowie der Mindener Dom, der als ein wichtiges architektonisches Wahrzeichen gilt.

## Geografie

### Geografische Lage

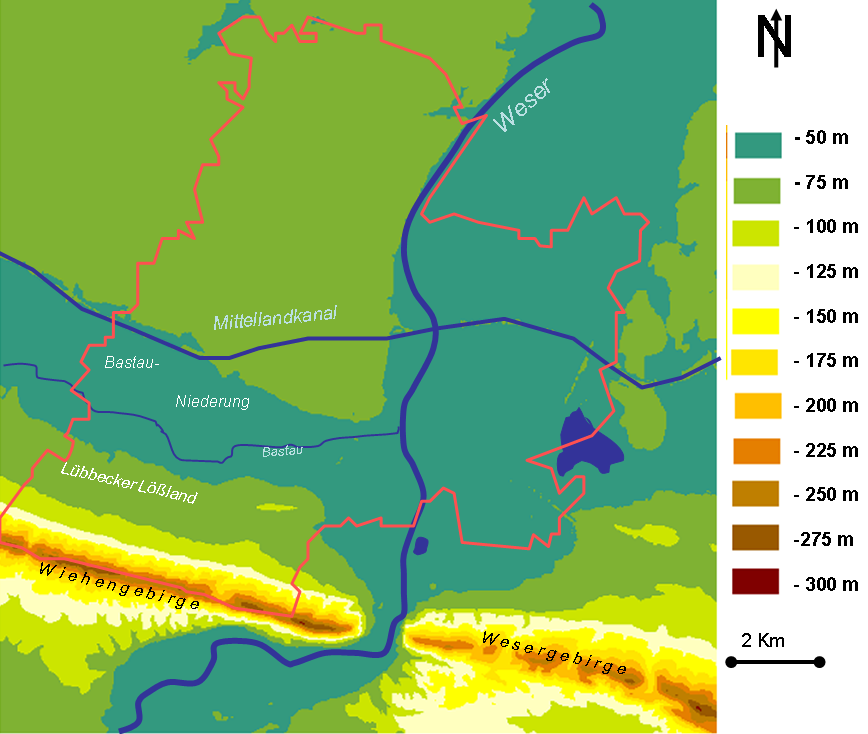
Die Topographie des Stadtgebietes

Minden liegt im Nordosten von Nordrhein-Westfalen nördlich der Porta Westfalica, einem Durchbruch der Weser durch das Weser- und Wiehengebirge. Hier verlässt die Weser das Weserbergland und fließt in die Norddeutsche Tiefebene. Die Stadt liegt beiderseits der Weser im Flachland an einer alten Furt. Die Weser spaltet sich nach dem engen Bergdurchbruch auf und wird flach.
Die Stadt reicht mit den Ortsteilen Häverstädt, Dützen und Haddenhausen bis an den Kamm des Wiehengebirges heran. Die Kernstadt liegt rund fünf Kilometer nördlich an der Geländestufe des westlichen Hochufers der Weser, die die Grenze der beiden Naturräume Mittleres Wesertal und Lübbecker Lößland markiert. Diese Stufe zieht sich quer durch das Stadtgebiet und teilt nicht nur die Stadt in die Ober- und Unterstadt, sondern auch die beiden Naturräume.
Minden liegt 40 km nordöstlich von Bielefeld, 55 km westlich von Hannover, 100 km südlich von Bremen und 60 km östlich von Osnabrück und bildet das historische und politische Zentrum des Mindener Lands.
Der Mittellandkanal kreuzt die Stadt von Ost nach West und wird nördlich der Innenstadt am Wasserstraßenkreuz Minden über die von Süd nach Nord fließende Weser geführt. Am südlichen Rand der Innenstadt mündet der Kleinfluss die Bastau von Westen kommend in die Weser.
Der niedrigste Punkt findet sich im Ortsteil Leteln mit 40,338 m ü. NN, der höchste Punkt mit 271,74 m ü. NN auf dem Gipfel des Häverstädter Berges. Die Höhenlage der Stadt wird mit 42,2 m ü. NN am Mindener Rathaus angegeben.
Die Stadt ist aufgrund der Lage am Fluss immer wieder von Hochwasser heimgesucht worden.
Auf dem Gebiet Mindens nördlich des Mittellandkanals und östlich der Bundesstraße B 482 liegen, liegt ein kleiner Teil des Rotwildbezirkes Minden.
Zentraler Platz in der Altstadt von Minden ist der Marktplatz.

### Geologie und Böden
Das Gebiet wird vor allem von den Lockergesteinen des Eiszeitalters bestimmt. Dazu zählen Kies, Sand und Geschiebelehm. In manchen Gebieten finden sich vereinzelt Schmelzwassersand und der fruchtbare Löss.
Die Böden bestehen im Stadtgebiet hauptsächlich aus Parabraunerden auf Löss. Im Nordosten des Gebietes finden sich für den Ackerbau geeignete Braunerden mit überwiegend lehmig-sandigem Charakter, im Nordwesten außerdem staunasse Böden (Pseudogley) auf tonreichem, dichtgelagertem Geschiebemergel. Hier wird das Land meist als Grünland extensiv genutzt. Ackerbau ist nur nach entsprechender Entwässerung möglich. In den tiefer gelegenen Flussauen von Weser und Bastau findet sich Gleye. Hier ist durch die Grundwasserbeeinflussung beziehungsweise regelmäßige Überschwemmung nur eine Nutzung als Grünland möglich. Im Wiehen- und Wesergebirge finden sich steinige und flach- bis mittelgründige Böden (Rendzina-Braunerden) aus Kalkmergelstein und stellenweisen Lössbeimengungen. Die Sedimente im Wesertal wurden in den nacheiszeitlichen Talböden und Auen der Weser und Bastau abgelagert.

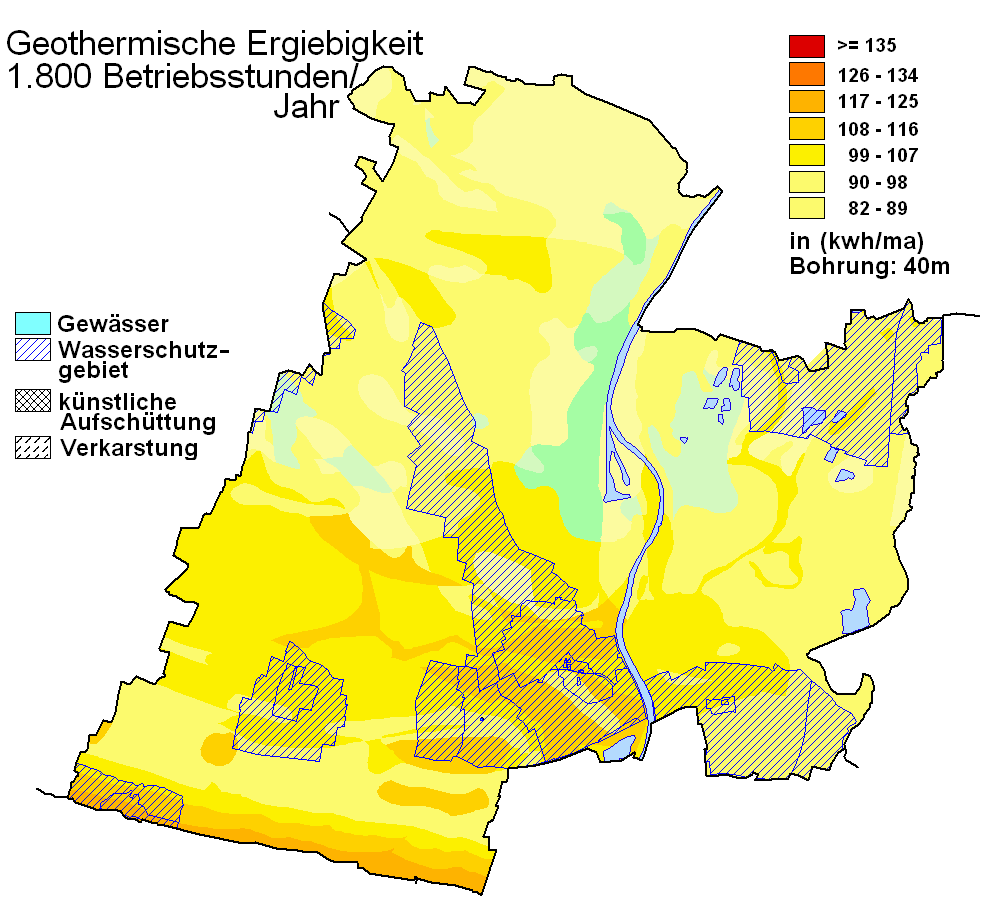
Geothermische Karte von Minden

In tieferen Schichten besteht der Untergrund aus Ton, Tonmergel, Kalk- und Sandsteinen. Diese Gesteine stammen aus dem Trias, Jura und der Unterkreide. Im Süden, wo das Stadtgebiet das Wiehengebirge berührt, treten die Schichten des Erdmittelalters (Oberer Jura, Unterkreide) zutage. Im Jahre 1998 wurden im Mindener Teil des Wiehengebirges bei Haddenhausen Überreste der Dinosauriergattung Wiehenvenator gefunden. Dieser Fund wurde in der Presse Monster von Minden genannt und als Sensation gefeiert.
In den Stadtbezirken Bölhorst, Zollern und Meißen (Kohlenbergwerk Minden) wurde rund 370 Jahre lang im Mindener Revier Steinkohle gefördert. Im ehemaligen Schacht Bölhorst des Steinkohlenbergwerk Bölhorst wird seit Anfang des 20. Jahrhunderts eine rund zehnprozentige Sole zu Kuranwendungen gefördert. Seit Mitte des 19. Jahrhunderts ist entlang des Wiehengebirges Eisenerz im Bergbau abgebaut worden, so z. B. in der bis 1967 existierenden Eisenerzgrube Porta in Dützen, deren Außengebäude heute noch auf dem Gelände des Potts-Freizeitparks sichtbar sind. Im tiefen Untergrund sind die Gesteine des Erdaltertums (Devon, Karbon, Perm) anzutreffen.
Die Eignung des Mindener Untergrunds als geothermische Wärmequelle mittels Erdwärmesonde und zur Wärmegewinnung durch Wärmepumpenheizungen ist standortabhängig sehr unterschiedlich, es gibt ungeeignete wie auch sehr gut geeignete Lagen. Generell verbessert sich die Nutzbarkeit von Norden in Richtung Süden des Stadtgebietes.

### Ausdehnung des Stadtgebiets
| Flächen- und Bodennutzung          | Flächen- und Bodennutzung | Flächen- und Bodennutzung |
| Bodenart                           | Fläche in km²             | %                         |
| ---------------------------------- | ------------------------- | ------------------------- |
| Landwirtschaftsfläche              | 52,28                     | 51,72                     |
| Waldfläche                         | 04,44                     | 4,39                      |
| Gebäude-, Frei- und Betriebsfläche | 26,37                     | 26,09                     |
| Siedlungs- und Verkehrsfläche      | 10,17                     | 10,06                     |
| Wasserfläche                       | 04,02                     | 3,98                      |
| Sport- und Grünfläche              | 02,46                     | 2,43                      |
| sonstige Nutzung                   | 01,34                     | 1,33                      |
| Quelle:                            |                           |                           |

Minden wird nach dem Landesentwicklungsprogramm als Mittelzentrum im östlichen Ostwestfalen-Lippe definiert und nimmt eine Gesamtfläche von 101,08 km² ein. Dabei dehnt sich das Stadtgebiet in Nord-Süd-Richtung maximal bis zu 13,1 km und in Ost-West-Richtung bis zu 14,1 km aus.
Die Flächennutzung ist nebenstehender Tabelle zu entnehmen, wobei Minden einen wesentlich höheren Anteil der Flächen für die Landwirtschaft im Vergleich zu anderen Städten in Nordrhein-Westfalen wie zum Beispiel Bielefeld (dort 37,71 %) ausweist. Im Durchschnitt ist dies jedoch in Ostwestfalen-Lippe Mittelmaß.

### Nachbargemeinden
Minden grenzt im Osten mit seinen Stadtteilen Meißen, Päpinghausen und Dankersen an die Stadt Bückeburg im niedersächsischen Landkreis Schaumburg. Im Norden grenzt Minden an die Stadt Petershagen, im Westen an die Gemeinde Hille und im Süden an die Städte Bad Oeynhausen und Porta Westfalica (alle im Kreis Minden-Lübbecke gelegen).

### Stadtgliederung
Nach § 1 der Hauptsatzung wird das Stadtgebiet von Minden in folgende 19 Stadtbezirke eingeteilt:
| Bezirk             | Einwohner (31. Dezember 2020) |
| ------------------ | ----------------------------- |
| Bärenkämpen        | 07.102                        |
| Bölhorst           | 00.918                        |
| Dankersen          | 05.077                        |
| Dützen             | 03.723                        |
| Haddenhausen       | 01.539                        |
| Hahlen             | 03.850                        |
| Häverstädt         | 03.484                        |
| Innenstadt         | 10.865                        |
| Königstor          | 08.822                        |
| Kutenhausen        | 01.829                        |
| Leteln-Aminghausen | 03.120                        |
| Meißen             | 03.334                        |
| Minderheide        | 04.121                        |
| Nordstadt          | 07.165                        |
| Päpinghausen       | 00.381                        |
| Rechtes Weserufer  | 04.872                        |
| Rodenbeck          | 09.000                        |
| Stemmer            | 01.680                        |
| Todtenhausen       | 03.297                        |
| Minden             | 84.188                        |

### Klima

Niederschlag in Minden-Hahlen (blaue Linie) im Vergleich zum NRW-Landesschnitt (graue-weiße Schattierungen)

Minden liegt wie ganz Ostwestfalen im Übergangsbereich vom überwiegend vorherrschenden maritimen Klima sowie dem schwächer und in dieser Gegend nur temporär ausgeprägten Kontinentalklima. Daher sind die Temperaturen und Niederschläge im Jahresverlauf relativ ausgeglichen. Die Sommer sind im Vergleich zum hochkontinentalen Klima eher kühl, die Winter eher warm. Minden wird weiterhin von der Leelage am nördlichen Wiehengebirge beeinflusst. Der Teutoburger Wald sowie das Wiehengebirge schirmen die Stadt vor den vorherrschenden Winden aus Südwest ab, die Niederschläge vom Atlantik heranführen. Minden ist daher ein relativ – im Vergleich zum übrigen Ostwestfalen – niederschlagsarmes Gebiet. Im Norden des Stadtgebiets liegen die mittleren Jahresniederschläge zwischen 600 und 650 mm. Weiter im Süden liegen diese Werte leicht darüber zwischen 650 und 700 mm. Die Temperatur wird vor allem durch die relativ niedrige Lage in der Norddeutschen Tiefebene sowie der Wesertalung bestimmt. Die Jahresmitteltemperatur liegt zwischen 9 und 9,5 °C und ist damit vergleichbar mit den Jahresmitteltemperaturen in der Westfälischen Bucht.
Einen Überblick über die Niederschläge in Minden-Hahlen gibt folgende Tabelle.
|                   | Jan  | Feb  | Mär  | Apr  | Mai  | Jun  | Jul  | Aug  | Sep  | Okt  | Nov  | Dez  |   |       |
|                   |      |      |      |      |      |      |      |      |      |      |      |      |   |       |
| Niederschlag (mm) | 57,1 | 42,6 | 52,9 | 51,5 | 61,2 | 80,2 | 63,8 | 68,1 | 58,5 | 46,3 | 55,8 | 63,5 | Σ | 701,5 |

|  |

|  |

|  |

|  |

|  |

|  |

|  |

|  |

|  |

|  |

|  |

|  |

|  |

|  |

|  |

|  |

|  |

|  |

|  |

|  |

|  |

|  |

|  |

|  |

## Geschichte

### Von den Anfängen bis zum Mittelalter

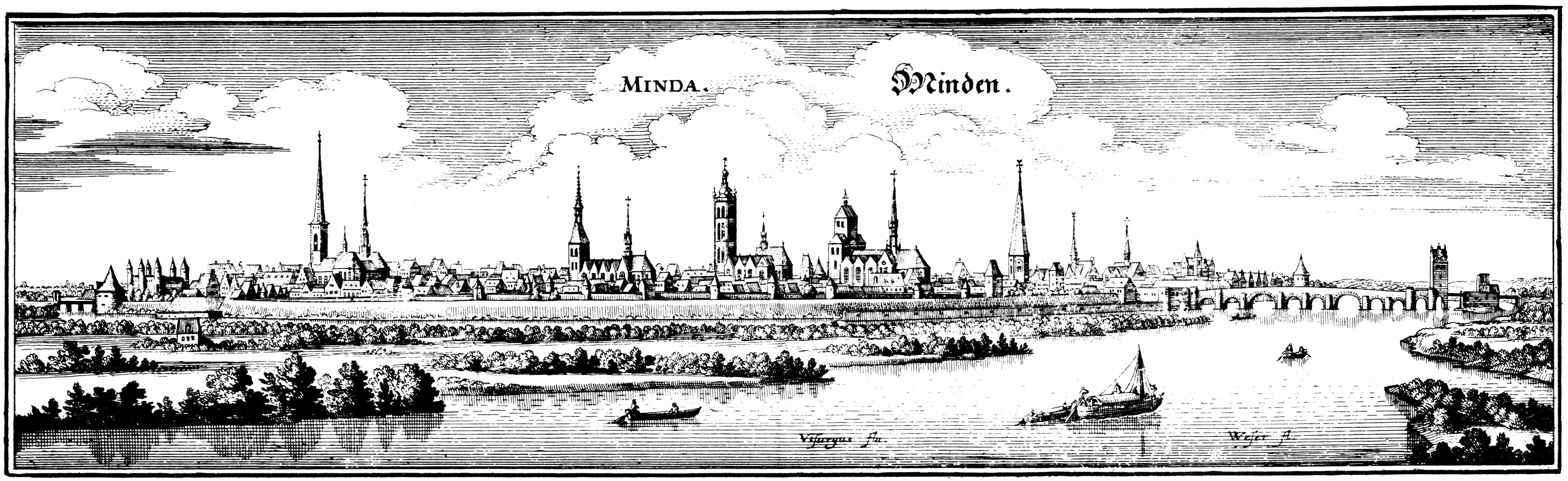
Kupferstich von Matthäus Merian

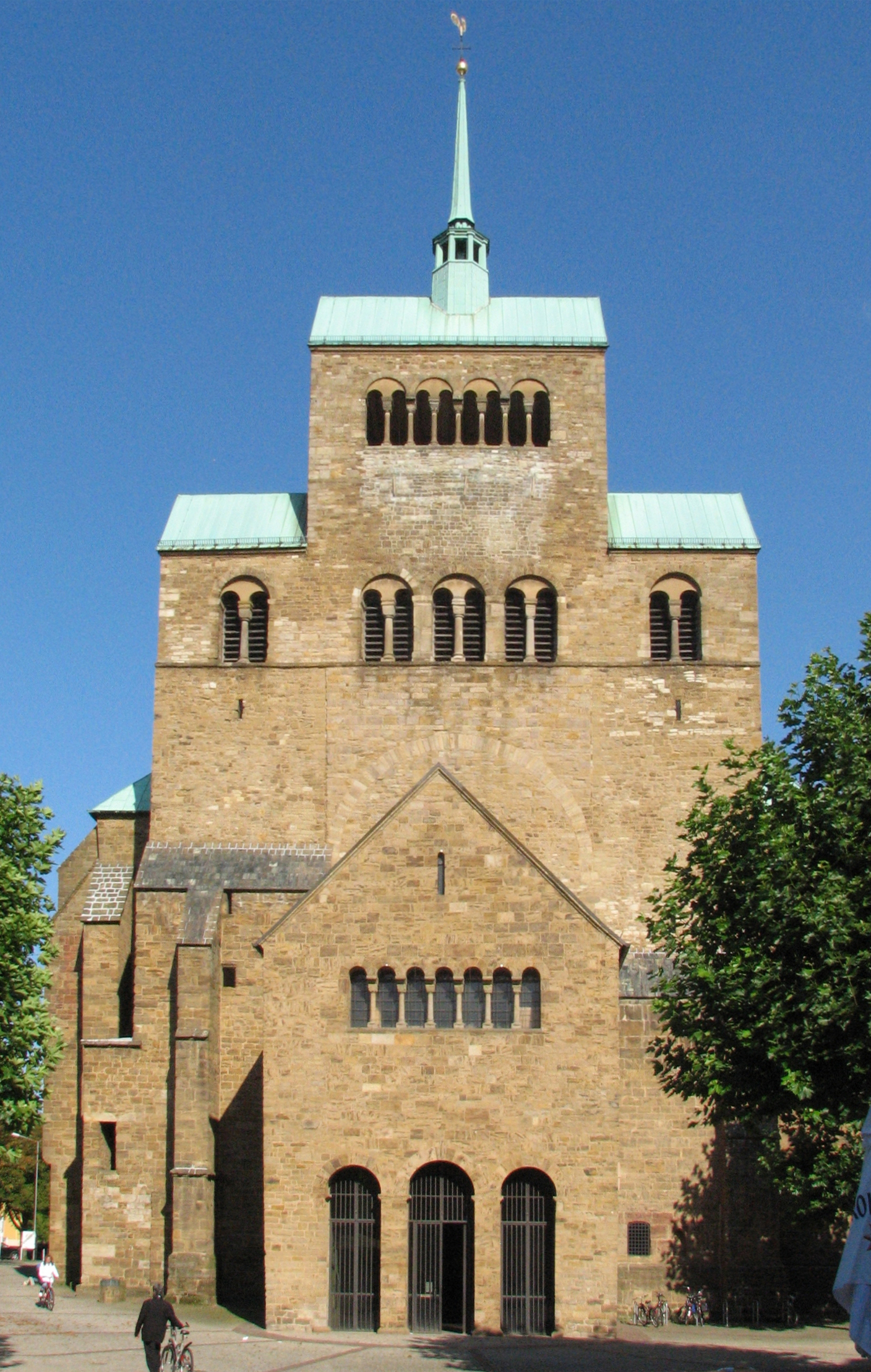
Der Mindener Dom, ursprünglich romanisch, heute großteils gotisch. Nach dem Zweiten Weltkrieg musste er neu aufgebaut werden.

Siedlungsfunde an mehreren Stellen des gegenwärtigen Stadtgebietes lassen vermuten, dass Minden bereits seit dem 3. Jahrhundert v. Chr. besiedelt ist. Der Mindener Raum lässt vom 1. bis 4. Jahrhundert n. Chr. eine kontinuierliche Siedlungsentwicklung erkennen. Er gehörte während dieser Zeit dem rhein-weser-germanischen Formenkreis an. Dies wird in den Gräberfeldern aus der Römischen Kaiserzeit Minden-Römerring, Porta Westfalica-Costedt deutlich.
Auf Grund der Lage am Übergang vom Niedersächsischen Bergland in die Norddeutschen Tiefebene kreuzten sich schon in prähistorischer Zeit an der Furt über die Weser bedeutende Verkehrsachsen der Nord-Süd-Richtung mit denen der Ost-West-Richtung. Der alte Handelsweg Hellweg vor dem Santforde schloss sich hier östlich an den Westfälischen Hellweg an, die Weser ermöglichte Transport und Verkehr zur Nordsee.
Erstmals urkundlich erwähnt wurde Minden („Minda“) im Jahre 798 in den so genannten Reichsannalen, einer fränkischen Chronik, als Ort einer Reichsversammlung Karls des Großen. Um 800 gründete er in Minden ein Bistum. Im Jahr 977 wurden der Stadt das Marktrecht, das Münzrecht und das Zollrecht verliehen.
Am 1. Februar 1168 traute Bischof Werner von Bückeburg im Mindener Dom den welfischen Herzog von Sachsen und Bayern, Heinrich den Löwen, und die elf- oder zwölfjährige Mathilde von England. Aus diesem Anlass schenkte Heinrich der Löwe, der über eine Anhäufung von Besitz und Besitzrechten im Gebiet des Bistums verfügte, der Kathedralkirche einen Hof und Güter in Lahde. Die eigentliche Hochzeitsfeier wurde erst später am Residenzort Heinrichs in Braunschweig gefeiert.
Bis zum Beginn des 13. Jahrhunderts war der vom Bischof eingesetzte Wichgraf Oberhaupt und Verwaltungsleiter der Stadt.
Um 1230 konnten sich die Mindener Bürger und ihr Rat vom Bischof als weltlichen Landesherren soweit lösen, dass sie die Stadtrechte erhielten. Diese neuen Rechte nutzten sie und begannen einen von der Kirche unabhängigen Handel. Der Gewinn daraus war eine der Grundlagen für die weitere Entwicklung der Stadt. Im Mittelalter war Minden Mitglied der Hanse. Eine am 7. Oktober 1295 vom Rat der Stadt Minden ausgestellte Urkunde ist der früheste Beleg der Mitgliedschaft Mindener Fernhandelskaufleute in der Hanse. Durch die Lage am Fluss konnte die Stadt mit dem Stapelrecht vorbeifahrende Schiffe zum Ausladen der Ware zwingen. Im Getreidehandel war die Stadt äußerst aktiv und erfolgreich. Die erste Weserbrücke wurde in einer Urkunde vom 12. Juni 1258 erstmals erwähnt.
Das gestiegene Selbstbewusstsein der Mindener Bürger wurde im Bau des historischen Rathauses deutlich, das wahrscheinlich um 1260 in der Innenstadt direkt neben der Domimmunität errichtet wurde. Im Jahr 1306/07 verlegte Bischof Gottfried von Waldeck seine Residenz von Minden in das von ihm neu errichtete Schloss Petershagen.

### Vom Ende des Mittelalters bis zur Neuzeit

Karte von Minden (um 1680)

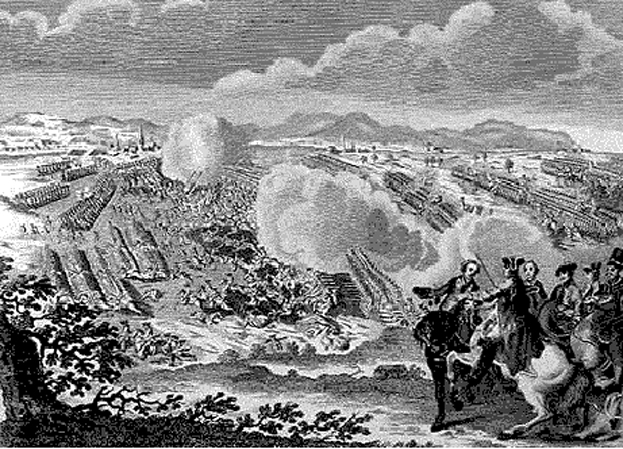
Schlacht bei Minden, zeitgenössischer Stich

Im Zuge der Reformation kam es 1529 in Minden zu einem schweren Konflikt, der die Bildung eines Gremiums aus sechsunddreißig Männern zur Folge hatte, das fortan das Stadtregiment übernahm. Am 13. Februar 1530 schließlich verkündete Nikolaus Krage von der Kanzel der Martinikirche die evangelische Kirchenordnung für die Stadt Minden.
In den Jahren 1584–1684 fanden Hexenprozesse gegen mindestens 170 Personen statt, darunter Anna Maßmeyer und Margarethe Rockemann. Wie in vielen benachbarten Regionen wurden in Minden fast ausschließlich Verfahren gegen Frauen eröffnet. 1669 begann das Mindener Ratsgericht nach drei Jahrzehnten ohne Hexenverfolgungen intensive Hexenprozesse in dem Jahr, als die Regierung des brandenburgischen Fürstentums Minden in die amtsfreie Stadt Minden zog.
Während des Dreißigjährigen Krieges (1618 bis 1648) war Minden von 1625 bis 1634 durch die katholischen Truppen des Kaisers besetzt. 1634 wurde die Stadt von den protestantischen schwedischen Truppen belagert und schließlich erobert. Königin Christina von Schweden gestand der Mindener Bürgerschaft volle Souveränität in allen inneren und äußeren Angelegenheiten der Stadt zu.
Nach dem Dreißigjährigen Krieg kam Minden gemäß Vertrag des Westfälischen Friedens von 1648 in den Besitz Brandenburg-Preußens, indem das Hochstift Minden in das säkularisierte brandenburgische Fürstentum Minden umgewandelt wurde. Minden blieb auch im Fürstentum Minden die Hauptstadt. Das Fürstentum Minden blieb Bestandteil des Staates Preußen bis zu seiner Auflösung im Jahr 1947.
Mit dem landesherrlichen Stadtreglement vom 10. Juni 1711 durch König Friedrich I. endete das vierhundertjährige Selbstbestimmungsrecht der Mindener Bürger. Das Gremium der „Vierziger“ wurde vom König aufgelöst und der Rat der Stadt durch einen Magistrat abgelöst, der von einem Gremium aus 16 Kaufleuten, 16 Handwerkern und 8 Vertretern der Gemeinde auf Lebenszeit gewählt wurde.
Im Siebenjährigen Krieg (1756–1763) wurde die befestigte Stadt Minden erneut zum Kriegsschauplatz. Im Sommer des Jahres 1757 wurde sie von französischen Truppen besetzt. Wenige Monate später begann eine alliierte Armee unter Herzog Ferdinand von Braunschweig eine Gegenoffensive, die im Winter 1758 zu heftigen Kämpfen um die Stadt führte. Minden blieb zunächst im Besitz der Alliierten, bis es im Sommer 1759 erneut durch französische Truppen eingenommen wurde. Im Ergebnis der am 1. August 1759 vor den Toren der Stadt ausgetragenen Schlacht bei Minden fiel die Festung endgültig an die alliierten Streitkräfte. Traditionell wird in den britischen Regimentern weltweit und in der nordenglischen Stadt Preston mit großem Umzug der „Minden Day“ gefeiert. Aber auch in Minden findet jährlich eine Feier am Denkmal zur Erinnerung an die Schlacht von Minden statt.
Von 1719 bis 1807 war die Stadt Verwaltungssitz des Territoriums Minden-Ravensberg und von 1816 bis 1947 Sitz einer Bezirksregierung.

### 19. Jahrhundert

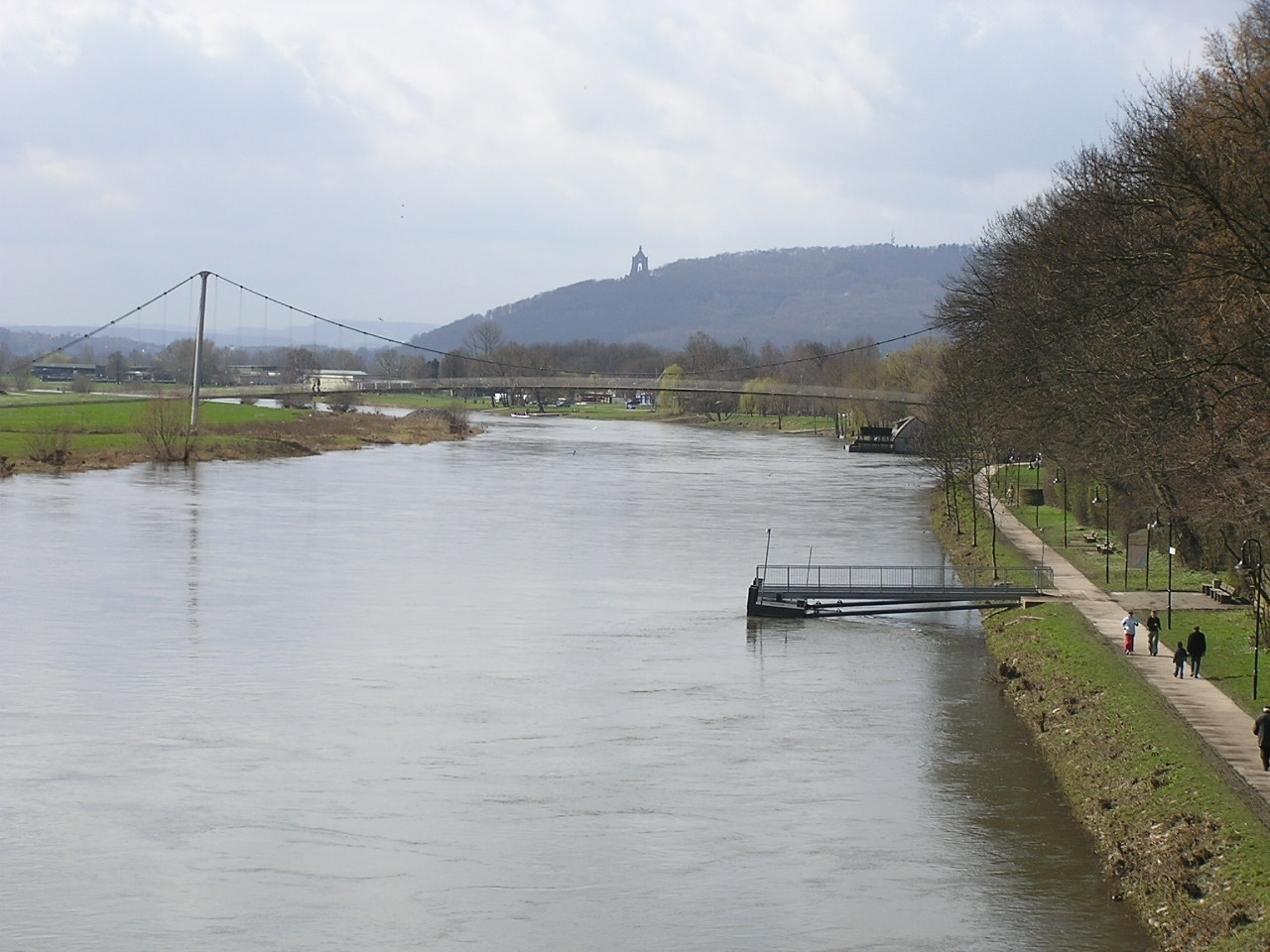
Weserpromenade mit Schiffsanleger, im Mittelgrund die Glacisbrücke, im Hintergrund die Porta Westfalica

Bis 1806 wurde das Gebiet um den Mindener Dom, die sogenannte Domfreiheit, im Gegensatz zum übrigen Stadtgebiet vom katholisch gebliebenen Domkapitel regiert. Am 13. November 1806 besetzten französische Truppen die Stadt, die zunächst von August 1807 bis zum Ende des Jahres 1810 zum Königreich Westphalen und ab 1810 direkt zum Kaiserreich Frankreich gehörte. Sie bildete den Kanton Minden im Distrikt Minden. Nachdem Napoleon I. in der Völkerschlacht bei Leipzig im Oktober 1813 besiegt worden war, verließen die französischen Truppen das Mindener Land, und Minden wurde wieder preußische Garnisonsstadt.
In der Amtszeit des ersten Mindener Landrates von Arnim (1816–1820) wurde die Mindener Festung unter Oberaufsicht der Regierung des Regierungsbezirks Minden wiederaufgebaut. Diese Maßnahme erwies sich für die Stadtentwicklung als verhängnisvoll, denn durch die erzwungene Enge verschlechterten sich die Wohnverhältnisse, und die industrielle Entwicklung ging fast vollständig an der eingeschnürten Stadt vorbei. Zum damaligen Zeitpunkt wesentlich kleinere Städte – z. B. Bielefeld und Dortmund – legten in dieser Zeit den Grundstein zu wirtschaftlicher Blüte.
Die Weserschifffahrtsakte, von den Vertretern aller Weseruferstaaten am 10. September 1823 in Minden beschlossen, machte den Stapelrechten und anderen mittelalterlichen Privilegien ein Ende und ermöglichte eine durchgehende Weserschifffahrt. Zudem verpflichteten sich alle Anliegerstaaten zu notwendigen Strombaumaßnahmen und zur Sicherung der Schifffahrt auf der Weser.
Es gab in Minden drei zivile Hospitäler für die Armen- und Krankenpflege, die Mitte des Jahrhunderts aufgehoben wurden, und ein Lazarett. Das 1295 gegründete Beginenhaus war eine Sozialeinrichtung der Stadt geworden und wurde 1839 schließlich abgerissen. 1830 überließ der preußische Staat das Gebäude des 1720 gegründeten Waisenhauses der Stadt zur Errichtung einer Armen-, Kranken- und Arbeitsanstalt, in der 1880 eine „Tobzelle“ für Geisteskranke und 1887 eine weitere „Irrenzelle“ eingerichtet wurden, während 1888 eine Badeeinrichtung eingebaut wurde. Nachdem 1898 erhebliche Mängel festgestellt wurden, wurde von 1902 bis 1904 ein Neubau des Krankenhauses errichtet.
Im Revolutionsjahr 1848 bildete sich am 18. April der Constitutionelle Club, der als Gegner aller Demokraten und Republikaner alle Demokratie-Bestrebungen ablehnte und Gesetz, Besitz und Ordnung unbedingt bewahren wollte. Dagegen formierte sich eine Volksversammlung, aus der zwei Parteien entstanden: der Demokratische Verein und der liberal-konservative Volksverein. Daneben bestand ein Bildungsverein. Die Wahlmännerwahlen für die Wahl der Abgeordneten zur preußischen und zur deutschen Nationalversammlung fielen zugunsten der großbürgerlich-liberalen Richtung aus. In den folgenden Jahren entstanden unterschiedliche Parteien, die eine bürgerliche bzw. soziale Demokratie anstrebten. Bereits vorher hatten sich demokratische Ideen auch in der preußischen Armee ausgebreitet, sodass es zu einer zeitweisen Spaltung der Offizierskorps der Garnisonen in Minden, Münster und Wesel in eine Mehrheit von „Königstreuen“ und eine Minderheit engagierter Demokraten kam. Ausgangspunkt für die politischen Auseinandersetzungen war das im September 1845 gegen den in Minden stationierten Artillerie-Leutnant Fritz Anneke eingeleitete Ehrengerichtsverfahren, das mit der Entlassung aus dem Dienst endete.

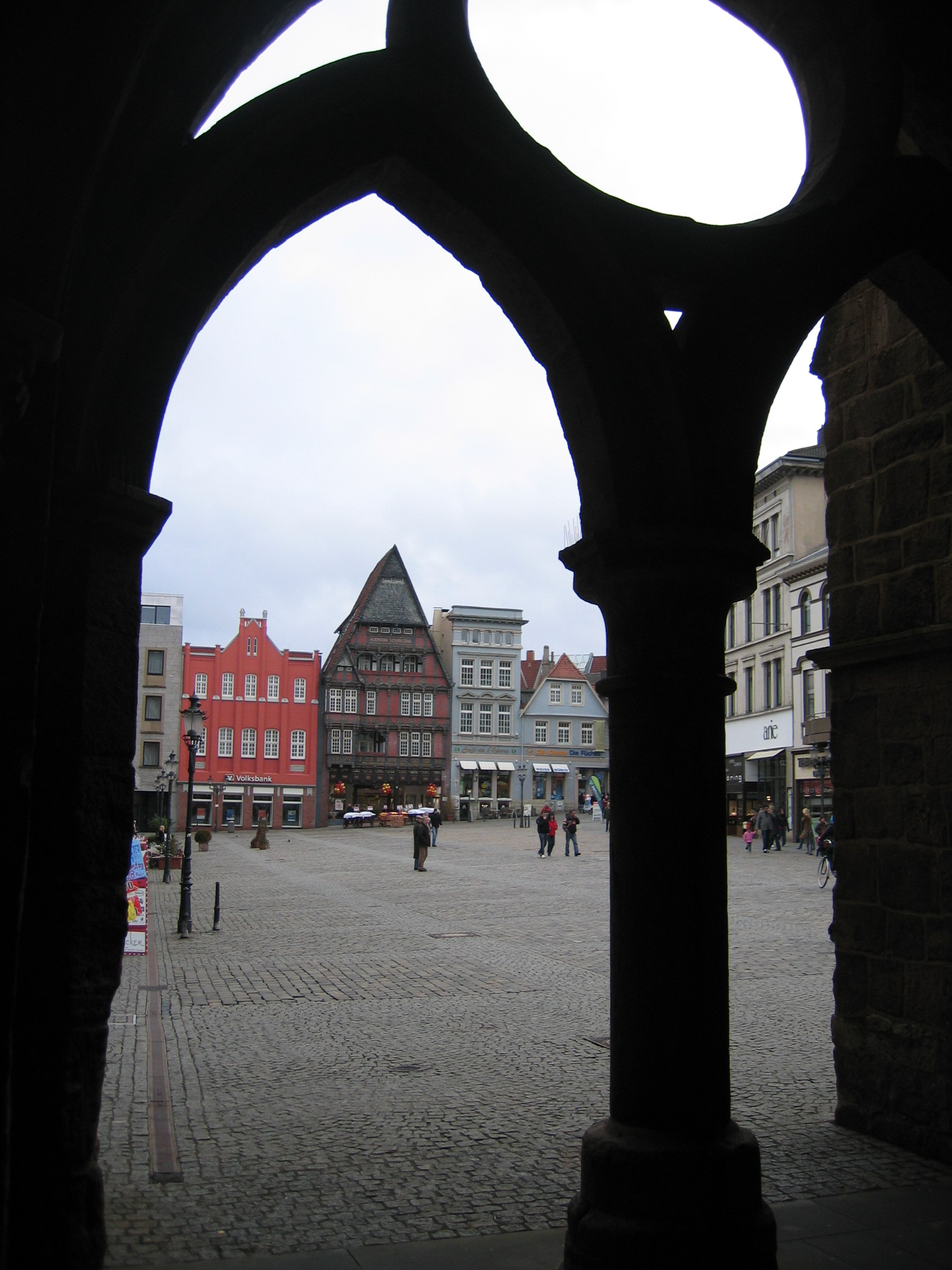
Blick aus der Gerichtslaube am Rathaus nach Süden auf den Markt mit Bebauung aus wilhelminischer Zeit

Die Technik zog auch in die Stadt ein: Am 1. Juli 1887 wurde das städtische Telefonortsnetz eröffnet. Seit 1864 wurde ein Gaswerk betrieben, seit 1895 wurde privat elektrischer Strom erzeugt, und am 12. November 1902 nahm das städtische Elektrizitätswerk seinen Betrieb auf, das 1913 vom Elektrizitätswerk Minden-Ravensberg übernommen wurde. Von 1850 bis 1934 war in Minden die Oberpostdirektion Minden beheimatet.
In der Zeit zwischen der Reichsgründung 1871 und dem Ersten Weltkrieg (teilweise auch schon vorher) wurden in Minden zahlreiche neue Unternehmen gegründet, von denen einige lange Zeit das Wirtschaftsleben in Minden prägten, oft aber heute nicht mehr existieren, in anderen Unternehmenseinheiten aufgegangen sind oder nicht mehr in Minden präsent sind. Zu diesen gehören die Zündschnurfabrik (Brücker und Zschetzsche) (heute: Ornamin), deren Wurzeln bis ins Jahr 1883 zurückreichen, die Feldschlösschen-Brauerei, gegründet 1865, der Spirituosenhersteller Strothmann, gegründet 1886, heute von Bols übernommen, der Möbelhersteller Drabert, gegründet 1898, und von Kinnarps übernommen, die den Standort 2014 schlossen sowie die Verlagsbuchhandlung Marowsky.
Die preußische Zeit war sehr prägend für Minden. Dies erkennt man bis heute an der Stadtanlage und im Stadtbild. Viele Gebäude aus dieser Zeit sind noch vorhanden. Bis 1873 war die Stadt preußische Festung, am 30. Mai 1873 beschloss der Reichstag in Berlin das Gesetz zur Aufhebung der Festungen Minden, Stettin, Erfurt, Wittenberg, Kosel, Graudenz, Kolberg und Stralsund. Mit Ablauf des Jahres 1874 schied der letzte Festungskommandant aus Minden. Ab 1879 wurden die Stadtmauern geschleift, wobei die Stadt einen großen Teil der Kosten zu tragen hatte. Die Stadt blühte unter dem Bürgermeister Theodor Bleek auf, ihre frühere politische und wirtschaftliche Bedeutung erreichte sie jedoch nie wieder.
Der nach der Beseitigung der Festungsanlagen in den 1880er Jahren entstandene Straßenzug der innenstadtumgreifenden Wälle wurde ab 1899 westlich und nördlich der Stadt durch ein System von fünf weiteren Ringstraßen ergänzt, die dazu beitrugen, das einsetzende Siedlungswachstum zu strukturieren und planloses Wuchern der Stadtteile zu verhindern.

### 20. Jahrhundert bis zu den 1930er Jahren
1915 wurde mit der Eröffnung des Mittellandkanals das Wasserstraßenkreuz Minden in Betrieb genommen, damals das größte seiner Art in Deutschland.
Im Ersten Weltkrieg bestand auf dem Exerzierplatz Minderheide das Kriegsgefangenenlager Minderheide mit bis zu 25.000 Gefangenen. Die Arbeitskommandos wurden nicht nur in und um Minden eingesetzt, beispielsweise beim Bau des Mittellandkanals, sondern auch im Ruhrgebiet und im Rheinland.
Die Novemberrevolution am Ende des Ersten Weltkrieges verlief in Minden relativ ruhig. In einigen Kasernen der Garnison Minden kam es am 7. und 8. November 1918 zwar zu kleineren Unruhen, diese konnten aber durch örtliche Vertreter der SPD und der Gewerkschaften beruhigt werden. Am Nachmittag des 8. November 1918 übernahm ein Arbeiter- und Soldatenrat die öffentliche Gewalt in der Stadt Minden.
Während des Kapp-Putsches im März 1920 bildete sich in Minden erneut ein Arbeiterrat, der Maßnahmen zur Sicherung der verfassungsmäßigen Ordnung ergriff, die die Billigung der Reichsregierung fanden. Nach der Ermordung des Reichsaußenministers Walther Rathenau am 24. Juni 1922 kam es in Minden zu teilweise schweren Ausschreitungen. Am 27. Juni 1922 fand auf dem Marktplatz eine Kundgebung mit etwa 15.000 Teilnehmern statt, da die Reichsregierung zu Demonstrationen für die Republik aufgerufen hatte. Nach Beendigung der Kundgebung zogen zahlreiche Demonstranten durch die Stadt und durchsuchten Wohnungen, Geschäfte und Gaststätten von „Reaktionären“ und nationalistisch eingestellten Mindenern, zahlreiche Kaiserbüsten- und Bilder sowie schwarz-weiß-rote Fahnen und andere Gegenstände wurden zertrümmert oder verbrannt. Die Mindener Zeitung bezeichnete die Unruhen am 1. Juli 1922 als „russische Zustände“.

### Nationalsozialismus und Zweiter Weltkrieg

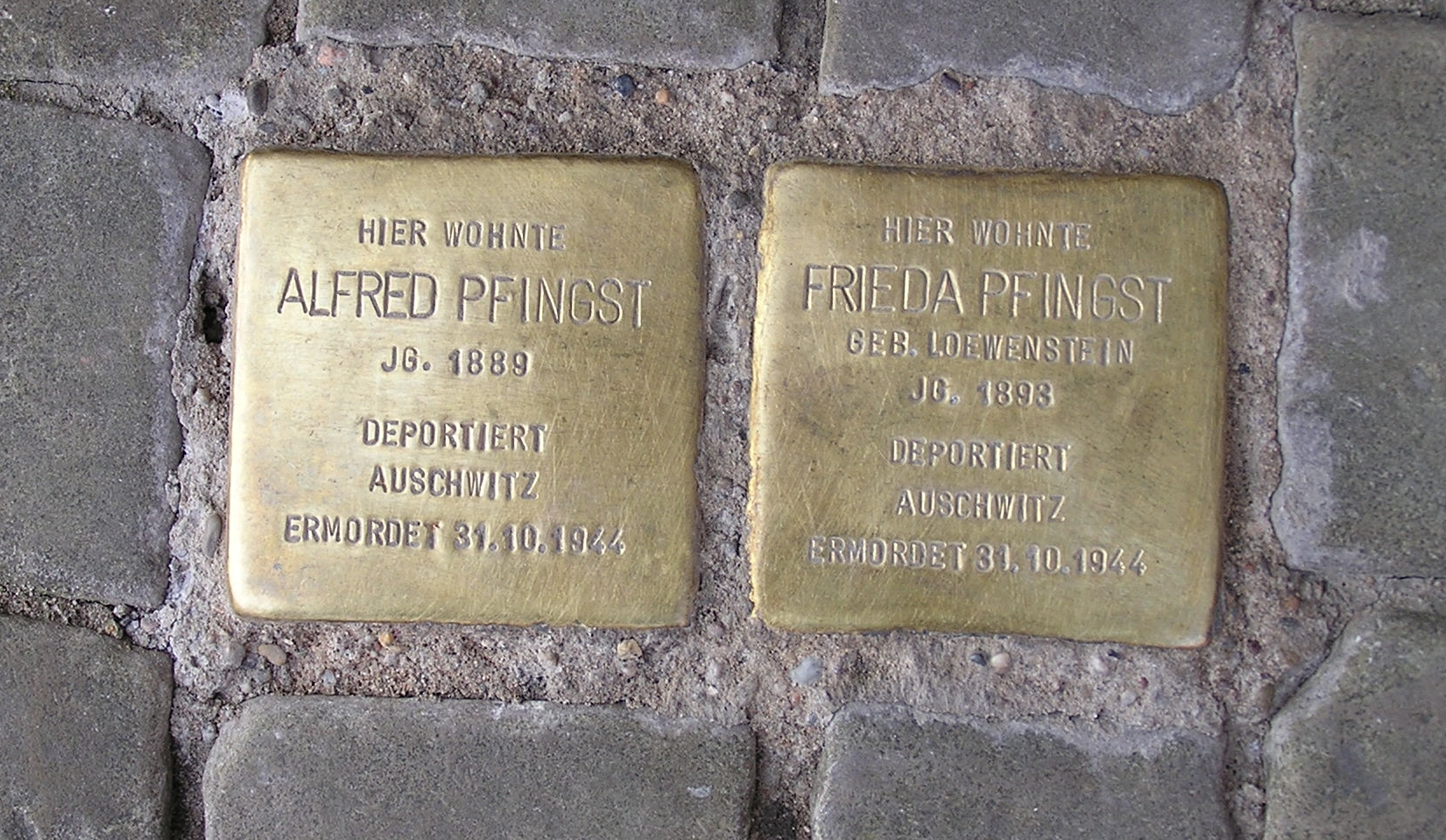
Das Projekt Stolpersteine erinnert an die deportierten Opfer des Nationalsozialismus, hier in der Bäckerstraße am Wesertor.

Während des Zweiten Weltkriegs wurden im Weser- und Wiehengebirge bei Minden unterirdische Fabriken, genannt U-Verlagerungen, errichtet, in denen Zwangsarbeiter aus dem KZ Neuengamme Waffen und andere kriegswichtige Güter herstellen mussten. Erwähnt sei hier das Lager am Bahnhof Minden. Nach dem Krieg wurden die Maschinen in diesen Fabriken von den Amerikanern demontiert und die Zugänge verschlossen.
Am Wasserstraßenkreuz Minden wurden Beschäftigte der Staatswerft und der Schachtschleuse Minden in einem sogenannten Winkelturm Bunker geschützt. Der Bunker wurde nach dem Krieg entfestigt und 2010 abgerissen.
Nach der „Machtergreifung“ der NSDAP 1933 wurden Juden auch in Minden durch Ämter und Mitbürger systematisch verfolgt, wie beispielhaft das Schicksal des Stadtarztes Robert Nußbaum zeigt. Ein anderes Beispiel ist die Ausgrenzung eines jüdischen Obersekundaners der Bessel-Oberrealschule. Er musste 1939 separat von den anderen Schülern allein in der Bank sitzen und wurde durch ein den übrigen Schülern auferlegtes Sprechverbot isoliert. Die Schikanen wurden insbesondere durch den Klassenlehrer geschürt und schließlich hat der Direktor dem Vater nahelegte, den Sohn von der Schule zu nehmen, da die Schulleitung weder für die körperliche Sicherheit noch das seelische Wohlbefinden des Jungen die Garantie übernehmen könne. Der Rentner und Invalide Heinrich Take aus Minden hingegen unterstützte verfolgte und deportierte Juden durch Briefe, Päckchen, Pakete oder kleine Geldbeträge teilweise auch, nachdem der Kontakt von „Deutschblütigen“ zu Juden verboten war.
Die jüdischen Bürger wurden größtenteils deportiert und ermordet. Ihr Besitz wurde enteignet. Am 13. Dezember 1941 fand von der Gestapozentrale in Bielefeld der erste Transport von Juden aus dem Regierungsbezirk Minden in das Konzentrationslager Riga statt, weitere folgten. Nur rund ein Zehntel der Gemeindemitglieder der jüdischen Gemeinde haben die Deportationen und Zwangsmaßnahmen des Holocaust überlebt. Heute erinnert das Projekt Stolpersteine an sie.
Im Zweiten Weltkrieg erlitt Minden schwere Zerstörungen durch Fliegerbomben. Ziele waren der verkehrstechnisch wichtige Bahnhof mit dem Bahnbetriebswerk sowie das Wasserstraßenkreuz aus Mittellandkanal und Weser sowie im Rahmen der „Area Bombing Directive“ gezielt die Wohngebiete. Bei einem ersten Angriff am 29. Dezember 1943 wurde die Innenstadt getroffen, und 29 Menschen starben. Im Oktober 1944 war vor allem das Wasserstraßenkreuz Angriffsziel, in der Kistenfabrik Busch lief der beschädigte Keller mit austretendem Wasser aus dem Kanal voll, dabei ertranken 25 Schutzsuchende. Am 6. November 1944 traf es hauptsächlich Wohngebiete, in denen 115 Menschen starben. Am 6. Dezember 1944 wurde die Innenstadt getroffen und ein Teil des Mindener Doms sowie das Postamt zerstört. Es kam jetzt täglich zu Fliegeralarmen, viele Bomber warfen auf dem Weg nach Berlin willkürlich Bomben ab. Beim letzten großen Angriff am 28. März 1945 wurde die Innenstadt stark zerstört, 186 Menschen starben.
Am 3. April 1945 forderten amerikanische Truppen aus Bad Oeynhausen telefonisch eine Übergabe der Stadt. Am 4. April gelangte das 1. kanadische Fallschirmjägerbataillon von Westen her in die Stadt; es stand kurz vor Mitternacht auf dem Marktplatz und meldete um 2:30 Uhr des 5. April, dass die Stadt vollständig gesäubert sei. Bereits am 9. April 1945 nahm die Stadtverwaltung provisorisch wieder ihren Betrieb auf.

### Nach dem Zweiten Weltkrieg bis zur kommunalen Neugliederung
Minden wurde Teil der Britischen Besatzungszone und Standort der britischen Rheinarmee, die alte Kasernen im Stadtgebiet und eine neue in Minderheide bezog. Sie blieb bis Anfang der 1990er Jahre in Minden und zog im Rahmen der Demilitarisierung nach der Deutschen Wiedervereinigung ab.
Nach seiner Gefangennahme wurde der KZ-Kommandant Rudolf Höß mehrfach durch die britische „92. Field Security Section“ in Heide und Minden vernommen. Am 14. März 1946 unterzeichnete Höß ein Vernehmungsprotokoll in Minden in deutscher Sprache, in dem er detaillierte Angaben zur Massenvernichtung im KZ Auschwitz machte.
Unter den Engländern wurden der deutsche Wirtschaftsrat für die Britische Besatzungszone von der britischen Militärregierung am 11. März 1946 eingesetzt, Vorläufer für den bizonalen Wirtschaftsrat. Dazu wurde das Zentralamt für Wirtschaft in der britischen Zone aufgebaut. Daraus wurde dann das neue von Viktor Agartz geleitete bizonale Verwaltungsamt für Wirtschaft (VAW) mit zuletzt 2000 Mitarbeitern, das schon Ende 1947 nach Frankfurt am Main verlegt wurde.
Nach dem Zweiten Weltkrieg verlor die Stadt Minden endgültig ihren Status als überregionaler Verwaltungsschwerpunkt. Der Sitz der Bezirksregierung wurde gegen das Bedenken der britischen Besatzungsstreitkräfte 1947 nach Detmold verlegt unter starkem Protest großer Teile der Mitarbeiter der Regierung. Die Verlegung war das Ergebnis der Lippischen Punktationen, eine Vereinbarung der Landesregierungen von Nordrhein-Westfalen und des Landes Lippe, die „Richtlinien“ für die Behandlung des lippischen Landesteils nach der Eingliederung des Landes Lippe in Nordrhein-Westfalen festlegte.
Die Hauptverwaltung des Arbeitsamts wurde 1962 von Minden nach Herford verlegt, unterhält aber bis heute eine Dienststelle in Minden, ebenso wie die Industrie- und Handelskammer.
Der Wiederaufbau der zerstörten Stadt Minden nach dem Krieg fand Stück für Stück statt. 1949 wurde die Alte Kanalbrücke Minden über die Weser wieder in Betrieb genommen, 1955 das wiedererbaute Rathaus eröffnet, 1957 der wiedererbaute Mindener Dom. Für die beiden letztgenannten Bauten zeichnet der Architekt Werner March verantwortlich.
Auch nach dem Zweiten Weltkrieg war Minden Ort bedeutender Firmengründungen. Gegründet 1945 zog die Firma Harting schon 1950 nach Espelkamp, ist aber seit einigen Jahren mit einer Tochtergesellschaft wieder in Minden vertreten. Das 1948 gegründete Bauunternehmen Kampa, bekannt als Fertighaushersteller, ging 2009 in die Insolvenz.
Im Jahr 1969 wurde der Verkehr über die Weser bei Minden neu geordnet und der Verkehr über die Weserbrücke in Minden als einzigen Weserübergang mit zwei weiteren Brücken flankiert, die Innenstadt verkehrsberuhigt und eine Umgehungsstraße gebaut. Die Neuorientierung des Verkehrs hin zu einer autogerechten Stadt mit mehrspurigem Ring um die Altstadt und breiten Weserbrücken hatte Auswirkungen auf den Öffentlichen Personennahverkehr. Er wurde in der Art neu geordnet, dass alle Linienbusse in der Innenstadt als einzige Omnibushaltestelle den Zentralen Omnibusbahnhof Minden bedienten, der zunächst am Domeck, direkt am Mindener Dom, lag. Ende der 70er Jahre wurde dieser vom Kleinen Domhof in der Altstadt an den südlichen Rand der Innenstadt verlegt.

### Von der Gebietsreform bis zur Jahrtausendwende
Nach der Kommunalreform in NRW vom 1. Januar 1973 blieb Minden Kreisstadt. Das neue Kreishaus wurde südlich der Innenstadt auf dem Gelände der ehemaligen Garnisonsgärtnerei im Bereich Portastraße / Alte Hausberger Torstraße gebaut, das alte Kreisgebäude als Kommunalarchiv der Stadt Minden weiter genutzt.

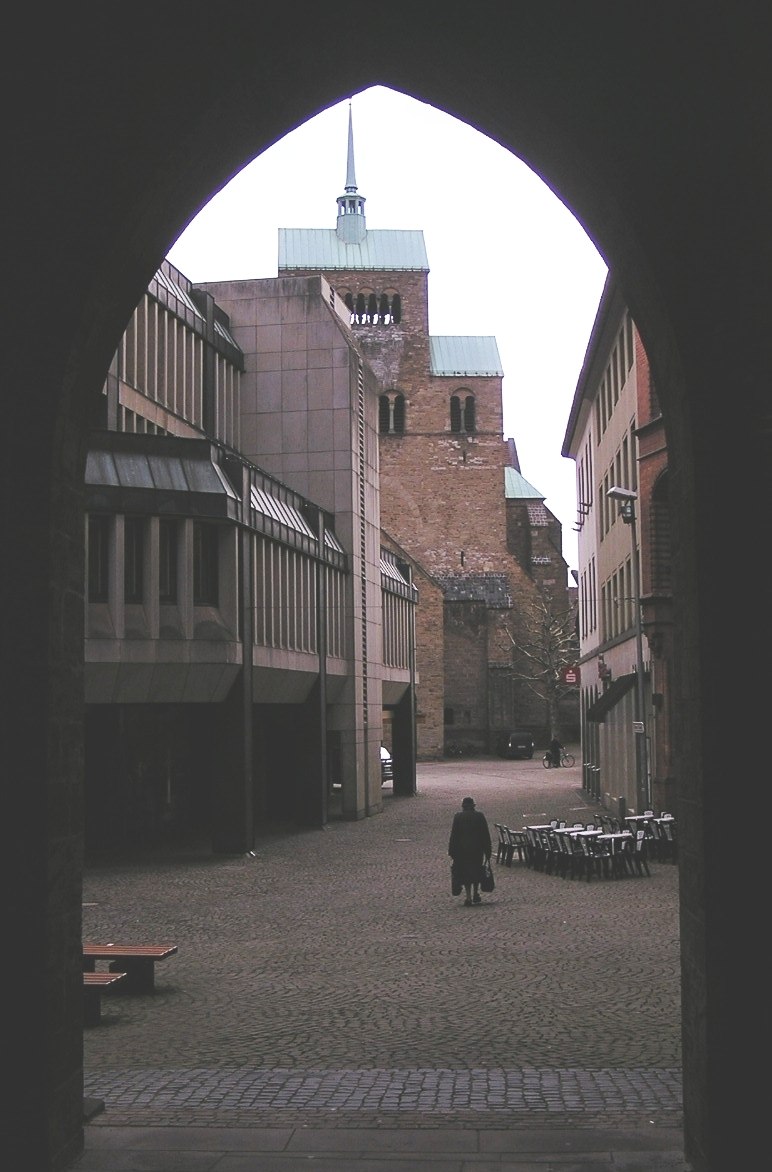
Die heutige Sichtachse aus der Rathauslaube auf das Westwerk des Domes

Die erste Stadtsanierung der Altstadt In den 1970er Jahren wurde durch Mittel aus der Städtebauförderung des Landes Nordrhein-Westfalen gefördert. Mit dem Geld wurde die Innenstadt umgebaut, nachdem der Verkehr herausgenommen war. Die Bäckerstraße, der Scharn, der Marktplatz, der Kleine Domhof um den Mindener Dom und die Obermarktstraße wurden zu Fußgängerzonen umgestaltet. Mithilfe von Parkhäusern am Innenstadtrand und des Großparkplatzes auf Kanzlers Weide sollten motorisierte Besucher bequem in die Innenstadt gelangen. Dazu wurde der Wohnbereich um das Wesertor neu geordnet. Ältere, kleinparzellige Häuser wurden durch neue, auf großen Grundstücken stehende moderne Bauten ersetzt. So entstanden vor allem das großflächige Karstadthaus und das Bekleidungshaus C&A im östlichen Innenstadtbereich.
Auf dem bisherigen zentralen Omnibushalteplatz, dem Domeck, entstand das Neue Rathaus, ein Gebäude von Harald Deilmann, der damit einen zentralen Punkt in der Altstadt mit einem neuen Gebäude besetzt, das zum Alten Rathaus und zur Alten Regierung Verbindungen schafft und bewusst als optischer Gegensatz zu den alten Gebäuden gestaltet wurde. Dabei wurde die Sichtachse aus dem Laubengang des Rathauses auf das Westwerk des Doms durch den Neubau eingeschränkt, was vielfach als Bausünde angesehen wurde. Ebenso galt der Abriss einiger alter Fachwerkhäuser auf dem Gebiet als Fehler.
Ab 1974 wurde das für die stadtnahe Erholung wichtige Glacis als Grüngürtel auf der alten aufgelassenen Festung neu gestaltet und erlebbarer gemacht, und ab 1976 wurde das Weserufer aufgewertet, indem die Promenade an der Weser vor der Fischerstadt bis zum Wasserstraßenkreuz Minden verlängert wurde. Ab 1979 wurde die alte Stadtmauer an der Fischerstadt erneuert und auf die alte Bauhöhe zurückgebaut. Die Mindener Schlagde konnte als Parkplatz neu ausgebaut werden.
Durch den Abzug der britischen Truppen 1994 und eine Neuordnung der Übungsplätze der Bundeswehr war es möglich große Teile des an der Weser gelegenen Pionierübungsplatzes in das Glacis mitzuintegrieren und so Naherholungsgebiete am Ufer der Weser zu gewinnen. Dieser Bereich wird an das Ostufer durch den Bau einer neuen Fußgängerbrücke erweitert und so die Kanzlers Weide als neuer Großparkplatz und Festgelände integriert.
Mit der im Jahr 1985 eröffneten Obermarktpassage wurden im südlichen Teil der Innenstadt weitere Einkaufslagen erschlossen. Nach einigen erfolgreichen Jahren ließ die Attraktivität dieses Bereichs stark nach. Während die Stadt das Umfeld sanierte und den ZOB östlich davon erneuerte und die Obermarktstraße ausbaute, ging es mit der Obermarktpassage bergab. Nach der 2017 erfolgten Schließung eines großen Lebensmittelmarktes als Ankermieter hat die Obermarktpassage zurzeit (2018) den Charakter einer Dead Mall.
Die früheren Kinos Universum (Markt 22) an der Südseite des Marktes, die Kinos „Apollo“ (Simeonstr. 9), „Central“ (Markt 9), „Edison-Theater“ (Bäckerstr. 62), „Ring-Theater“ (Lübbecker Str. 73) und die „Ufer-LS“ (Friedrich-Wilhelm-Str. 129) stellten den Betrieb ein. Das Regina (Gebäude 1953 erbaut) unterhalb der Marienkirche wurde im Jahre 1997 nach einigen Jahren Leerstand in eine Markthalle umgewandelt. Nachdem das Konzept im ersten Anlauf gescheitert war, wurde die Markthalle am 10. August 2007 neu eröffnet, aber nach kurzer Betriebszeit wieder geschlossen. Das Scala, zwischen dem Busbahnhof und dem Markt gelegen, wurde schon in den 1980er Jahren geschlossen. Der Kinosaal wurde teilweise umgebaut und ist heute der Fest- und Veranstaltungssaal des Viktoria-Hotels. Das Globe-Kino der britischen Besatzungstruppen, zu dem aber nur britische Militärangehörige Zutritt hatten, befand sich am Marienwall. Mit Abzug der Briten in den 1990er Jahren verschwand auch dieses Kino. Das in den 1980er Jahren eröffnete Programmkino Stella, in dessen Gebäude an der Hermannstraße vorher das Colloseum-Kino untergebracht war, musste in den 1990er Jahren schließen, das Gebäude wurde im März 2003 abgerissen. Im Gebäude des Stella gab es des Weiteren das kleine Kino Solaris.
Nach der deutschen Wiedervereinigung zog sich die Britische Rheinarmee in den Jahren 1992 bis 1994 aus Minden zurück. Die frei gewordenen Liegenschaften wurden im Rahmen eines umfangreichen Flächenrecyclings zur Wohnbebauung und zur Ansiedlung von Betrieben und Infrastruktureinrichtungen benutzt. Wohnungen für britische Militärangehörige wurden von der Bundesrepublik Deutschland übernommen und an Interessenten verkauft. Im Vorfeld des Abzugs der restlichen britischen Truppen aus Deutschland in den 2010er Jahren wurde Minden erneut britischer Truppenstandort.
Das traditionsreiche Sommerbad Minden schloss 1999, da die überschuldete Stadt Minden den Betrieb nicht mehr bezahlen wollte. Seit 2003 wird es durch einen ehrenamtlichen Förderverein betrieben.

### 21. Jahrhundert
In Minden befand sich bis 2005 eine Filiale der Landeszentralbank von Nordrhein-Westfalen. Der Einzelhandelskonzern Karstadt hat sich mit dem Kaufhaus am Wesertor ebenfalls aus Minden zurückgezogen.
Am 23. September 2008 erhielt die Stadt den von der Bundesregierung verliehenen Titel „Ort der Vielfalt“.
Zu Beginn des 21. Jahrhunderts wurde über die Entwicklung der Innenstadt erneut diskutiert. Der Rat der Stadt verabschiedete im Juni 2009 einen Masterrahmenplan zur Innenstadtentwicklung. Im Dezember 2015 beschloss der Rat die Errichtung eines Geschäftshauses am Scharn in einer sogenannten 1A-Lage. Zusammen mit dem Neubau am Wesertor und der Reaktivierung der Wehmeyer-Immobilie am Marktplatz soll so eine attraktive Innenstadt entstehen.
Am 26. April 2016 wurde Minden als 54. Stadt der Ehrentitel „Reformationsstadt Europas“ durch die Gemeinschaft Evangelischer Kirchen in Europa verliehen.

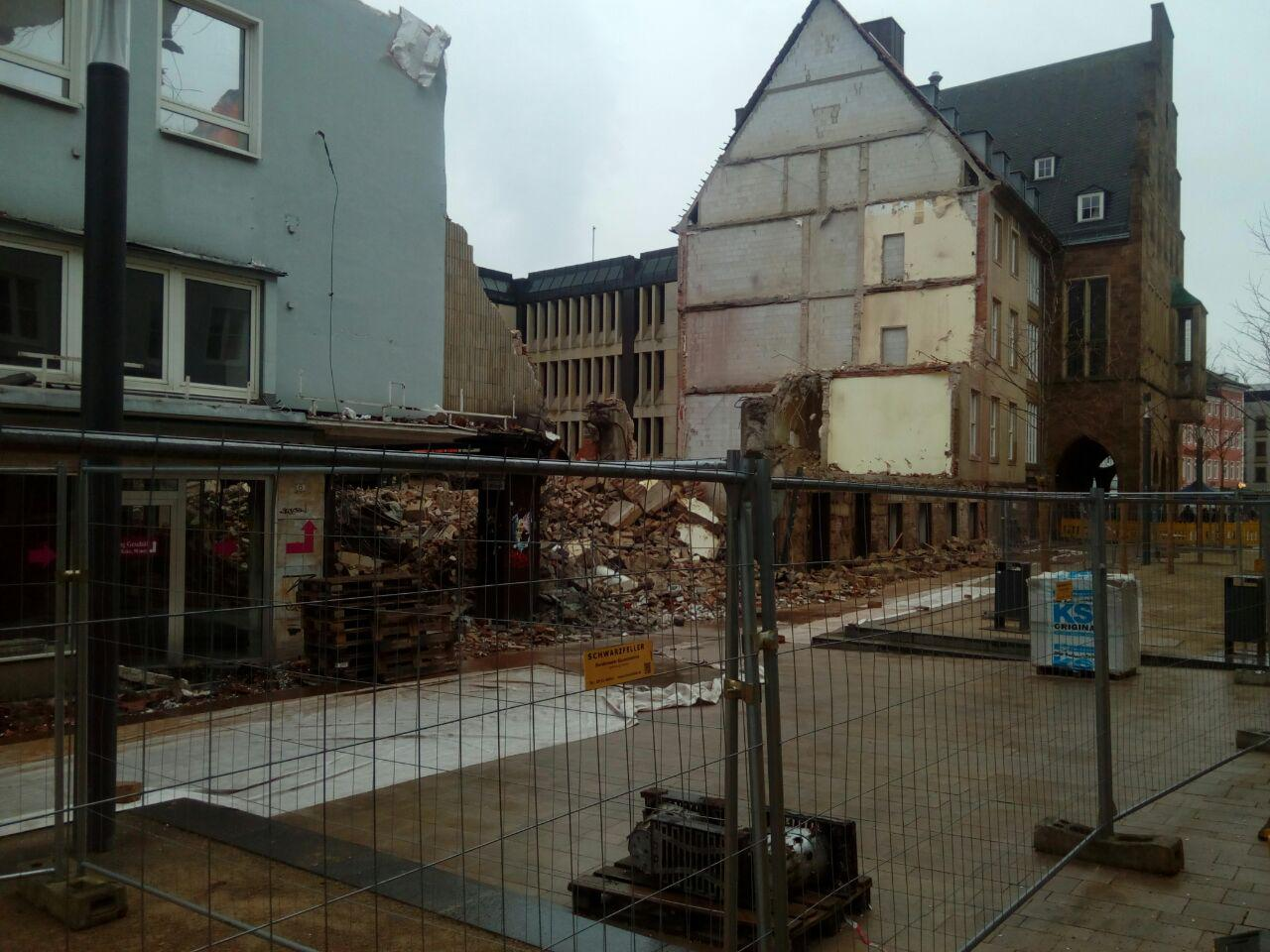
Abriss am Scharn 2018

2017 begannen die Baumaßnahmen in der Innenstadt. Um die Kapazitäten der Stadtverwaltung zu erweitern, wurde ein altes Gebäude am Scharn sowie die letzten Reste des Domecks weggerissen. Im Erdgeschoss des Neubaus hat eine Gewerbeeinheit Platz, in den oberen Etagen hat die Stadt Minden Büroflächen für die Stadtverwaltung angemietet.
Ab 2015 wird – beginnend mit einer von Stadt, Kreis und Wirtschaft finanzierten Machbarkeitstudie und der Gründung eines Projektvereins – der Bau einer neuen Multifunktionshalle auf dem Rechten Weserufer nördlich des Bahnhofs auf dem Gelände früherer Bahnanlagen angestrebt. Sie soll zumindest Teilfunktionen der Kampa-Halle übernehmen und neue Akzente in der Innenstadt setzen.
Heftige Diskussion löste die Schließung der Kampa-Halle, die in der Regie des Kreises Minden-Lübbecke ist, wegen baulicher Sicherheitsmängel im Herbst 2019 aus. Die dort spielende Bundesliga-Handballmannschaft GWD Minden musste in die Merkur Arena Lübbecke, der Spielstätte des Kreisrivalen TuS N-Lübbecke, ausweichen. Im Oktober 2020 beschloss der Kreistag, die Kampa-Halle für einen Nutzungszeitraum von mindestens zehn Jahren zu sanieren.
Im Mai 2019 wurden am rechten Weserufer die Stadtblänke Minden ausgehoben und der Uferbereich gestaltet. Nach einigen Verzögerungen sind die Stadtblänke Ende 2019 fertig geworden und haben das erste Weserhochwasser hinter sich, das die Auenlandschaft komplett überflutete. Intensiv wurde die Aufstellung der Skulptur Pegelschlange auf den Stadtblänken in der Stadtgesellschaft diskutiert.
Für die Neugestaltung der Mindener Schlagde wird ein Wettbewerb ausgeschrieben, der eine Neugestaltung ohne Autos ermöglicht.
Zusammen mit vier Universitäten und dem DB Systemtechnik wird 2022 der Rail Campus OWL gegründet und verbindet so die eisenbahntechnische Kompetenz in Minden.
Um die geschichtliche Aufarbeitung der Geschichte der Stadt Minden (Westfalen) kümmert sich der Mindener Geschichtsverein.

### Eingemeindungen

Vergleich der heutigen Stadtgliederung und Abweichungen von den Gebieten der Altgemeinden (betroffene Altgemeinden gefärbt)

Im Rahmen der Neugliederung der Städte und Gemeinden in Nordrhein-Westfalen wurden durch das Bielefeld-Gesetz zum 1. Januar 1973 die Gemeinden Aminghausen, Bölhorst, Dankersen, Dützen, Haddenhausen, Hahlen, Häverstädt, Kutenhausen, Leteln, Meißen, Päpinghausen, Stemmer und Todtenhausen in die Stadt Minden eingegliedert. Sie gehörten den zum selben Zeitpunkt aufgelösten übergeordneten kommunalen Körperschaften Amt Dützen, Amt Petershagen, Amt Windheim und Amt Hausberge an. Die Stadt wurde nach der Vereinigung der Altkreise Minden und Lübbecke Kreisstadt des neu gebildeten Kreises Minden-Lübbecke.
Die Altgemeinden wurden ganz überwiegend in ihren bisherigen Grenzen zu Stadtteilen der Stadt Minden. Ausnahmen sind Leteln und Aminghausen, die zu einem Stadtteil zusammengefasst wurden, sowie eine Gebietsneugliederung im Bereich des heutigen Stadtteils Minderheide. Dieser wurde aus dem südöstlichen Gebietsteil von Holzhausen II, dem Nordteil der Altgemeinde Hahlen, einschließlich deren Exklave im Norden und Teilen von Hartum, dem Südteil der Altgemeinde Stemmer sowie kleineren nordwestlichen Teilen des bisherigen Stadtgebietes der Stadt Minden in ihren Grenzen vor 1973 gebildet. Ein Teil der Gemeinde Neesen und der Ortsteil Zollern der Gemeinde Barkhausen wurden in die Kernstadt Minden eingegliedert. Das Gebiet der Kernstadt wurde in die Gebiete Nordstadt, Bärenkämpen, Königstor, Rodenbeck, Rechtes Weserufer sowie der Innenstadt gegliedert.

### Einwohnerentwicklung

Einwohnerentwicklung von Minden von 1786 bis 2017

Im Mittelalter und am Beginn der Neuzeit wuchs die Einwohnerzahl von Minden nur langsam und ging durch die zahlreichen Kriege, Seuchen und Hungersnöte immer wieder zurück. Lange lag Minden nur am linken, hohen Weserufer; erst mit der Auflösung der Festung wurden beide Ufer bebaut. Im 19. Jahrhundert beschleunigte sich mit der Industrialisierung das Bevölkerungswachstum. Lebten 1816 nur 6500 Menschen in der Stadt, so waren es 1900 bereits 25.000. Nach dem Zweiten Weltkrieg verdoppelte sich bis 1965 diese Zahl aufgrund des Zuzuges, unter anderem von Flüchtlingen und Vertriebenen, auf 50.000 Einwohner.
Durch die Eingemeindung umliegender Orte mit insgesamt etwa 25.000 Einwohnern wurde am 1. Januar 1973 eine 80.000 Einwohner umfassende Stadt geschaffen.

## Religionen und andere Gemeinschaften

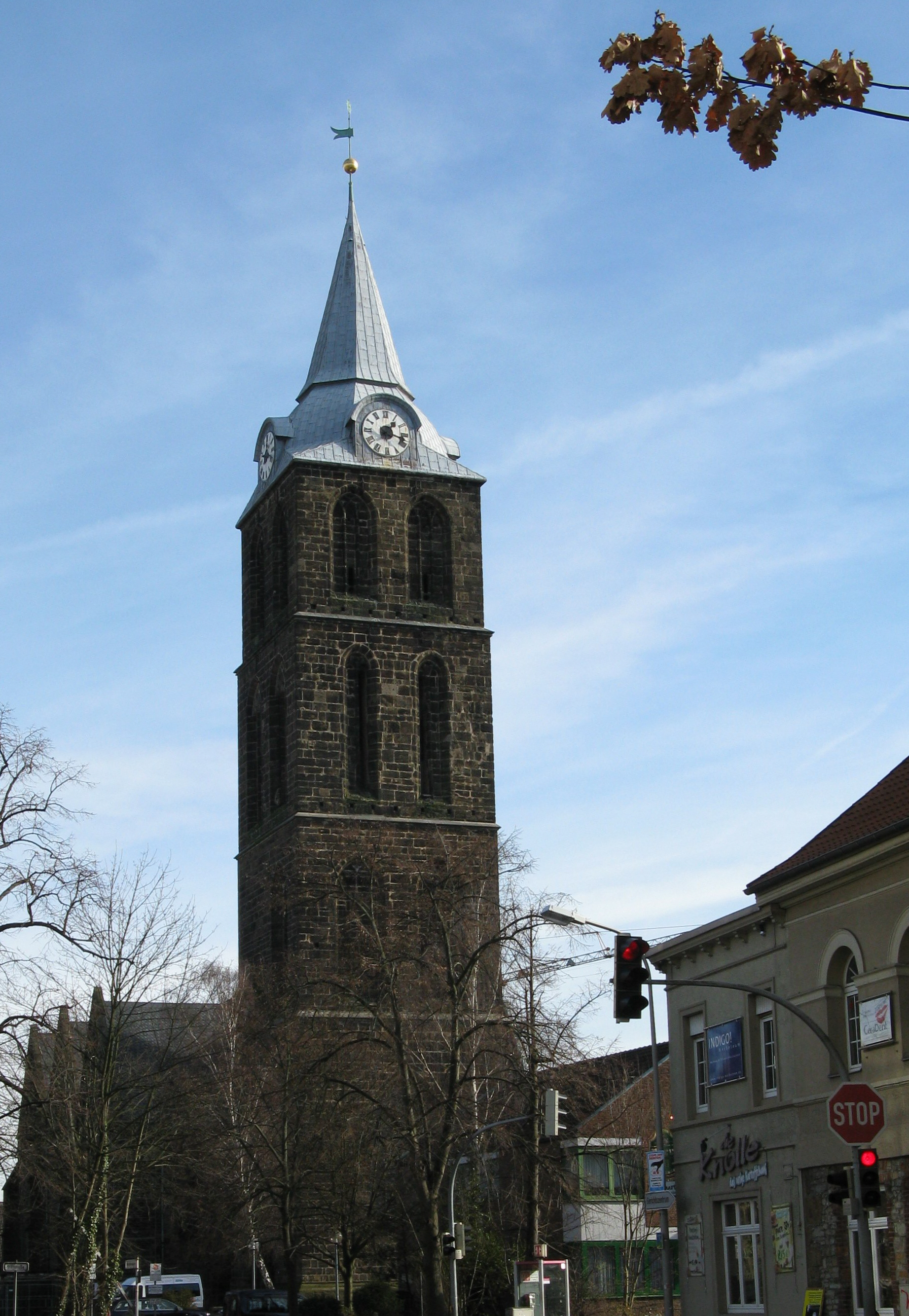
Turm der Marienkirche in Minden

### Konfessionsstatistik
Gemäß dem Zensus 2022 waren 40,9 % der Einwohner evangelisch, 9,9 % katholisch, und 49,2 % waren konfessionslos, gehörten einer anderen Glaubensgemeinschaft an oder machten keine Angabe. Der Anteil der Protestanten und Katholiken an der Gesamtbevölkerung sinkt.

### Christentum
Minden war von 800 bis zur Mitte des 16. Jahrhunderts Sitz des Bistums Minden. In den Jahren 1521–1529 setzte sich die Reformation in Minden durch. Am 13. Februar 1530 wurde durch den evangelischen Theologen Nikolaus Krage die evangelische Kirchenordnung im Auftrag des Rats der Stadt Minden verfasst, die für alle Bewohner verbindlich wurde. Am 7. September 1535 schloss der Rat mit dem Bischof und Domkapitel einen Vertrag, der ihre Rechte garantierte und ihren Besitz sicherte. Damit blieb der Dom als katholische Kirche unangetastet.

#### Evangelische Kirche
Heute umfasst die Stadt Minden sechs evangelische Kirchengemeinden, die alle zur Evangelischen Kirche von Westfalen gehören: Die Ev.-lutherischen Gemeinden St. Marien, St. Martini, St. Simeonis, St. Markus, St Jakobus und die überregionale Gemeinde der ev.-reformierten Petrikirche. Die evangelisch-lutherische Simeonskirche ist zurzeit als „offene Kirche“ ohne eigene Gemeinde. St. Thomas in Rodenbeck ist die Gemeindekirche und mit dem verbliebenen Teil der Simeonsgemeinde selbstständig.
Im Laufe der Zeit hat es mehrere Umgruppierungen gegeben, so gehören heute zur Mariengemeinde die ehemaligen eigenständigen Dörfer Todtenhausen und Kutenhausen, früher gehörte auch die heutige St. Markus-Gemeinde Leteln zur Mariengemeinde. Auch die Martinigemeinde hat die Dörfer Dützen, Bölhorst und Häverstädt abgegeben, die heute die St. Jakobus-Kirchengemeinde bilden.
Einige Mindener Stadtteile gehören nicht mehr zu den Gemeinden in Minden, so gehört Hahlen zur Evangelischen Kirchengemeinde Hartum, der Stadtteil Haddenhausen zur ev. Kirchengemeinde Oberlübbe-Rothenuffeln und deren Pfarrbezirk Rothenuffeln-Haddenhausen.

#### Katholische Kirche
Die vier römisch-katholische Gemeinden der Stadt Minden sind dem Dekanat Herford-Minden des Erzbistums Paderborn zugeordnet: Die Propsteigemeinde des Mindener Domes St. Petrus und Gorgonius und die Gemeinden St. Mauritius, St. Paulus und St. Ansgar, die heute im Pastoralverbund Mindener Land zusammengefasst sind. Nach der Reformation blieb lediglich die Domgemeinde noch katholisch.

#### Quäker
Im 19. Jahrhundert gab es in Minden eine der wenigen Quäkergemeinden in Deutschland. Sie geriet immer wieder in Konflikt mit der Obrigkeit, zunächst wegen eines nicht genehmigten Versammlungshauses, später wegen der Schulpflicht der Kinder. Insbesondere Vertreter der evangelisch-lutherischen Kirche unternahmen zahlreiche Versuche, die Tätigkeit der Gemeinde und ihr Schulwesen zu behindern. Heute gibt es in Minden keine Quäkergemeinde mehr. Lediglich an der Kuckuckstraße befindet sich noch der Quäkerfriedhof.

### Juden
In der Stadt Minden gibt es seit dem 13. Jahrhundert eine Jüdische Gemeinde. Im 19. Jahrhundert wuchs sie stark an und hatte bis zu 400 Mitglieder. 1850 spaltete sich die Gemeinde in eine konservative und eine Reformgemeinde, die sich schon ein Jahr später durch die Schlichtung des Arztes David Julius Heilbronn wieder zu einer Einheitsgemeinde zusammenschlossen.
Bereits vor der Judenverfolgung 1350 gab es einen jüdischen Friedhof vor dem Simeonstor im Süden der Stadt. Seit dem 17. Jahrhundert war den Juden in Stadt und Fürstentum Minden der Judenfriedhof in Hausberge zur Bestattung ihrer Toten zugestanden worden. Im 19. Jahrhundert gab es einen Judenfriedhof vor dem Marientor im Norden der Stadt, der bald den Festungsanlagen zum Opfer fiel. Spätestens seit 1897 besitzt die jüdische Gemeinde Mindens wieder einen eigenen Friedhof im Süden der Stadt am Erikaweg. Eine Häuserliste von 1791 führte ein Mikwe „aufm Deichhofe“ auf.
Nach dem Zweiten Weltkrieg wurde die jüdische Kultusgemeinde Minden und Umgebung mit 40 Mitgliedern neu gegründet. 1958 wurde für die während der Novemberpogrome 1938 zerstörte Mindener Synagoge ein Neubau auf dem Nachbargrundstück der alten Synagoge in der oberen Altstadt eingeweiht; sie ist heute kultischer Mittelpunkt einer in den letzten Jahrzehnten wieder gewachsenen jüdischen Gemeinde.

### Weitere Religionsgemeinschaften
In der Stadt Minden gibt es diverse Freikirchen, darunter die Baptisten, die Evangelisch-methodistische Kirche sowie die Gemeinde der Kirche Jesu Christi der Heiligen der Letzten Tage
- Die Neuapostolische Kirche mit drei Gemeinden in der Stadt, die aber ein über die Gemeindegrenzen hinausgehendes Einzugsgebiet haben.
- Die vier Versammlungen der Zeugen Jehovas (drei in deutscher Sprache und eine in russischer Sprache) treffen sich im Königreichssaal im Mitteldamm.
- Die Türkisch-Islamische Gemeinde zu Minden (DITIB) wurde von 2009 bis 2014 durch den Imam Ahmet Güney geleitet.[71] Die Moschee der Gemeinde Barbaros Merkez Camii – Minden befindet sich in der Kaiserstraße. Zwei weitere Moscheen befinden sich in der Friedrich-Wilhelm-Straße und in der Stiftsstraße.[72]
- Buddhistische Gemeinschaft Triratna

### Freimaurer
Die Freimaurerei fand auch in Minden Anhänger: 1780 wurde in Minden zum einen die Johannisloge Wittekind zur Westfälischen Pforte nach der Lehrart der Großen königlichen Mutterloge „Zu den drei Weltkugeln“ gegründet, und zum anderen wurde die Johannisloge Aurora von der Großen Landesloge der Freimaurer von Deutschland zu Berlin gestiftet. Beide Logen lösten sich 1934 auf, entstanden aber wieder 1948, um sich zu einer neuen Johannisloge Wittekind zur Westfälischen Pforte zusammenzuschließen. Das neue Logenhaus befindet sich in der Pöttcherstraße.

## Sprache
Die verbreitetste Umgangssprache in Minden ist Hochdeutsch mit vereinzelt eingestreuten typisch westfälischen Eigenarten und Wendungen, daneben haben die Heimatsprachen der Zuwanderergruppen im Alltag eine gewisse Bedeutung.
Minden liegt im Verbreitungsgebiet der ostwestfälischen Dialektgruppe des Plattdeutschen. Plattdeutsch wird im Mindener Land noch verbreitet gesprochen, von jüngeren Generationen aber kaum noch gepflegt. Im Stadtgebiet selbst ist das früher verbreitete „Mindener Platt“ de facto nicht mehr anzutreffen und wird nur noch aus Traditionsbewusstsein von interessierten Bürgern dokumentiert. Ein Mindener Soziolekt ist die Buttjersprache, die ebenfalls ausstirbt, auch wenn es hier Bestrebungen gibt, diese am Leben zu erhalten.

## Politik
Minden gehört zum Landtagswahlkreis Minden-Lübbecke II, in dem bei der Landtagswahl 2017 Christina Weng (SPD) als Direktkandidatin gewählt wurde, und zum Bundestagswahlkreis Minden-Lübbecke I, in dem sich 2017 und 2021 Achim Post (SPD) als Direktkandidat durchsetzte. Er trat zur Bundestagswahl 2025 nicht mehr an, gewonnen hat Oliver Vogt von der CDU. Dem neuen SPD-Kandidaten Fabian Golanowsky gelang es, den zweiten Platz vor der AfD zu behaupten.
- Linke: 2
- Grüne: 9
- SPD: 21
- WfM: 1
- MI: 2
- BBM: 1
- FDP: 2
- CDU: 15
- AfD: 3

### Stadtrat
Der Rat der Stadt Minden hat regulär 50 gewählte Mitglieder, hinzu kommt der Bürgermeister, der laut Kommunalverfassung ein eingeschränktes Stimmrecht im Rat besitzt.
| [ 76 ] [ 77 ] [ 78 ] [ 79 ] | 2020  | 2020  | 2014  | 2014  | 2009  | 2009  | 2004  | 2004  | 1999  | 1999  | 1994  | 1994  | 1989  | 1989  | 1984  | 1984  | 1979  | 1979  | 1975  | 1975  |
| Partei                      | Sitze | %     | Sitze | %     | Sitze | %     | Sitze | %     | Sitze | %     | Sitze | %     | Sitze | %     | Sitze | %     | Sitze | %     | Sitze | %     |
| --------------------------- | ----- | ----- | ----- | ----- | ----- | ----- | ----- | ----- | ----- | ----- | ----- | ----- | ----- | ----- | ----- | ----- | ----- | ----- | ----- | ----- |
| SPD                         | 21    | 36,4  | 24    | 40,65 | 22    | 38,62 | 21    | 41,75 | 20    | 39,96 | 24    | 44,36 | 27    | 50,18 | 26    | 48,95 | 27    | 51,73 | 26    | 50,90 |
| CDU                         | 15    | 27,4  | 17    | 27,96 | 17    | 28,72 | 16    | 32,22 | 21    | 41,04 | 18    | 32,09 | 14    | 26,87 | 16    | 31,31 | 19    | 37,31 | 20    | 37,76 |
| Grüne                       | 9     | 15,5  | 6     | 9,98  | 6     | 9,49  | 5     | 9,48  | 4     | 8,08  | 5     | 10,09 | 4     | 9,15  | 5     | 10,97 | –     | –     | –     | –     |
| MI a                        | 2     | 3,6   | 3     | 5,02  | 4     | 7,18  | 5     | 11,02 | 3     | 6,68  | 4     | 7,57  | –     | –     | –     | –     | –     | –     | –     | –     |
| FDP                         | 2     | 3,5   | 2     | 3,10  | 4     | 7,08  | 3     | 5,42  | 2     | 4,24  | 0     | 4,64  | 4     | 8,24  | 4     | 8,35  | 5     | 9,85  | 5     | 10,53 |
| BBM b                       | 1     | 2,5   | 1     | 1,89  | 2     | 4,23  | –     | –     | –     | –     | –     | –     | –     | –     | –     | –     | –     | –     | –     | –     |
| Linke                       | 2     | 3,2   | 3     | 4,48  | 2     | 3,64  | –     | –     | –     | –     | –     | –     | –     | –     | –     | –     | –     | –     | –     | –     |
| AfD                         | 3     | 5,7   | 3     | 4,28  | –     | –     | –     | –     | –     | –     | –     | –     | –     | –     | –     | –     | –     | –     | –     | –     |
| Wir für Minden              | 1     | 2,0   | –     | –     | –     | –     | –     | –     | –     | –     | –     | –     | –     | –     | –     | –     | –     | –     | –     | –     |
| Piraten                     | –     | –     | 1     | 1,59  | –     | –     | –     | –     | –     | –     | –     | –     | –     | –     | –     | –     | –     | –     | –     | –     |
| REP                         | –     | –     | –     | –     | 1     | 1,04  | –     | –     | –     | –     | 0     | 1,25  | 2     | 5,55  | –     | –     | –     | –     | –     | –     |
| DKP                         | –     | –     | –     | –     | –     | –     | –     | –     | –     | –     | –     | –     | –     | –     | 0     | 0,41  | 0     | 1,12  | 0     | 0,80  |
| Einzelbewerber              | –     | –     | –     | –     | 0     | 0,10  | –     | –     | –     | –     | –     | –     | –     | –     | –     | –     | –     | –     | –     | –     |
| Gesamt c                    | 56    | 100   | 60    | 100   | 58    | 100   | 50    | 100   | 50    | 100   | 51    | 100   | 51    | 100   | 51    | 100   | 51    | 100   | 51    | 100   |
| Wahlbeteiligung             | 47,14 | 47,14 | 45,68 | 45,68 | 47,15 | 47,15 | 51,08 | 51,08 | 51,22 | 51,22 | 80,26 | 80,26 | 66,10 | 66,10 | 66,74 | 66,74 | 71,29 | 71,29 | 85,12 | 85,12 |

### Stadtoberhaupt

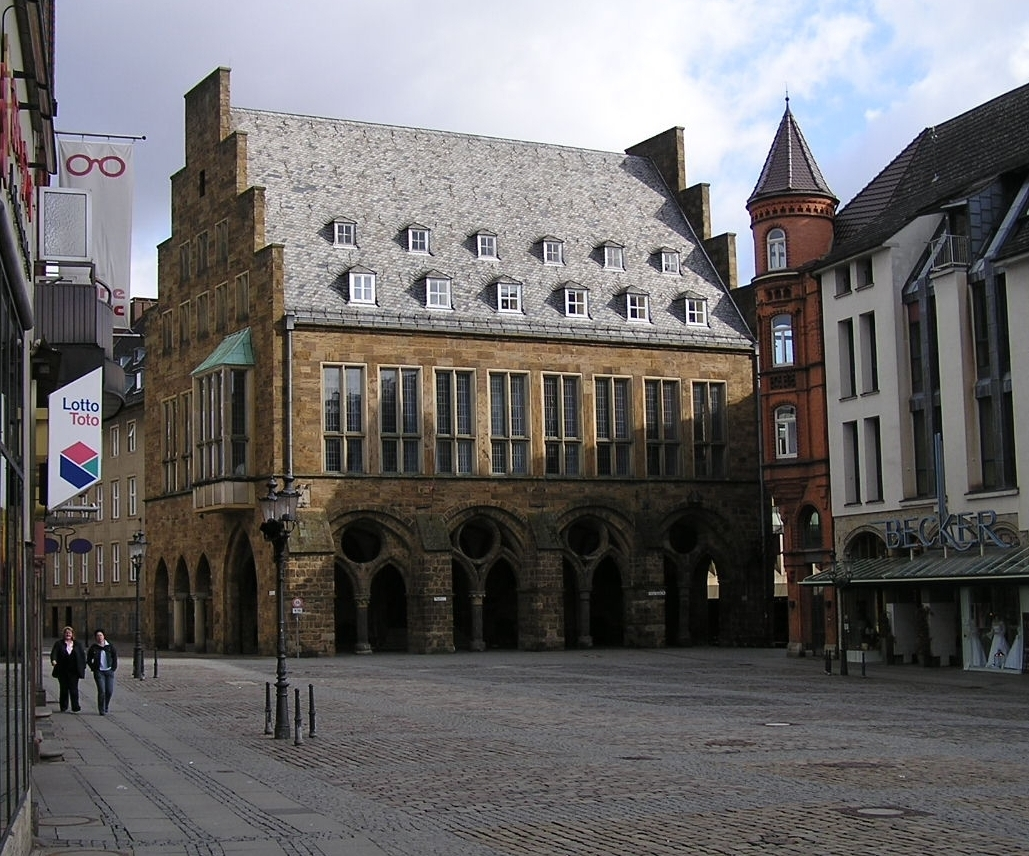
Der Mindener Marktplatz mit dem Rathaus

1999 wurde in Minden wie im übrigen Land Nordrhein-Westfalen die Doppelspitze nach der Norddeutschen Ratsverfassung in der Stadtverwaltung aufgegeben. Seither gibt es nur noch den hauptamtlichen Bürgermeister. Dieser ist oberster Repräsentant der Stadt, Vorsitzender des Rates und Leiter der Stadtverwaltung. Er wird direkt von der Bevölkerung gewählt.
Bei der Wahl zum Bürgermeister am 13. September 2015 gewann Michael Jäcke (SPD) im ersten Wahlgang mit absoluter Mehrheit (52 % der abgegebenen gültigen Stimmen). Die Wahlbeteiligung betrug 36,23 %. Er löste den seit 2004 amtierenden Bürgermeister Michael Buhre (SPD) ab, der nicht wieder kandidierte.
Die Bürgermeisterwahl im September 2020 gewann Jäcke gegen den CDU-Kandidaten Konrad Winckler mit 54,3 % im ersten Wahlgang.

### Wappen
| Wappen der Stadt Minden | Blasonierung: „Der von Gold und Rot gespaltene Schild zeigt vorn in Gold unter einer Kaiserkrone einen goldenen bewehrten, rot gezungten schwarzen Doppeladler, hinten in Rot zwei schräg gekreuzte silberne Schlüssel mit abgewendeten Bärten oben, wobei der Schlüssel mit dem zur Schildmitte weisenden Bart über dem anderen Schlüssel liegt.“ |
| Wappen der Stadt Minden | Wappenbegründung: Dieses Stadtwappen ist seit 1853 offizielles Wappen der Stadt und setzt sich aus den beiden schon länger in Gebrauch befindlichen Wappen zusammen. Der doppelköpfige Reichsadler in der rechten, vorderen Hälfte des Wappens ist dabei der Stadt 1627, während des Dreißigjährigen Krieges von Kaiser Ferdinand II. als Zeichen des besonderen Schutzes verliehen worden, als die Stadt unter großen Opfern die kaiserlichen Truppen aufgenommen und versorgt hatte. Im linken Teil des Wappens befinden sich die beiden Schlüssel aus dem Wappen des ehemaligen Stadtherren, des Bischofs von Minden. Es sind die Schlüssel des heiligen Petrus. |

Flagge der Stadt Minden

Gleichzeitig wurde der Wahlspruch der Stadt Minden festgelegt. Er lautet seitdem „Jus et aequitas civitatum vincula“ ‚Recht und Gerechtigkeit sind das feste Band der Gemeinwesen‘. Die Stadtfarben der Stadt Minden sind rot und weiß.

### Städtepartnerschaften
Die Stadt Minden ist im Jahr 1968 dem Wilmersdorfer Kreis beigetreten. Zu diesem Zeitpunkt gehörten bereits die Stadt Gladsaxe in Dänemark (Königreich Dänemark) und der Londoner Stadtbezirk Sutton in England (Vereinigtes Königreich von Großbritannien und Nordirland) dem Bund an. Im Jahre 1976 trat die Stadt Gagny aus Frankreich dem Kreis bei.
Ebenfalls seit 1968 unterhielt Minden eine Partnerschaft zum Berliner Bezirk Wilmersdorf und nach dessen Fusion mit dem Nachbarbezirk Charlottenburg nun mit dem Bezirk Charlottenburg-Wilmersdorf. Nach dem Mauerfall entstanden die Partnerschaften zu Tangermünde in Sachsen-Anhalt (2. August 1990) und zu Hrodna in Belarus (1. Juli 1991). Bereits im Juni 1953 übernahm Minden die Patenschaft für die ehemaligen Bewohner der pommerschen Stadt Köslin.
Nach einer Absichtserklärung „über die Aufnahme freundschaftlicher Beziehungen“ zu der chinesischen Stadt Changzhou in der Provinz Jiangsu wurde das Partnerschaftsabkommen im April 2015 in China Minden pflegt diese Partnerschaften mit Schüleraustauschen und Begegnungen von Schülern, Chören und Vereinen in den Partnerstädten oder vor Ort. Jährlich tagt die Bürgermeisterkonferenz des Wilmersdorfer Kreises. Zu aktuellen Themen werden Fachkonferenzen einberufen.
Darüber hinaus ist Minden Mitglied des Städtebundes der Neuen Hanse.

### Öffentlichkeitsarbeit

Altes Logo der Öffentlichkeitsarbeit

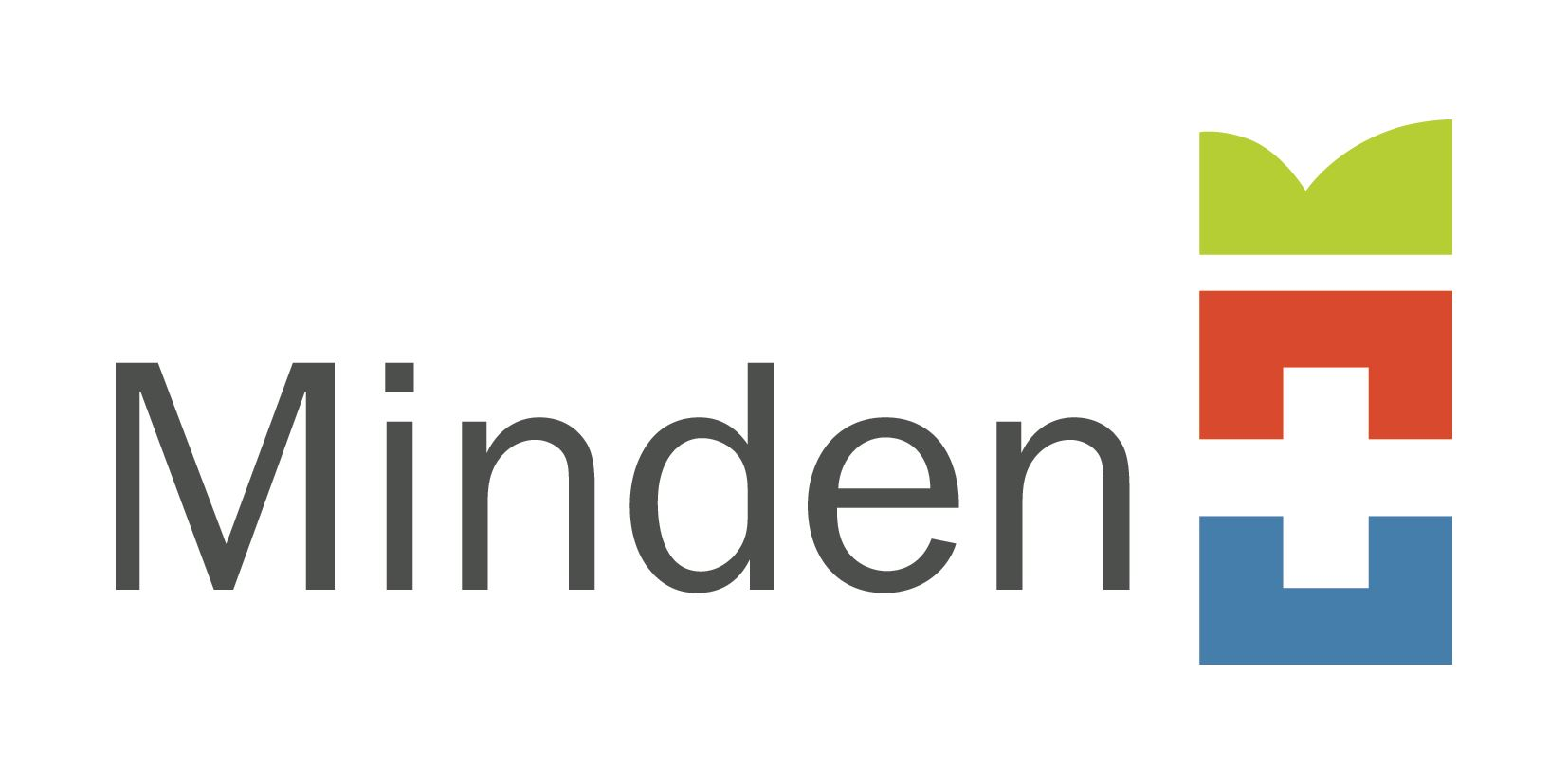
Das neue Logo der Stadt Minden

Zur 1200-Jahr-Feier der Stadt Minden 1998 wurde ein neues Werbelogo entwickelt, das die Öffentlichkeitsarbeit der Stadt Minden ab sofort begleiten soll. Im Logo sind in zwei Fenstern die Glacisbrücke, die Stadtsilhouette, das grüne Wiehengebirge an dem Weserdurchbruch der Porta Westfalica und die Weser dargestellt. Die Fenster werden verbunden durch den neuen Schriftsatz „Min + Din“. In der Unterschrift wird das Gründungsjahr 798 mit dem augenzwinkernden Zusatz „merk-würdig“ benutzt.
2015 wurde der neue Digitale Auftritt der Stadt Minden freigeschaltet. Dazu hat die Stadt eine Agentur beauftragt, die die Stadt unter neuem Logo darstellt, das alle öffentliche Auftritte der Stadt begleitet. Stilistisch ist es ein Kreuz, hergeleitet von dem Wasserstraßenkreuz Minden, sowie den Farben blau (= Weser), rot (= Stadt) und grün (= Weser- und Wiehengebirge).
Minden ist die erste Stadt in Deutschland, die QR-Codes ins Straßenpflaster eingelassen hat. Hier können regionale Orte und Sehenswürdigkeiten abgerufen werden. Zudem sind Beacons in Minden verteilt. Sie senden sogenannte Push-Nachrichten: Werbung für lokale Geschäfte und Informationen, die immer mit dem genauen Standort des Besuchers koordiniert sind. Für dieses innovative Tourismus-Konzept gewinnt die Stadt Minden den Tourismus-Innovationspreis des Sparkassenverbands Westfalen-Lippe.

## Kultur und Sehenswürdigkeiten

### Theater und Kabarett

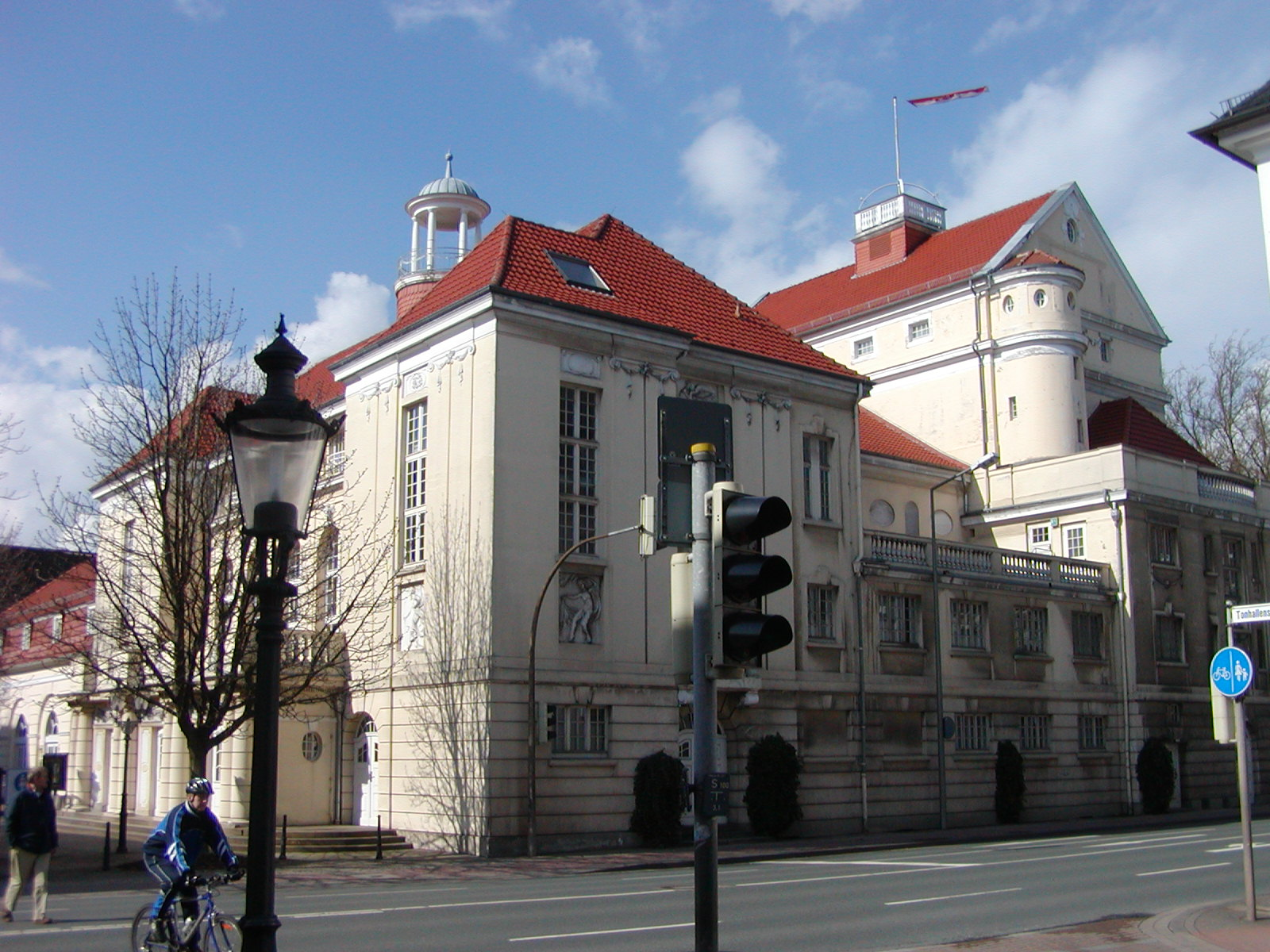
Das Stadttheater in Minden

Das Stadttheater Minden wurde 1908 als Rangtheater gegründet und spielt seitdem in dem Gebäude an der Tonhalle. Weitere Theater- und Kulturveranstaltungen finden in Kultureinrichtungen in privater Trägerschaft statt, wie im Kulturzentrum BÜZ am Johanniskirchhof und im Theater am Weingarten. Im ersteren treten seit vielen Jahren sowohl Nachwuchskünstler als auch etablierte Kabarettisten auf. Außerdem gibt es Theatervereine ohne feste Spielstätte.
Minden ist Gründungsort und Sitz des bundesweit bekannten Amateurkabaretts Mindener Stichlinge. Es wurde 1966 gegründet und ist somit das älteste aktive Amateur-Kabarett Deutschlands. Seit 1994 vergibt die Stadt Minden alle zwei Jahre den nationalen Kabarett-Förderpreis Mindener Stichling für literarisch-politisches Kabarett. Der Preis ist mit 4000 Euro dotiert und wird von der Firma Melitta sowie der Sparkasse Minden-Lübbecke gesponsert.

### Europäische Autorenvereinigung „Die Kogge“
Die Europäische Autorenvereinigung Die Kogge wurde 1924 in Bremen gegründet. 1933 wurde sie von den Nationalsozialisten verboten, bevor sie 1953 in Minden wiederbelebt wurde. Heute sind zirka 170 Autorinnen und Autoren aus 17 Ländern Mitglieder in der Autorenvereinigung. Höhepunkt ist die jährliche Zusammenkunft in Minden und die Verleihung des Literaturpreises der Stadt Minden auf Vorschlag der Kogge.

### Musik
In den Gründungsjahren der Bundesrepublik Deutschland trat der Mindener Kinderchor als Botschafter der Stadt auf. Bis zum Jahre 2000 gab es jährlich Konzerte und zahlreiche Auslandstourneen.
Der Mindener Jazz-Club wurde 1953 gegründet und gehört damit zu den ältesten Jazz-Clubs in Deutschland. Er veranstaltet in den Clubräumen am Königswall zahlreiche Konzerte mit international bekannten Jazzmusikern. Zu den bekanntesten Künstlern, die in Minden auftraten, gehören Dizzy Gillespie, Klaus Doldinger, Al Jarreau, Dave Brubeck und viele weitere.

### Bildende Kunst
1974 gründeten sieben Mindener Künstler die freie Künstlervereinigung „der regenbogen“. Im Rahmen städtepartnerschaftlicher Aktivitäten trat die Gruppe häufig als Botschafter der Stadt auf. 2009 feierte die Künstlervereinigung ihr 35-jähriges Bestehen.
Auf dem Martinikirchhof steht das sogenannte Keilstück, eine Skulptur von Wilfried Hagebölling, welche die Stadt Minden 1987 ankaufte und um die jahrelang eine erbitterte Diskussion um Kunst im öffentlichen Raum geführt wurde. Das Oberlandesgericht Hamm entschied schließlich 2001 in einem richtungweisenden Urteil für den Verbleib im öffentlichen Raum.

### Museen

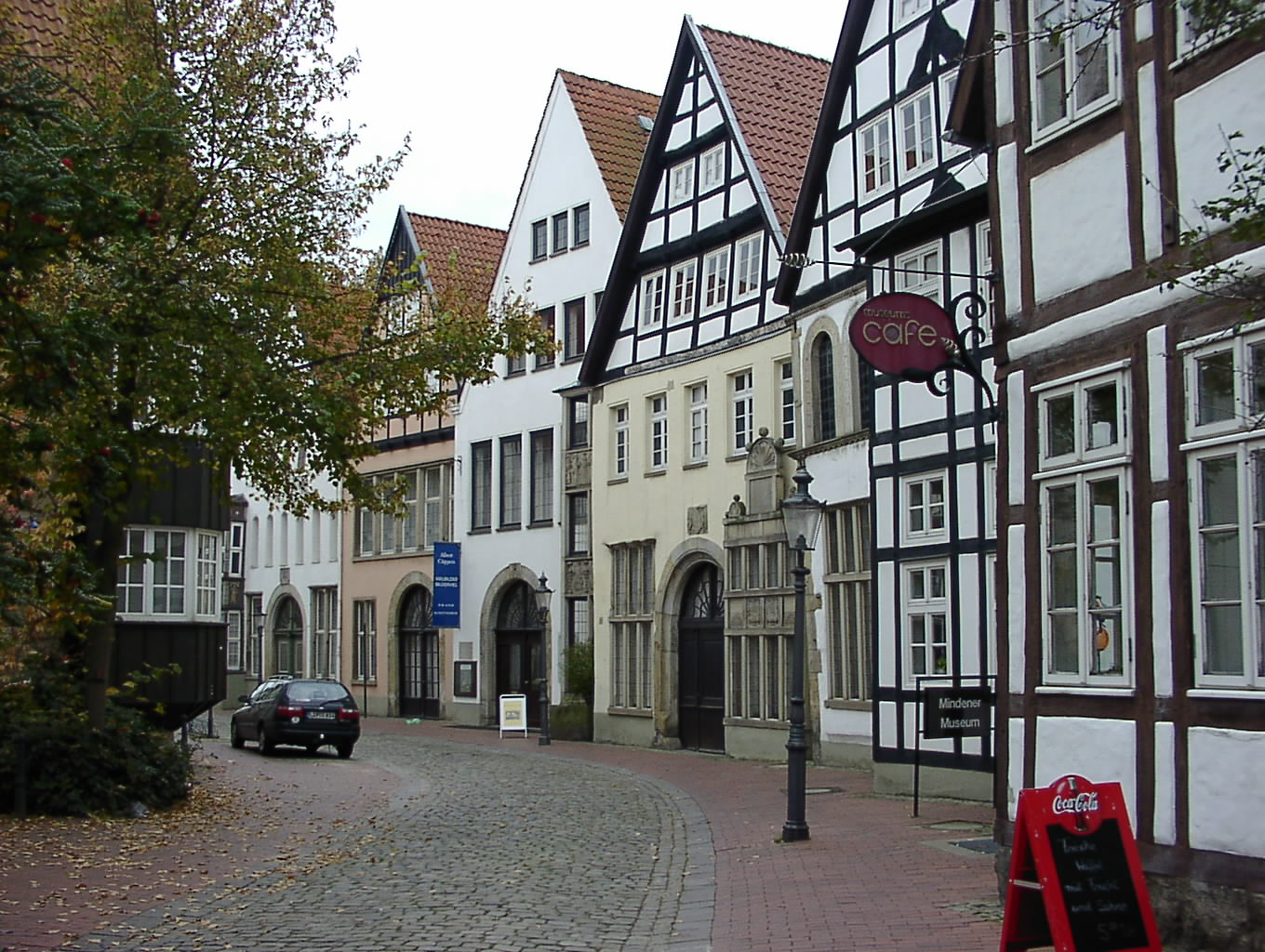
Museumszeile Minden

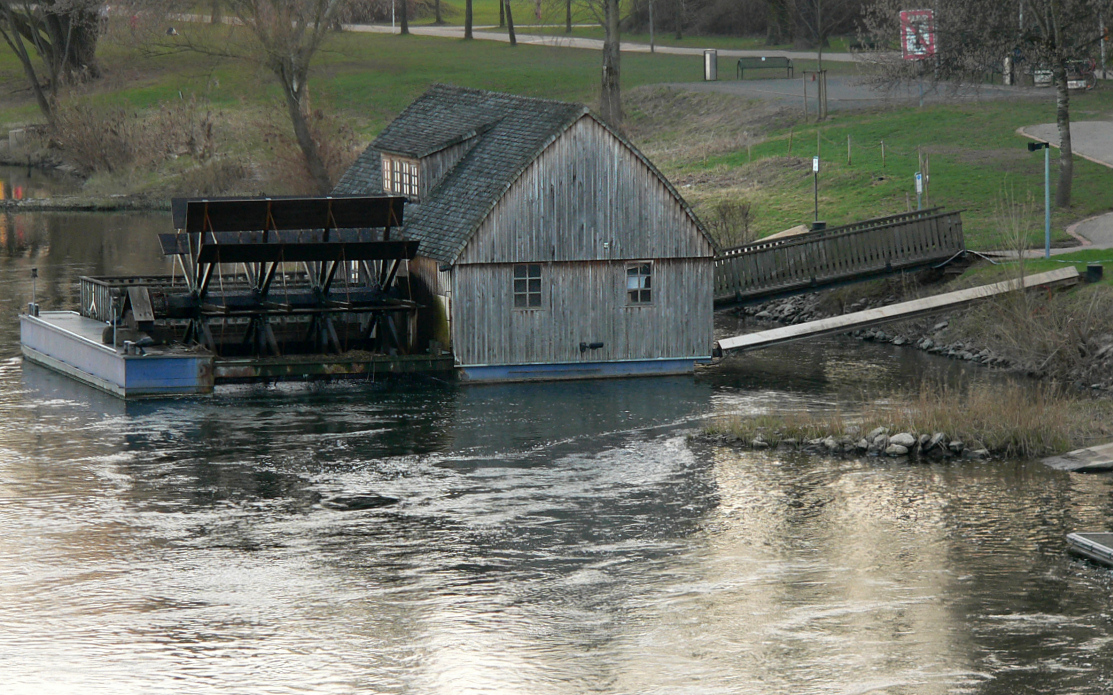
Schiffmühle Minden

Minden hat neben dem Kommunalarchiv zwei bedeutende Museen. Das Preußen-Museum Minden, neben Wesel der zweite Standort des Preußenmuseums Nordrhein-Westfalen, ist in der ehemaligen Defensionskaserne am Simeonsplatz an einem markanten Standort der ehemaligen preußischen Festung Minden untergebracht, die die Stadt bis zu ihrer Auflösung 1873 prägte. Das Mindener Museum in einer dekorativen Häuserzeile der Weserrenaissance in der Oberstadt präsentiert seit 1922 die Kulturgeschichte der Stadt. Das angegliederte Kaffeemuseum bezieht sich auf die hundertjährige Firmengeschichte des Kaffeeproduzenten Melitta.
Die Schiffmühle am linken Weserufer ist ein technisches Denkmal der Westfälischen Mühlenstraße im Kreis Minden-Lübbecke. Weitere restaurierte Mühlen sind die Windmühlen in Dützen und Meißen.
Die Mindener Museumseisenbahn betreibt mit altem preußischem Wagenmaterial eine Museumseisenbahn auf Strecken der Mindener Kreisbahnen. Sie ist für ihre preußische Tradition weit über die Kreisgrenzen hinaus bekannt.
Am Wasserstraßenkreuz Minden betreibt das Wasserstraßen- und Schifffahrtsamt Mittellandkanal / Elbe-Seitenkanal ein Informationszentrum, in dem die Kreuzung der beiden Bundeswasserstraßen und der Bau der neuen Weserschleuse Minden neben der alten Schachtschleuse dargestellt werden.
Die Kösliner Heimatstube – in den 1950er Jahren gegründet und seit Ende 2012 im Stadtteil Dützen in der Lübbecker Straße 211 – zeigt Gegenstände zur Geschichte der Stadt Köslin in Pommern. Die Stadt Minden ist seit 1953 Patenstadt von Köslin, verstanden als Patenschaft über die aus Köslin vertriebenen Einwohner.

### Bauwerke

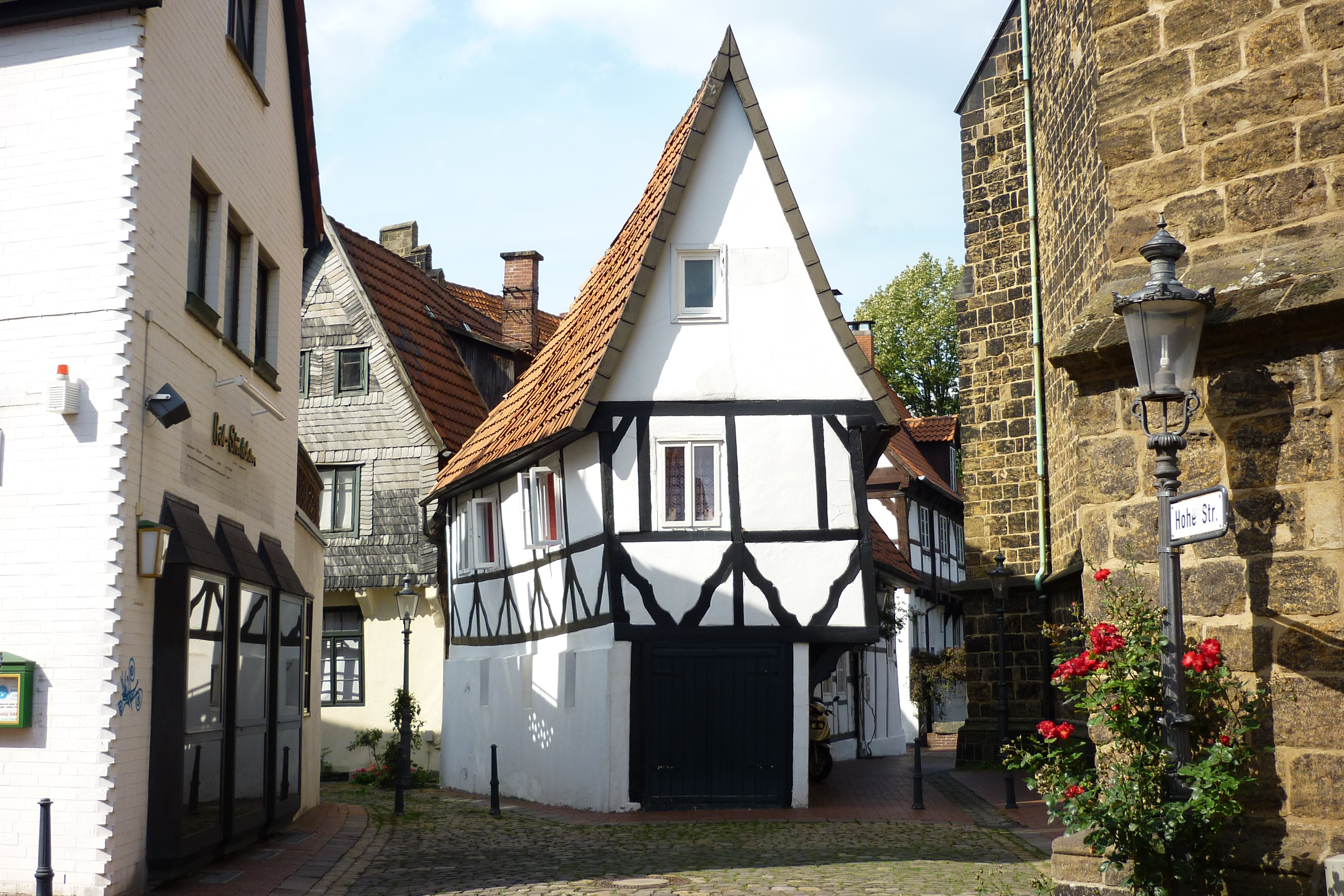
Das als Windloch bezeichnete Fachwerkhaus an der Hohen Straße in unmittelbarer Nähe der Martinikirche

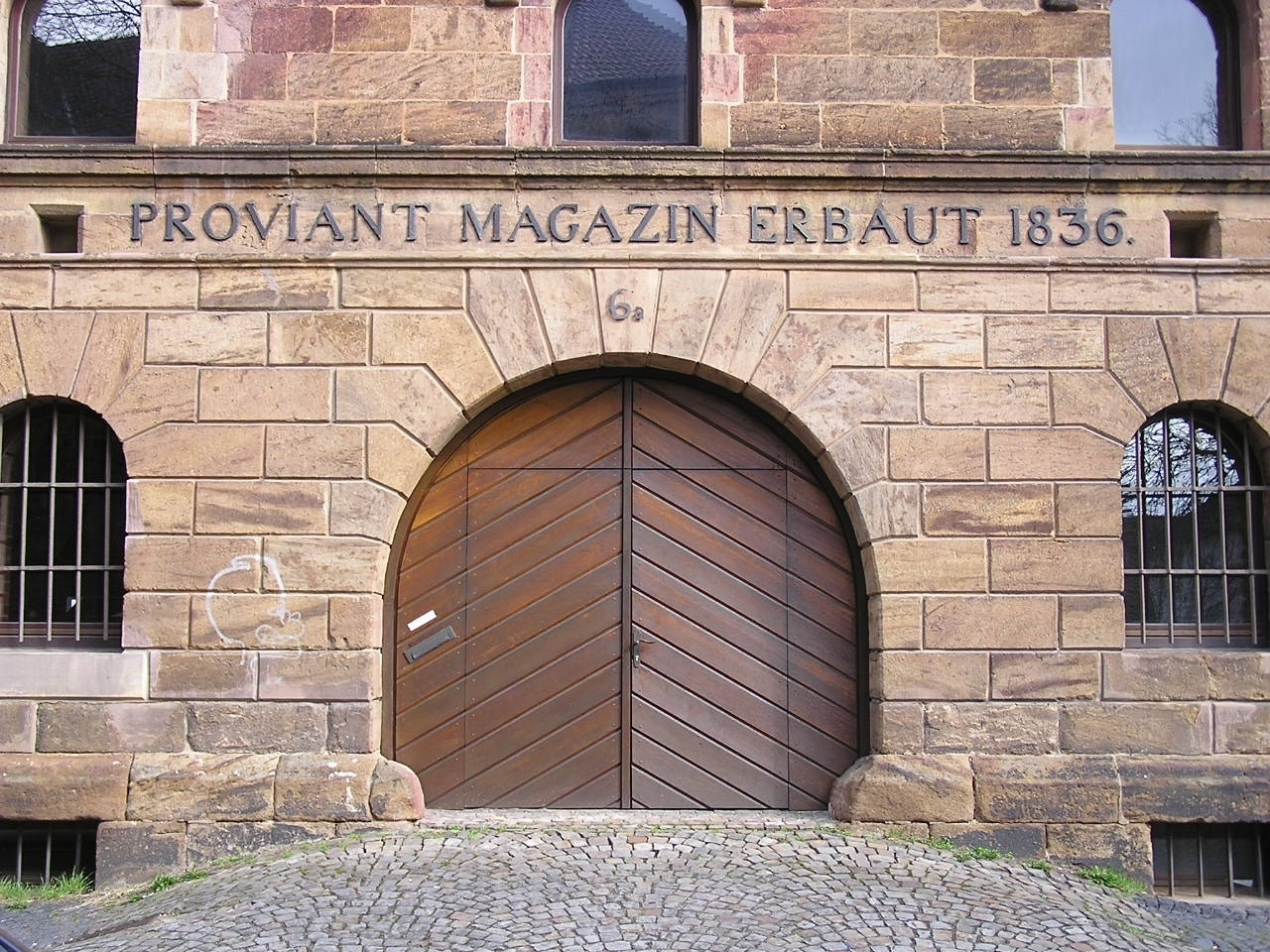
Das Proviant-Magazin Minden

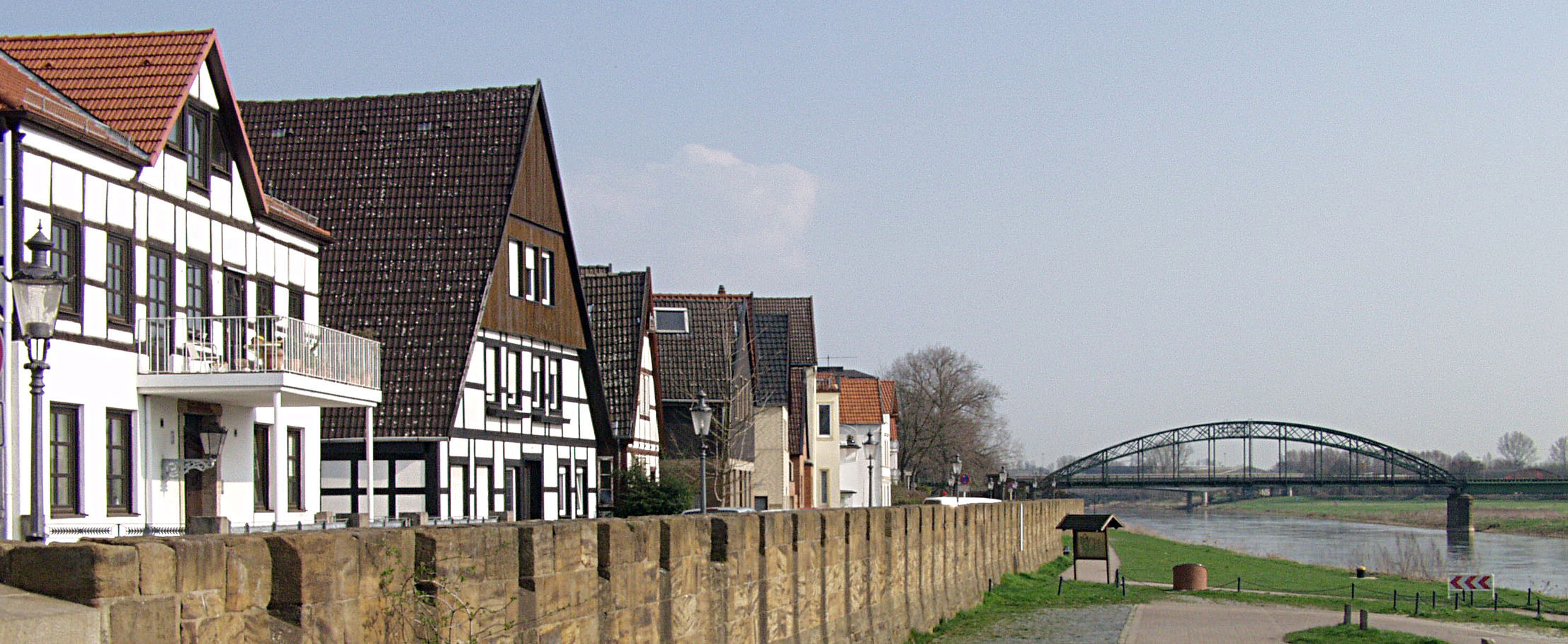
Die Fischerstadt am linken Weserufer

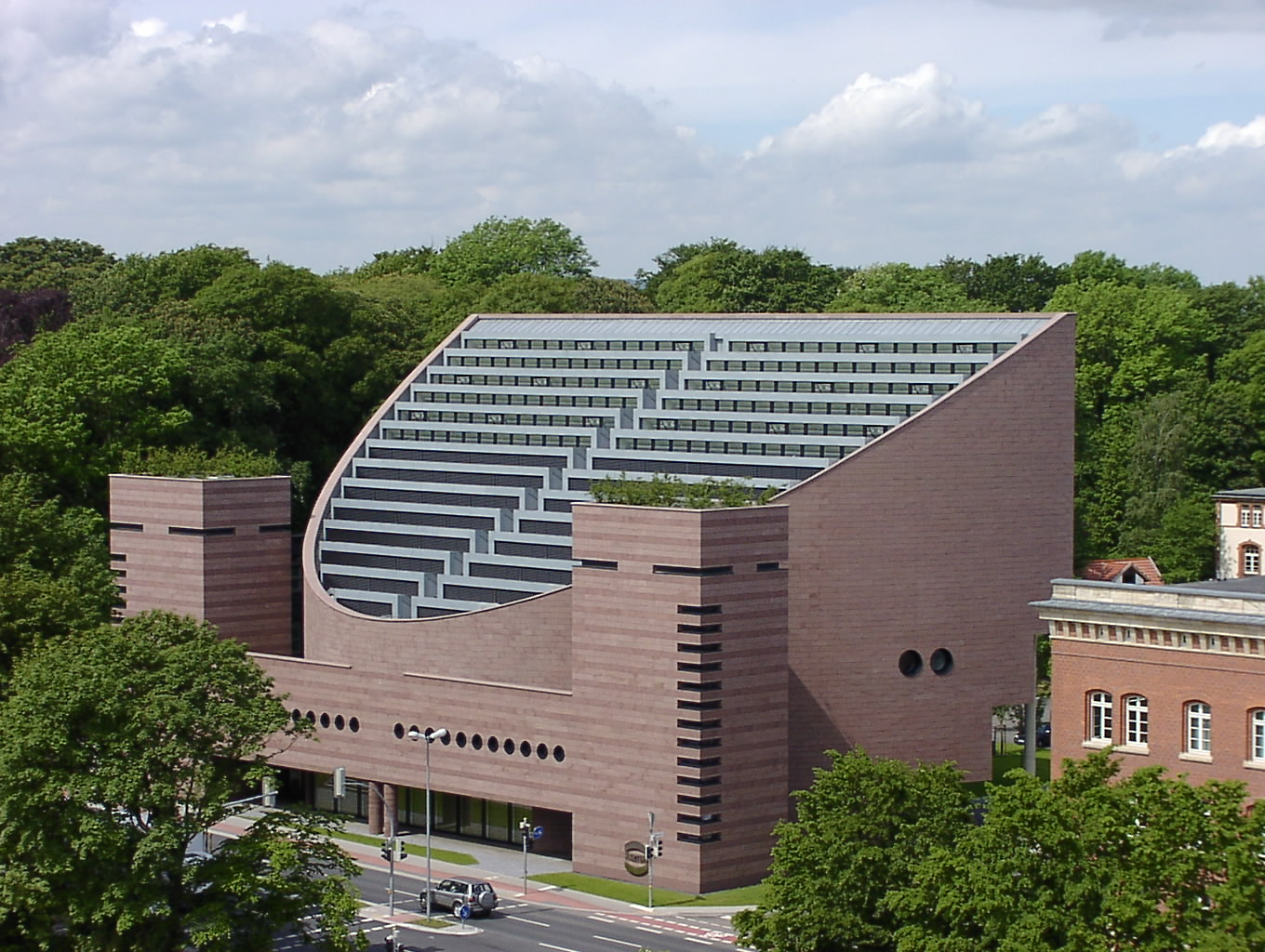
Verwaltungsgebäude Harting an der Portastraße von Mario Botta

Das über 1200 Jahre alte Minden besitzt in der Altstadt noch zahlreiche Gebäude des 16. Jahrhunderts, teilweise mit den typischen Merkmalen der Weserrenaissance, zum anderen markante Bauten der ehemaligen preußischen Festung Minden.
Als Siedlungskern von Minden gilt die Altstadt auf der Unterterrasse des linken Weserufers, die sich im Bereich der Domfreiheit um den gotischen Dom mit romanischem Westwerk ausbreitet. Vorläuferbauten des Doms sind im 9. Jahrhundert nachgewiesen. Der im Bistum gesammelte Mindener Domschatz ist heute in der Domschatzkammer neben dem Dom ausgestellt. Unmittelbar westlich der Domfreiheit findet sich das Alte Rathaus mit einem Laubengang aus dem 13. Jahrhundert, ergänzt durch den Rathausneubau von 1974 bis 1978. Der steinerne Laubengang des Alten Rathauses gilt als einer der ersten Laubengänge in der Region und blieb bei der Zerstörung des Rathauses im Zweiten Weltkrieg erhalten. Am Markt finden sich Bürgerbauten mit historisierenden Fassaden aus der Zeit vor dem Ersten Weltkrieg. Eins von ihnen ist Schmiedingsche Haus, in dem seit Januar 2010 zweimal täglich ein Figurenspiel Herzog Widukind und Kaiser Karl den Großen zeigt. Sie geben sich dabei die Hand und sagen sich die Schwur „diese Burg soll nun min und din sin“, die der Stadt Minden dieser Sage nach ihren Namen gaben.
Die Martinitreppe führt vom Marktplatz zur oberen Altstadt auf der Oberterrasse der Weser. Drei Altstadtkirchen wurden mit weithin sichtbaren Türmen stadtbildprägend nahe zur Geländestufe der Oberterrasse platziert: St. Martini (erbaut nach 1300) mit dem Martinikirchhof, die zur gotischen Hallenkirche umgestaltete St.-Marien-Kirche an der Hufschmiede und die Kirche St. Simeonis (nach 1305, Turm aus dem 19. Jahrhundert).
Weiterhin findet sich in der Oberstadt das vermutlich älteste Steinhaus Westfalens, die Alte Münze. Neben der Martinikirche steht das Haus am Windloch, eines der kleinsten Gebäude in Minden. Durch den engen Durchgang zur Kirche pfiff hier immer der Wind, wodurch der Name entstand. In unmittelbarer Nähe liegt die Museumszeile in der Ritterstraße im Stil der Weserrenaissance und der Fachwerkbau der Schwedenschänke, in dem sich bereits zur Zeit der schwedischen Besetzung Mindens während des Dreißigjährigen Krieges eine Wirtschaft befunden haben soll.
Markant wirken die sogenannten Schinkel-Bauten aus der preußischen Festungszeit im Stile des gleichnamigen Baumeisters. Dazu gehören die ehemalige Heeresbäckerei (1834), heute das Gemeindehaus der St.-Martini-Gemeinde, das ehemalige Proviant-Magazin (1836), das heute das Weser-Kolleg nutzt, die frühere Defensionskaserne am Simeonsplatz (ehemaliger Exerzierplatz), in dem heute das Preußen-Museum Minden untergebracht ist, und das gegenüber liegende ehemalige Heereslazarett, das zum Bürogebäude umgebaut wurde.
Die Stadt hat sich innerhalb der Festungsmauern nach Norden auf der Unterterrasse erweitert. Hier steht die säkularisierte Kirche St. Johannis (heute Bürgerzentrum). Am Wesertor wurden im Rahmen der Stadtsanierung Teile der alten Bebauung abgetragen, um Platz für zwei große neue Kaufhauskomplexe zu schaffen, die den östlichen Teil der zentralen Innenstadtstraße (Bäckerstraße) neu prägten. Nördlich des Stadtkerns an der Weser liegt die Fischerstadt mit Teilen der Stadtmauer, die zu den Befestigungsanlagen gehörte.
Die anderen Wallanlagen wurden nach Auflösung der Festung 1873 geschleift und durch den Grüngürtel des Glacis ersetzt, wo repräsentative bürgerliche Wohngebäude entstanden. Im Glacis-Bereich entstanden in dieser Zeit auch öffentliche Bauten wie das ehemalige Gymnasium (heute Domschule), das Lyzeum (heute Herdergymnasium), der Neubau des Gymnasiums (Ratsgymnasium), das Stadttheater und der Neubau des Regierungsgebäudes der Bezirksregierung im Stil der Neorenaissance neben dem Wesertor. Als Neubauten im Stil der Moderne sind das Gebäude der Kreisverwaltung Minden-Lübbecke und das Gerichtszentrum zu nennen, die ebenfalls im Glacis-Bereich errichtet wurden.
In Minden finden sich bedeutende Bauwerke im Stil der Weserrenaissance, wie das Haus Hill in der Bäckerstraße und das Haus Hagemeyer am Scharn, beide in der heutigen Fußgängerzone. Das Weserrenaissance-Schloss Haddenhausen aus dem 17. Jahrhundert liegt im südwestlichen Stadtteil Haddenhausen.
Heute gehört Minden zur Arbeitsgemeinschaft Historische Stadtkerne NRW.
Das 2001 fertiggestellte Gebäude für die Vertriebsgesellschaft Harting Deutschland GmbH & Co. KG in Minden wurde von dem Schweizer Architekten Mario Botta entworfen. Die mauerartige Front orientiert sich an den in der Umgebung stehenden Kasernenbauten aus preußischer Zeit.
Die Kampa-Halle ist eine große Sport- und Veranstaltungshalle. Sie ist Heimat des Handballvereins GWD Minden, der in der Handball-Bundesliga spielt.

### Denkmäler

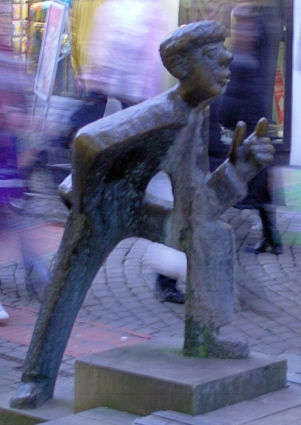
Der Weserspucker stand lange in der Bäckerstraße

In der Stadt Minden finden sich aufgrund der preußischen Geschichte einige Denkmäler. Zu nennen ist das am Wesertor befindliche Denkmal des Großen Kurfürsten Friedrich Wilhelm, der Markgraf von Brandenburg, Kurfürst des Heiligen Römischen Reiches und Herzog in Preußen war und ab 1675 den Beinamen „der Große Kurfürst“ trug.
In der Fußgängerzone steht der Weserspucker-Brunnen. Es symbolisiert auf lässige Art die Verbundenheit der Stadt mit der Weser. Zum Umbau der Innenstadt ist er von seinem Standpunkt in der Bäckerstraße entfernt worden und soll nach Ende der Bauarbeiten an anderer Stelle (Poos) wieder aufgestellt werden.
Am Wesertor steht der in den 1950ern aufgestellte Berliner Kilometerstein, der die Verbundenheit mit dem geteilten Berlin wecken sollte.

### Parks
Die größte und wichtigste Parkanlage der inneren Stadt entstand aus dem ehemaligen Glacis der Festung Minden. Nach der Auflösung der preußischen Befestigungsanlagen 1873 wurde eine Parklandschaft mit wertvollem Baumbestand als „grüne Lunge“ rund um den dicht besiedelten Stadtkern gestaltet, das sogenannte Mindener Glacis.
Einbezogen in diesen ringförmigen Stadtpark ist der Alte Friedhof auf dem bis 1904 beerdigt wurde. Anschließend wurde der Friedhof umgewidmet und ab den 1950er Jahren zu einem botanischen Garten umgestaltet. Die Begräbnisanlagen wurden auf den Nordfriedhof verlagert, der am nördlichen Stadtrand direkt am Weserufer liegt. Eine weitere große Parkanlage ist der Südfriedhof südlich der Bastau.
Der Botanische Garten steht insbesondere wegen zahlreicher noch erhaltener Grabstätten unter Denkmalschutz. Er tritt heute durch seinen alten Baumbestand und Themengärten hervor. Am Weserufer grenzt eine Promenade an den dort Weserglacis genannten Park an, der hier auch einen von der Bastau gestauten Teich beinhaltet.

### Naturdenkmale und -schutzgebiete
Im Stadtgebiet befinden sich vier Naturschutzgebiete. Das Naturschutzgebiet Nordholz liegt im Stadtteil Todtenhausen, besitzt eine Fläche von 25,4 ha, und ist Standort der Biologischen Station Minden-Lübbecke auf dem ehemaligen Gut Nordholz. Sie betreut zahlreiche Naturschutzgebiete im Kreisgebiet und bietet darüber hinaus vielzählige Veranstaltungen zur Umweltbildung an.
Das Naturschutzgebiet Minderheide ist 31,2 ha groß und befindet sich im gleichnamigen Stadtteil. Minden hat Anteil am Naturschutzgebiet Bastauwiesen, das sich mit einer Fläche von insgesamt etwa 18 km² auch über Hille und Lübbecke erstreckt, sowie am insgesamt 85,9 ha großen und hauptsächlich in Petershagen liegenden Naturschutzgebiet Kohbrink. Die Flächen sind überwiegend Teil des Schutzgebietnetzwerks Natura 2000 der Europäischen Union. Nordholz und Kohbrink zählen dabei zum FFH-Gebiet Heisterholz, die Bastauwiesen in Minden sind dem Europäischen Vogelschutzgebiet Bastauniederung zugehörig.
In Minden sind 21 Einzelbäume und Baumgruppen sowie eine Steinbruchwand als Naturdenkmale ausgewiesen.

### Sport

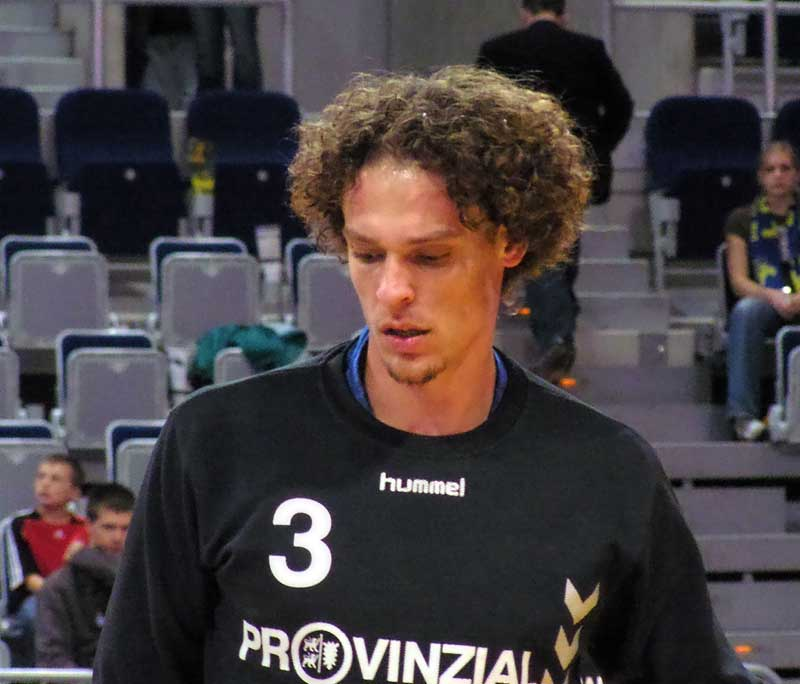
Frank von Behren von GWD Minden, am 16. September 2006 in der SAP-Arena, heute Co-Trainer

Bekanntester Sportverein in Minden ist der Handballverein Grün-Weiß Dankersen Minden. Seit der Gründung der Handball-Bundesliga im Jahr 1966 wird hier mit drei Unterbrechungen Bundesligahandball gespielt. Die Spiele finden in der Mindener Kampa-Halle statt. Das früher von GWD genutzte Weserstadion dient heute als Leichtathletik-, Fußball- und Footballstadion, der Mindener Fußballverein Union Minden spielt in der Bezirksliga Westfalen. Die Football-Mannschaft Minden Wolves spielen in der Oberliga Nordrhein-Westfalen.
Die Lage an der Weser ermöglicht traditionell den Wassersport. Hier gibt es mehrere bekannte Vereine mit eigenen Bootshäusern am Fluss, wie zum Beispiel den MTV 1860 Minden e. V, der als ältester und größter Mindener Sportverein Kanurennsport und Schwimmen anbietet. Die KSG Minden e. V., ein Kanu-Vereins, richtet den Mindener Weserdrachencup aus, einen Wettbewerb für Drachenboote. Der TV Jahn Sportclub hat ebenfalls eine große Kanu- und Kajakabteilung. Der Bessel-Ruder-Club e. V. ist ein Ruderverein, der aus den Ruderriegen des Bessel- und Herder-Gymnasiums hervorgegangen ist. Früher wurde einmal im Jahr der Mindener Hafen-Sprint im Osthafen veranstaltet, damals eine der größten Schülerruderregatten in Deutschland. In den Jahren 2018 und 2019 fand auf dem Wasserstraßenkreuz der Melittarenntag, ein Rennen der Ruderbundesliga statt. Hier wurde die Alte Fahrt auf der Kanalbrücke zu Sprintrennen genutzt. Zusammen mit weiteren Vereinen richten diese Wassersportvereine alle zwei Jahre die Wassersportveranstaltung Blaues Band der Weser aus. Die Anlegestellen für den Wassersport sind mit dem Signet Gelbe Welle ausgestattet.
Der Tanzsportclub TSC Rot-Weiß Minden e. V. wurde 1964 gegründet. Abgesehen vom Spaß am Tanzen und der Förderung des Gesellschaftstanzens bemüht sich der Verein auch, hin und wieder echte „Highlights“ ins Mindener Land zu holen. So richtete der TSC bereits zweimal ein Bundesligaturnier für die Spitzenmannschaften im Formationstanz aus. Diese Veranstaltungen fanden mit großem Erfolg vor jeweils rund 1300 Zuschauern in der Kampahalle statt. Eine neue Heimat für die Trainingsabende fand der Verein im „Hochhaus am Ring“ A&S Sport.
Der Mindener Squash-Club trainiert im Sportcenter Falke in Minden. Die 1. Herrenmannschaft spielt in der Verbandsliga Ostwestfalen.
Der Billard-Club 1. PBC Minden hat seine Räumlichkeiten im Schwarzen Weg nahe dem Bahnhof. Die erste Mannschaft spielt in der Oberliga.
Tennis kann in vier Mindener Vereinen gespielt werden. Der größte Verein ist der Mindener TK von 1912, dessen 9 Freiplätze und eine 3-fach Halle umfassende Anlage neben dem Weserstadion zu finden ist. Der Verein hat 402 Mitglieder.
Der Eisenbahner-Sportverein 1923 e. V. (ESV) verfügt über 3 Plätze und 55 Mitglieder.
Im TC Minden-Stemmer e. V. spielen 85 Mitglieder auf 4 Plätzen, beim TC Leteln teilen sich 90 Mitglieder 3 Plätze.(Alle Zahlen Stand Feb. 2019).
Mindener Golf-Spieler hingegen finden nicht in ihrer Stadt, sondern in der Umgebung, z. B. in Bad Oeynhausen, Bad Eilsen, Obernkirchen oder Löhne einen Platz.
Minden liegt am Fernwanderweg Sigwardsweg.
Die Minden Bandits e. V. stellen in Minden ein Herrenbaseballteam unter dem Namen Minden Millers und ein Damensoftballteam unter dem Namen Minden Maniacs. Die Herrenmannschaft spielte in der Saison 2019 in der Landesliga I und die Damenmannschaft spielte in der Verbandsliga des Baseball und Softball Verband NRW. Beheimatet sind diese beiden Mannschaften im Millers Park im Titzelweg.

### Regelmäßige Veranstaltungen
Der Literarische Verein Minden verleiht seit dem Jahr 2004 jährlich den Candide-Preis, der aus dem Mindener Stadtschreiber-Stipendium hervorging. Der Verein Mehr Minden verleiht seit 2000 jährlich den Bürgerpreis der Stadt Minden, zu den Preisträgern gehören unter anderem Pit Witt, Die Mindener Stichlinge und Burkhard Hedtmann. Jährlich findet Anfang Mai und Anfang November auf dem Festplatz „Kanzlers Weide“ am rechten Weserufer die Mindener Messe mit zahlreichen Fahrgeschäften und einem Höhenfeuerwerk statt.
Alle zwei Jahre findet in Minden das Mindener Freischießen statt, das erstmals im Jahre 1682 ausgetragen wurde. Hier findet ein großer Festumzug statt mit verschiedenen „Kompanien“, die Stadtteile repräsentieren und von der jeweils dort ansässigen Wirtschaft gesponsert werden, zum Teil in historisierenden (preußisch entlehnten) Uniformen mit entsprechenden Dienstgraden. Die übrigen Teilnehmer der Ausmärsche tragen einen schwarzen Anzug und Zylinder. Der Ablauf und Inhalt des Festes ist sehr ähnlich wie bei einem Schützenfest. Alle zwei Jahre findet auf der Weser die Wassersportgroßveranstaltung „Blaues Band der Weser“ statt. Das regelmäßige Treffen der Boots- und Wassersportler wird durch die im „Ring der Wassersportvereine um die Porta Westfalica e. V.“ zusammengeschlossenen Vereine organisiert. Die Veranstaltung mit ihren Regatten der verschiedenen Wassersportarten und dem großen Volksfest lockt regelmäßig mehrere tausend Menschen in die Stadt Minden. Der Höhepunkt der Veranstaltung ist ein großes Höhenfeuerwerk und die nächtliche Bootsparade auf der Weser.

Jährlich findet im Herbst die Weserberglandrallye, ein Streckenrennen für Ruder- und Kanuboote auf der Weser statt. Es kann in drei Streckenlängen gestartet werden, die längste geht über 65 km. Die Weserberglandrallye gilt als eines der größten deutschen Wanderfahrertreffen. Alle drei bis vier Jahre veranstaltet der Richard Wagner Verband Minden in Gemeinschaftsproduktion mit der Nordwestdeutschen Philharmonie und dem Stadttheater Minden Opernproduktionen mit Opern Richard Wagners.
Im Jahre 2002 war das Der fliegende Holländer (Regie: Holger Müller-Brandes, Musikalische Leitung: Frank Beermann), im Jahr 2005 Tannhäuser (Regie: Keith Warner; Musikalische Leitung: Frank Beermann), im Jahr 2009 Lohengrin (Regie: John Dew; Musikalische Leitung: Frank Beermann) und im Jahr 2012 Tristan und Isolde (Regie: Matthias von Stegmann; Musikalische Leitung: Frank Beermann). Jährlich am letzten Wochenende im Juli findet im Amphitheater an der Weserpromenade das Weserlieder Open Air statt, eine Musikveranstaltung mit Bands aus der Region.

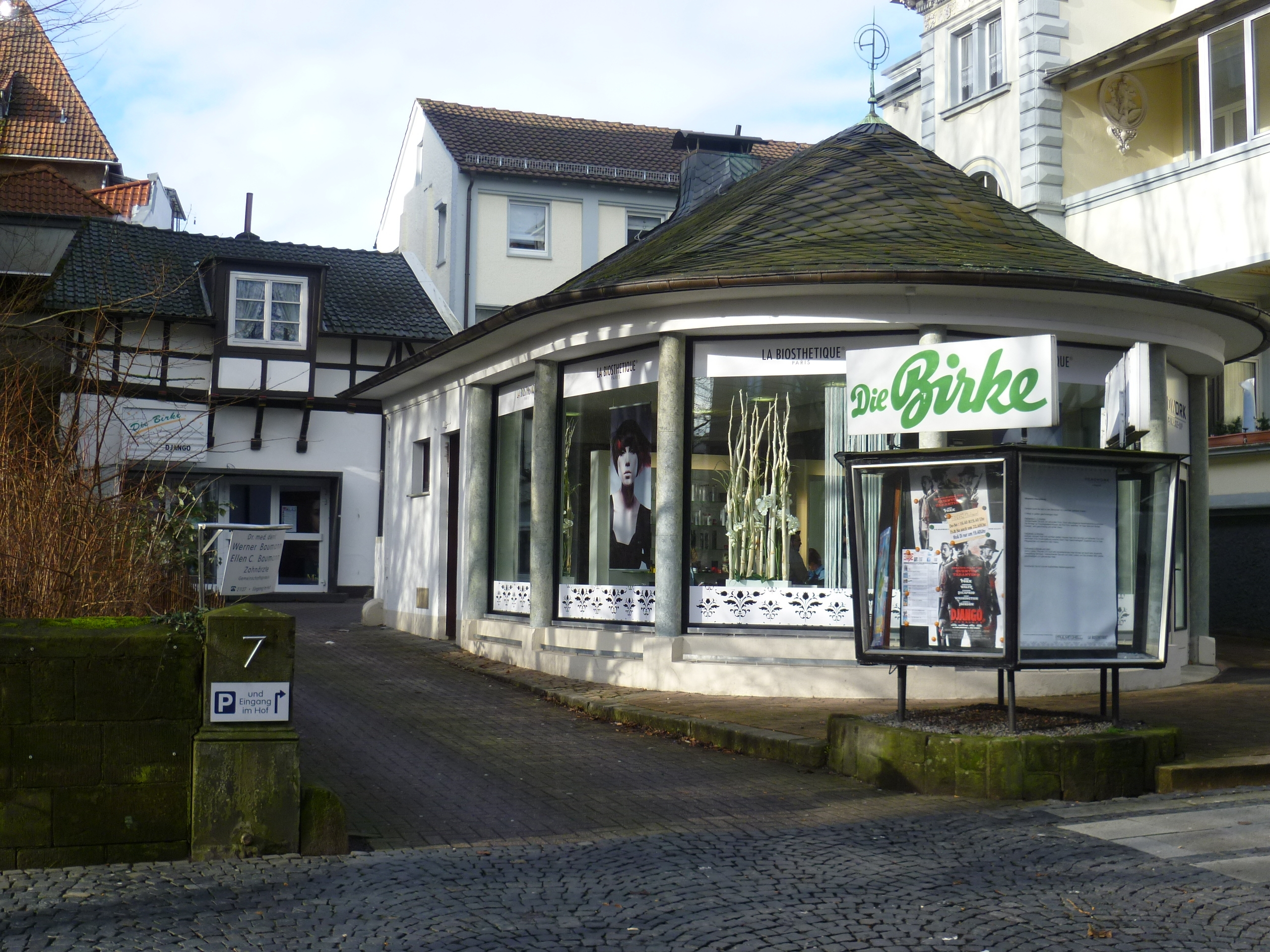
Minden, Kino Birke

Der Markt am Rathaus der Stadt Minden ist der zentrale Platz in der Innenstadt der Stadt Minden. Hier finden regelmäßige Veranstaltungen im Bereich Kultur, Tourismus und Marketing statt. Die Stadt Minden listet für 2011 folgende Veranstaltungen auf: Stadtfest, Weinfest, Kultursommerbühne, Gourmetmeile, Jazz Summer Night und das Freischießen. Seit dem Jahr 1982 findet jährlich die Jazz Summer Night auf dem Rathausplatz statt. Organisiert wird die Veranstaltung, bei der international bekannte Jazz-, Funk- und Soul-Künstler auftreten, vom Jazz Club Minden. Jährlich findet in der Innenstadt von Minden das Weinfest statt. Seit 2001 findet jedes Jahr dieses kulinarisches Fest auf dem Marktplatz statt, bei dem heimische Gastronomen eine Vielfalt an Speisen anbieten. Das Angebot und die Dekoration sind dabei jedes Jahr an ein anderes Thema angelehnt. Jedes Jahr findet vor dem Mindener Dom die viertägige Kulturveranstaltung statt. Neben Programmpunkten aus den Bereichen Musical, Kabarett, Lesungen und Kinderprogramm ist ein Abend einem klassischen Konzert vorbehalten. Veranstaltet wird dieses Ereignis von der Minden Marketing GmbH.
Im Jahr 2024 fand zum drittel Mal das Mindener Weserschwimmen mit bis zu 600 Teilnehmern statt.

### Kino
Von den früheren Kinos ist gegenwärtig noch ein Kino übrig geblieben: Die Birke, ein Kino mit einem Saal für 300 Besucher.

## Wirtschaft und Infrastruktur

### Verkehr

#### Schienen- und Busverkehr

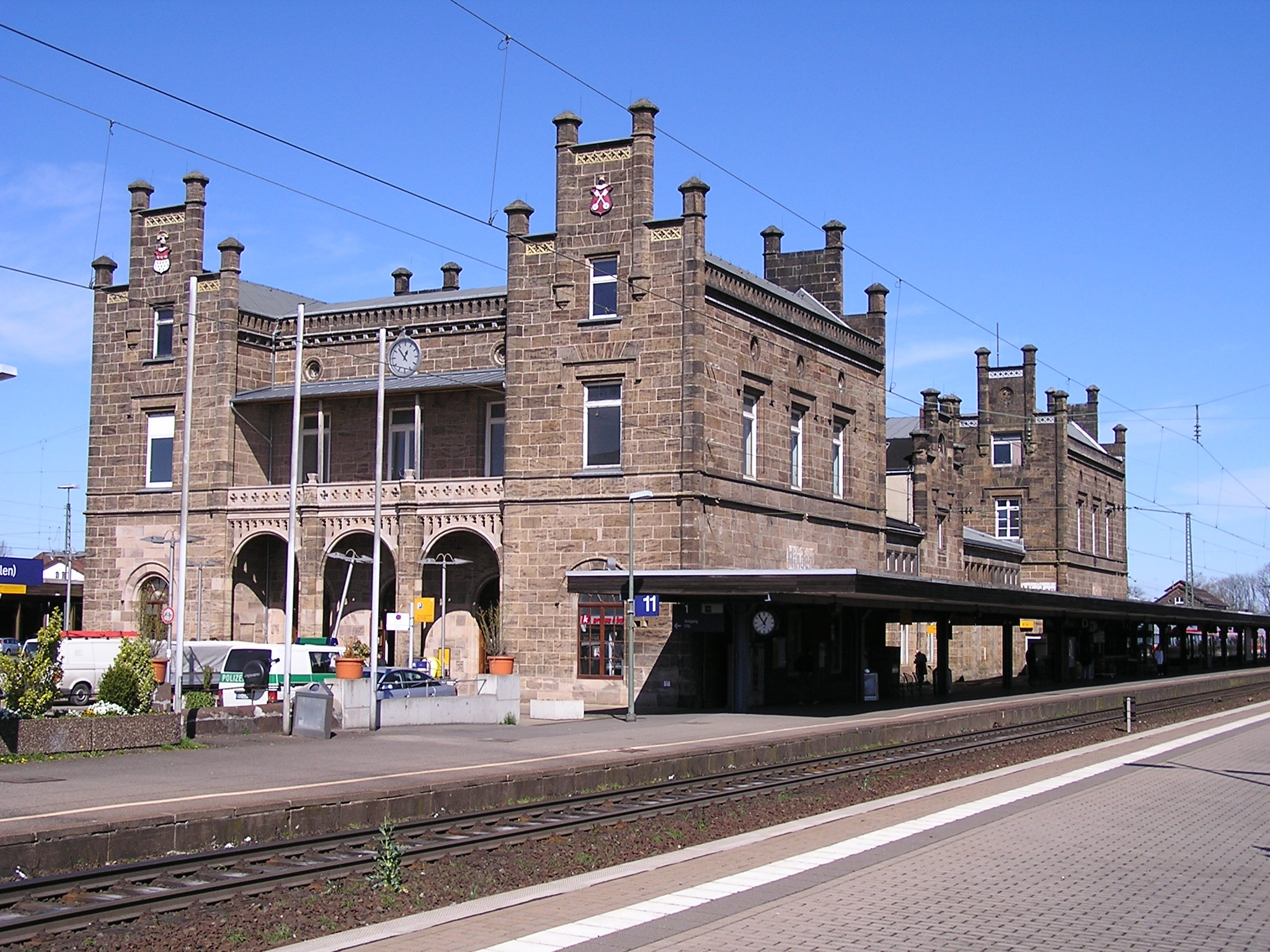
Der Mindener Bahnhof

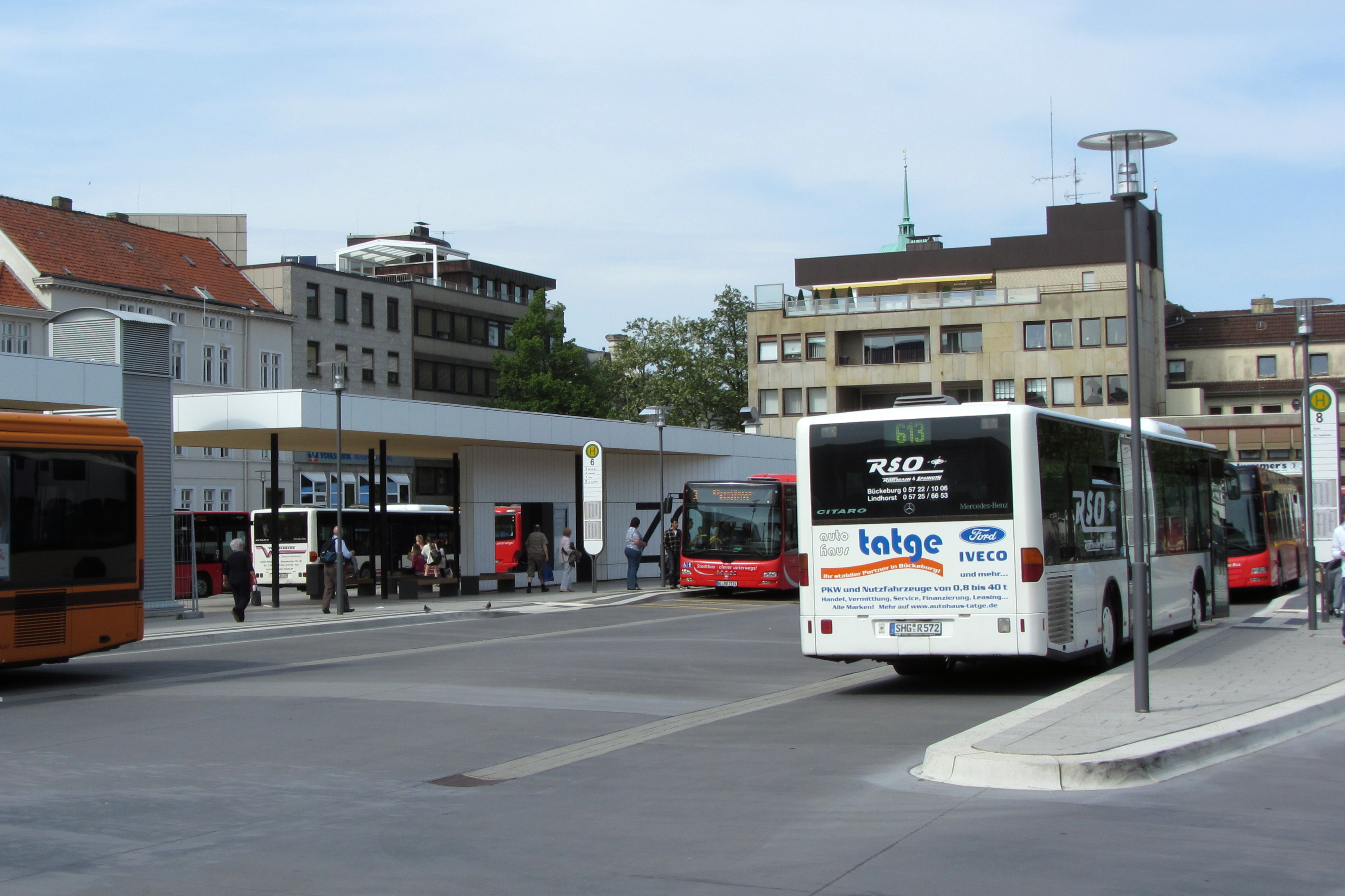
Der neue ZOB am Rande der Altstadt

Der Bahnhof Minden (Westfalen) liegt an den Bahnstrecken von Hannover nach Bielefeld–Hamm im Verlauf der Hauptmagistrale Berlin–Ruhrgebiet–Köln sowie der in Löhne abzweigenden Bahnlinie in Richtung Osnabrück–Rheine im Verlauf der Hauptstrecke nach Amsterdam. Außerdem zweigt hier die eingleisige Verbindung nach Nienburg (Weser-Aller-Bahn) als Teil einer primär im Güterverkehr genutzten direkten Strecke zwischen dem Ruhrgebiet und Hamburg nach Norden ab.
Der Bahnhof wird im Netz des Fernverkehrs durch ICE-Züge sowie den Intercity auf den ICE-Linien 10 zwischen Berlin und dem Rhein-/Ruhrgebiet sowie am Tagesrand die ICE-Linie 43 in Richtung Hannover und Basel bedient. Der Intercity macht in Minden mit Zügen der Linie 55 (Dresden–Köln) und der Linie 77 (Berlin–Amsterdam) Station.
2019 gab das Bundesministerium für Verkehr und digitale Infrastruktur bekannt, dass die Planung einer Neubaustrecke Bielefeld–Hannover im Rahmen des Deutschland-Taktes den Bahnhof Minden nicht berücksichtigt. So sollen auf der Strecke zwischen Hannover und Bielefeld im Fernverkehr eine Fahrzeitreduktion auf 31 Minuten erreicht werden und  Züge mit einer Spitzengeschwindigkeit von 300 km/h fahren.
Folgende Regionallinien bedienen den Bahnhof:
- RE 6 „Rhein-Weser-Express“: Köln–Düsseldorf–Duisburg–Essen–Bochum–Dortmund–Hamm–Bielefeld–Minden,
- RE 60/70 „Weser-Leine-Express“: Bielefeld/Rheine–Osnabrück–Minden–Hannover–Braunschweig
- RE 78 „Porta-Express“: Bielefeld–Bad Oeynhausen–Minden–Nienburg (Weser)
- S 1 Minden–Stadthagen–Haste–Wunstorf–Hannover und weiter über Barsinghausen nach Haste.

Alle Bahnsteige sind barrierefrei erreichbar. Im Bahnhofsbereich gibt es eine Fahrradstation. In der Bahnhofshalle stehen zwei Fahrkartenautomaten.
Der Bahnhof wird alle 15 Minuten von Stadtbussen angefahren. Wichtigster Umsteigepunkt des Busnetzes ist jedoch der Zentrale Omnibusbahnhof Minden im Stadtzentrum, zwei Haltestellen vom Bahnhof entfernt. Der „StadtBus Minden“ wird mit einem Rendezvous-Konzept seit Dezember 2019 von der Transdev Ostwestfalen GmbH mit ihrer Marke Teutoburger Wald Verkehr (TWV) im Auftrag der Mindener Verkehrs GmbH MindenBus betrieben. Stadt- und Regionalbusse (Linien u. a. nach Bad Oeynhausen, Lübbecke, Espelkamp, Petershagen) treffen sich im Halbstundentakt gleichzeitig am Zentralen Omnibusbahnhof, teils fahren die Einzellinien jedoch nur im Stundentakt. Regional- und Stadtlinien sind nicht immer miteinander verknüpft.
Die Stadt gehört zum Tarifverbund Westfalentarif (Netz TeutoOWL). In Richtung Hannover bzw. Nienburg findet der Niedersachsentarif Anwendung; Minden ist letzter Halt im (GVH-Regionaltarif) und liegt in Zone F.
Auf einer Teilstrecke der Mindener Kreisbahnen verkehrt die Museums-Eisenbahn Minden (MEM) mit historischem Lok- und Wagenmaterial: (Hille–Minden, Oberstadt–Kleinenbremen, Besucherbergwerk). Einige Reststrecken der später auf Normalspur umgerüsteten ehemaligen Schmalspurbahnen dienen heute dem Güterverkehr der Mindener Kreisbahnen. Außerdem gab es von 1893 bis 1959 die Straßenbahn und von 1953 bis 1965 den Oberleitungsbus in Minden.

#### Straße

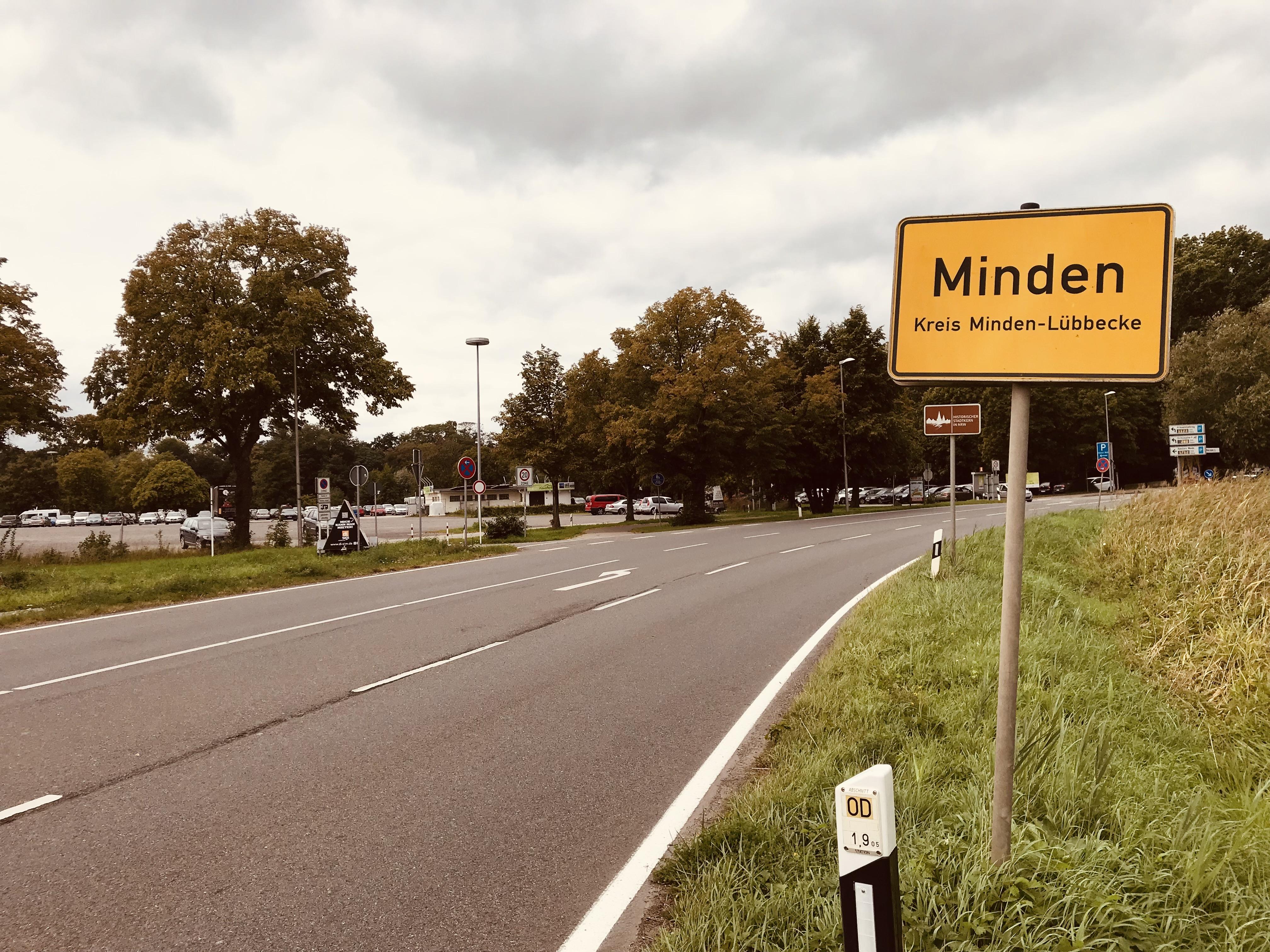
Ortseinfahrt Hausberger Straße (L764) mit Parkplatz Kanzlers Weide

Die Stadt liegt 15 km nördlich der Autobahn A 2 und der Autobahn A 30 und wird von der Bundesstraße 65 und der Bundesstraße 61 durchkreuzt. Letztere führt südlich der Stadt Minden als autobahnähnliche Straße durch den Weserauentunnel parallel zur alten Verbindungsstraßen nach Barkhausen, dessen Ortskern nunmehr umgangen wird, nach Porta Westfalica und weiter nach Bad Oeynhausen sowie zur A 2. Westlich und nördlich wird sie in einer vierspurig ausgebauten Ringstraße um die Innenstadt herumgeführt. Östlich des Stadtgebietes verläuft die Bundesstraße 482 vom Anschluss der A 2 in Richtung Nienburg/Weser.
Die Innenstadt unterliegt der Parkraumbewirtschaftung und wird durch ein Parkleitsystem gesteuert.

#### Weserbrücken

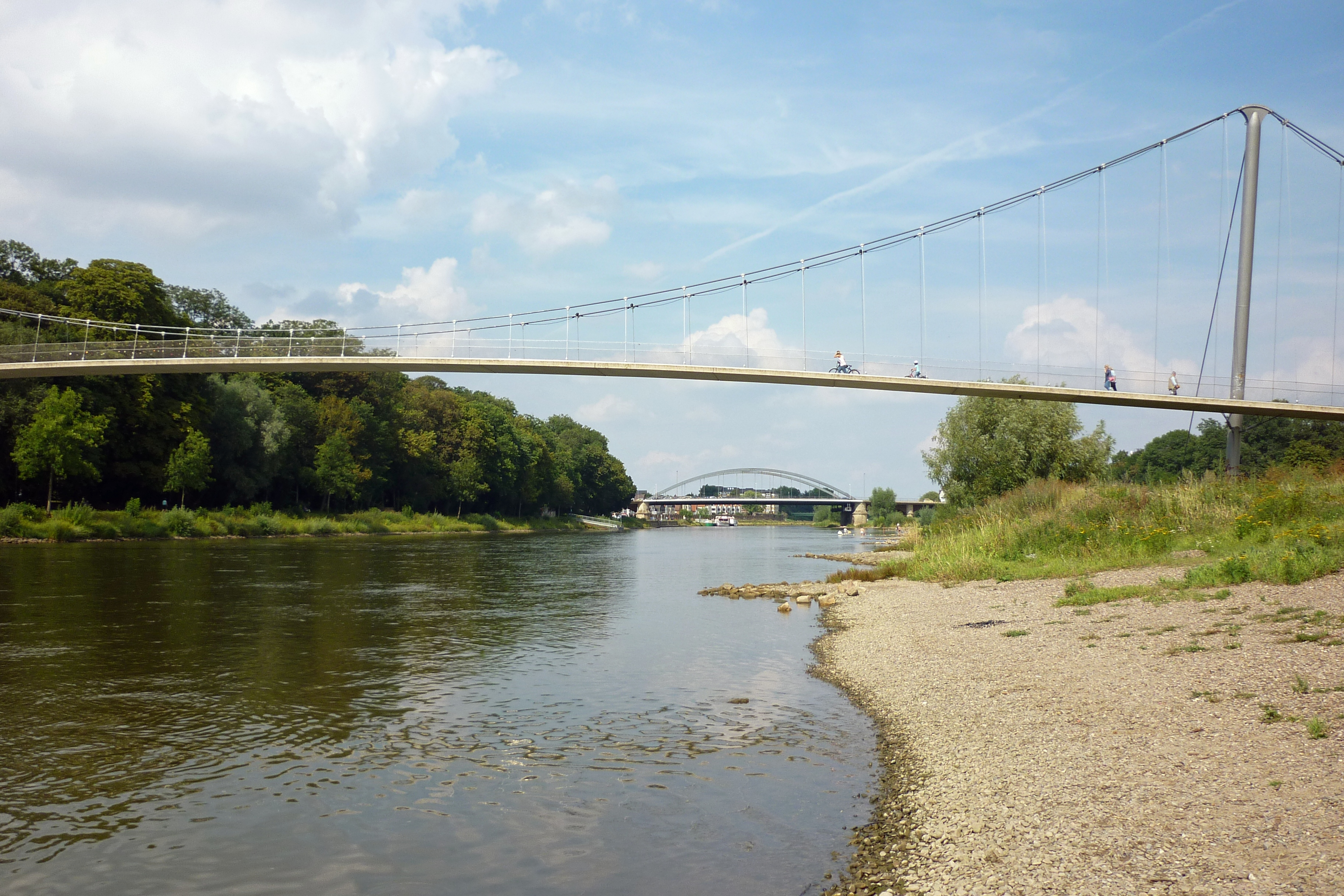
Fußgängerbrücke von der Innenstadt zur Kanzlers Weide (Glacisbrücke)

Minden liegt beiderseits der Weser. Kernbrücke ist die mehrfach erneuerte und nunmehr vierspurig ausgebaute Weserbrücke Minden. Sie liegt an der Stelle der alten Furt durch die Weser und verbindet die Innenstadt mit den östlichen Vororten und dem Bahnhof. Die Bundesstraße 65 querte hier die Weser, östlich führte eine Chaussee über den Bahnhof ins niedersächsische Bückeburg. Zu ihrer Entlastung wurden in den 1970er Jahren zwei Entlastungsbrücken gebaut, die nördlich und südlich der Innenstadt die Weser überqueren und damals Nordbrücke und Südbrücke, heute Gustav-Heinemann-Brücke im Norden und Theodor-Heuss-Brücke im Sünden genannt werden. Sie sind ebenfalls vierspurig ausgebaut und sollen die Innenstadt vom Autoverkehr durch Umfahrung derselben entlasten. Die Gustav-Heinemann-Brücke im Norden nimmt den Verkehr der teilweise vierspurigen Ringstraße auf, die westlich um die Stadt führt. Auf dem rechten Weserufer führt sie zum Industriegebiet am Mindener Hafen mit Anschluss an die Bundesstraße 482. Über die Theodor-Heuss-Brücke im Süden führt inzwischen die als Autobahnähnliche Straße ausgebaute Bundesstraße 65, die nach den Planungen in den 1970er Jahren Teil der östlichen Weiterführung der Bundesautobahn 30 werden sollte. Hierzu sollte das Wiehengebirge durchtunnelt werden, um bei Bad Oeynhausen einen Anschluss zu erreichen. Diese Planungen wurden aber verworfen. Inzwischen wurde die Theodor-Heuss-Brücke am westlichen Ufer verkehrstechnisch über ein Autobahnkreuz an den Weserauentunnel und damit an die von Süd nach Nord verlaufende Bundesstraße 61 angeschlossen. Eine direkte Weiterführung auf die nach Westen führende Bundesstraße 65 ist in Planung.
Als letzte Brücke kam die Glacisbrücke hinzu, eine als Hängebrücke konstruierte Fußgängerbrücke, die die Innenstadt mit der als Großpark- und Festplatz ausgewiesenen Kanzlers Weide verbindet.
Die Kleinbahnbrücke wurde durch die Mindener Kreisbahnen nördlich des Innenstadtbereichs in Form einer Fachwerkbogenbrücke für den Weserübergang gebaut, um der Mindener Kleinbahn einen Anschluss an die am östlichen Ufer liegenden Staatsbahn zu ermöglichen.
Die nächsten Weserübergänge finden sich stromauf in Porta Westfalica (rund 7 km) und stromab in Petershagen (rund 10 km). Es handelt sich dabei um Straßenbrücken.

#### Wasserstraßen und Häfen

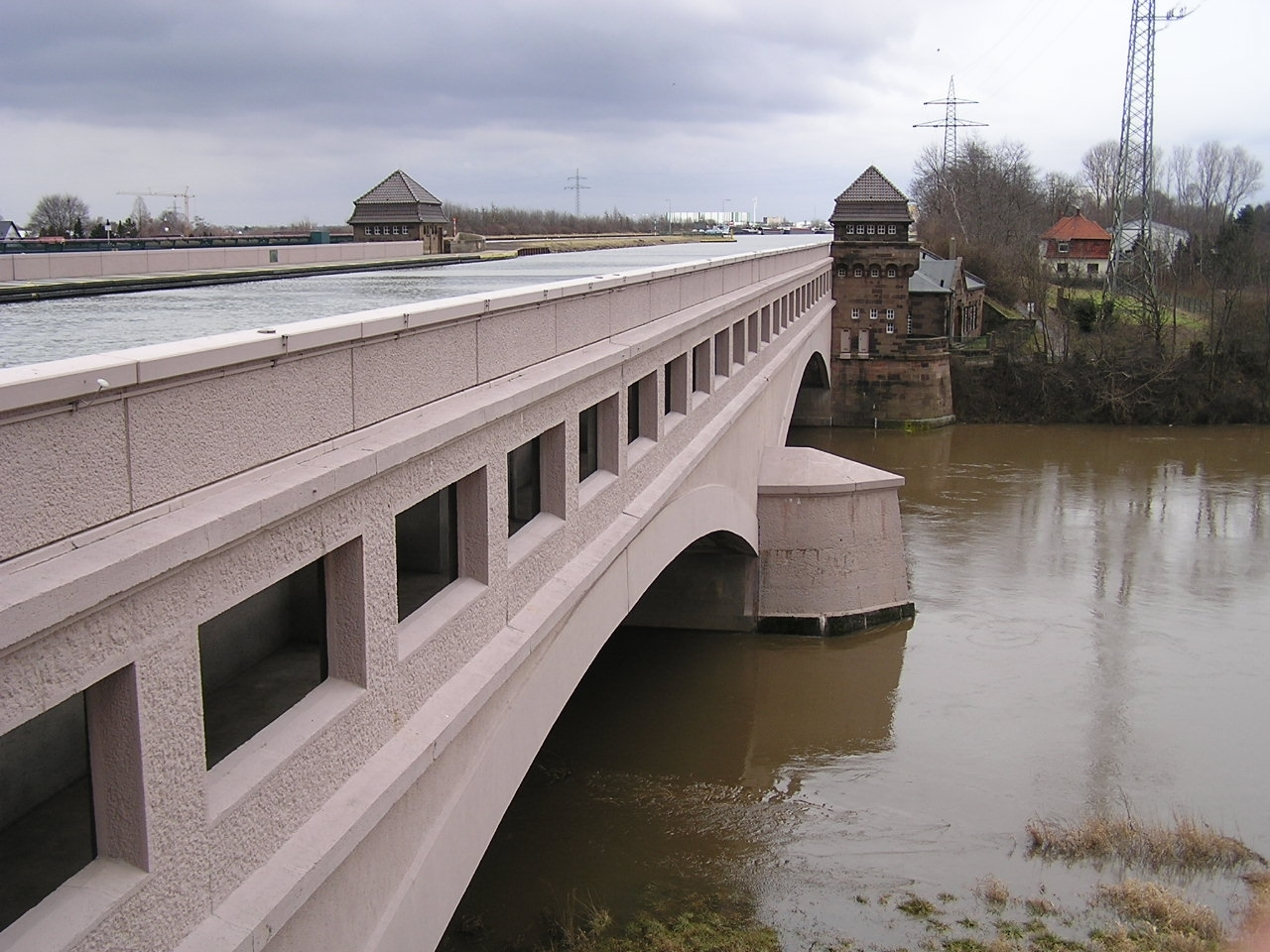
Der Mittellandkanal überquert die Weser

Die Kreuzung der als Bundeswasserstraße ausgebauten Weser mit dem Mittellandkanal bildet eines der wenigen Wasserstraßenkreuze in Deutschland. 1998 wurde es nach fünfjähriger Bauzeit um eine zweite, größere Brücke für Großmotorschiffe erweitert. Die Schachtschleuse verbindet die Weser und den Mittellandkanal bei einer Höhendifferenz von rund 13 m. Die neue Weserschleuse Minden wurde 2017 in Betrieb genommen
Der Hafen Minden an Weser und Mittellandkanal verzeichnet im 21. Jahrhundert steigenden Umsatz. So ist vor allem der Ausbau des Industriehafens im Zusammenhang mit dem Containerumschlag zu nennen, der sich durch die Schifffahrtsverbindung mit den Seehäfen Bremerhaven und Hamburg positiv entwickelt. Am Mittellandkanal östlich von Minden wird länderübergreifend sowohl auf NRW- als auch auf niedersächsischem Gebiet ein RegioPort Weser genannter Containerhafen geplant.

#### Mindener Fahrgastschifffahrt
Die sich bei Minden kreuzenden Bundeswasserstraßen Weser und Mittellandkanal sowie das Wasserstraßenkreuz Minden werden in den Sommermonaten regelmäßig durch die Mindener Fahrgastschiffahrt befahren. Zwischen 2001 und 2015 verkehrte von der Mindener Schlagde die Wappen von Minden, der ehemalig letzte auf der Weser betriebene Schaufelraddampfer. Von April 2015 bis Februar 2020 war das Schiff unter dem Namen Weserstolz in Bremen beheimatet.

#### Fahrrad
Die Stadt liegt an den Radfernwegen Mühlenroute und Weser-Radweg. Sie war außerdem Ausgangspunkt der Wellness-Radroute. Am Bahnhof gibt es eine Fahrradstation mit Service-Einrichtungen. Die Stadt gehört seit 1996 zur Arbeitsgemeinschaft Fahrradfreundliche Städte und Gemeinden in Nordrhein-Westfalen und hat seit 2007 einen Fahrradbeauftragten. In dem im Juli 2010 beschlossenen Radverkehrskonzept wird mittel- bis langfristig ein Fahrradanteil am Gesamtverkehrsaufkommen von über 25 Prozent angestrebt.

### Wirtschaft

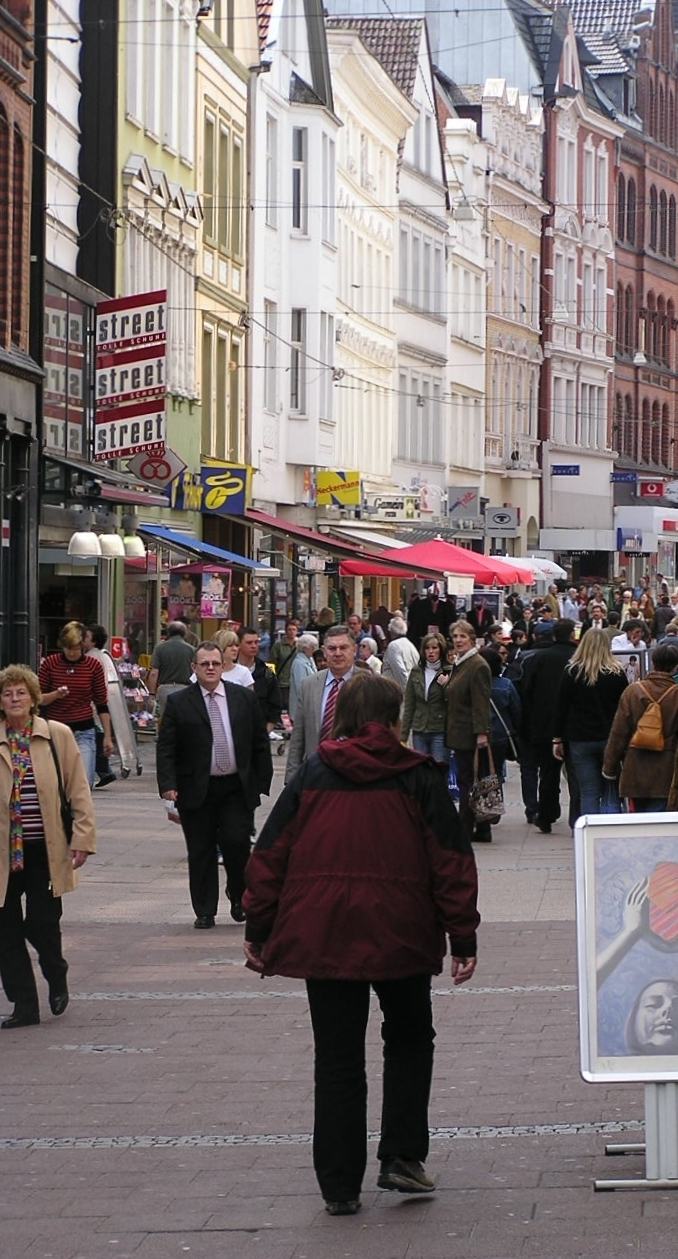
Fußgängerzone Bäckerstraße

Mindens wirtschaftliche Entwicklung war lange durch die Einschnürung der Festung behindert. 1873 wurde sie aufgelöst, die Stadt und damit die Wirtschaft konnte sich über die Grenzen hinaus entwickeln. Heute finden sich hier Chemie- und Metallindustrie, die Bereiche Elektronik, Papier, Keramik und Holzverarbeitung. Die Stadtverwaltung zählt 4700 Unternehmen in der Stadt.
Die Landwirtschaft hat noch einen Anteil von 50 % an der Gesamtfläche der Stadt Minden. Das ist geringfügig mehr als der Durchschnitt in Nordrhein-Westfalen, aber wesentlich größer als in den Verdichtungsflächen von Nordrhein-Westfalen.
Östlich des Wasserstraßenkreuzes Minden wurde als neuer Hafen der RegioPort Weser angelegt.
Südlich der Stadt ist auf der Grünen Wiese direkt an der Stadtgrenze im Stadtteil Barkhausen der Stadt Porta Westfalica seit den 1960er Jahren das Einkaufszentrum Porta Markt gebaut worden, das viel Kaufkraft aus der Stadt Minden abzieht.
Das verfügbare Einkommen lag in Minden 2015 mit 20.198 € pro Einwohner unter dem Durchschnitt des Kreises Minden-Lübbecke (21.849 €) und des Landes NRW (21.336 €); damit liegt Minden bei der Kaufkraft an Rangstelle 309 aller 396 Gemeinden in Nordrhein-Westfalen.

#### Ansässige Unternehmen
Das älteste Handelsunternehmen in Minden war die nach der Schlacht von Minden gegründete Firma Endler und Kumpf, die zuletzt als Großhändler für Küchengeräte und Automatisierung auftrat.
Eine bei Endverbrauchern bekannte Firma ist Melitta, die seit 1929 in Minden ansässig ist und von hier aus die Melitta-Group verwaltet.
Die frühere Chemische Fabrik Knoll AG im Industriegebiet an der Karlstraße wurde später von der BASF Pharmachemikalien übernommen und firmiert nun als Siegfried PharmaChemikalien Minden. Ebenfalls zur chemischen Industrie gehört das Familienunternehmen Follmann. Die Ornamin Kunststoffwerke, gegründet 1955 mit Sitz an der Kuckuckstraße, produzieren und entwerfen neue Gebrauchsgegenstände im Sinne des Universal Design aus Kunststoff.
Die Firma Altendorf, ein 1906 gegründetes Maschinenbauunternehmen, ist Weltmarktführer für Formatkreissägen.
WAGO hat sein Stammwerk nördlich der Innenstadt und produziert dort Verbindungstechnik. Schoppe & Faeser, Hersteller für Elektrotechnik, ist von ABB übernommen worden.
Im Lebensmittelbereich gibt es den Fruchtsafthersteller Löffler. Er war erst am Brückenkopf auf dem rechten Weserufer beheimatet, ist jetzt in ein südliches Gewerbegebiet ausgelagert. Die Edeka Minden-Hannover hat ihre Zentrale in Minden und feierte im Jahr 2020 100-jähriges Bestehen. In der Region sind die WEZ-Lebensmittelmärkte bekannt. Der Sauerteig-Spezialist Ernst Böcker betreibt seit 100 Jahren in Minden seine Firma. Seit 1982 produziert die Heimtiernahrungsfabrik von Mars Petcare Deutschland in Minden.
Im Verkehrsbereich verlagerte die Deutsche Bundesbahn nach dem Krieg das frühere Reichsbahn-Zentralamt Berlin als neues Bundesbahn-Zentralamt nach Minden, heute ist diese Behörde in der DB Systemtechnik und DB Fahrzeuginstandhaltung GmbH aufgegangen.
Im Bankwesen sind die beiden Genossenschaftsbanken Volksbank Minden als Zweigniederlassung der VerbundVolksbank OWL und die Volksbank Herford-Mindener Land zu nennen. Historisch sind sie angebunden an die Stadt Minden und den Altkreis Minden. Minden ist Miteigentümerin und Sitz der Sparkasse Minden-Lübbecke.
Die Müllentsorgung der Stadt Minden wurde lange Jahre durch die Firma Tönsmeier mit Sitz in Porta Westfalica betrieben, die seit 1957 aus einer Bahnamtlichen Spedition zum fünftgrößten Entsorger in Deutschland aufstieg. 2018 wurde die Unternehmensgruppe an Prezero verkauft.

#### Medien

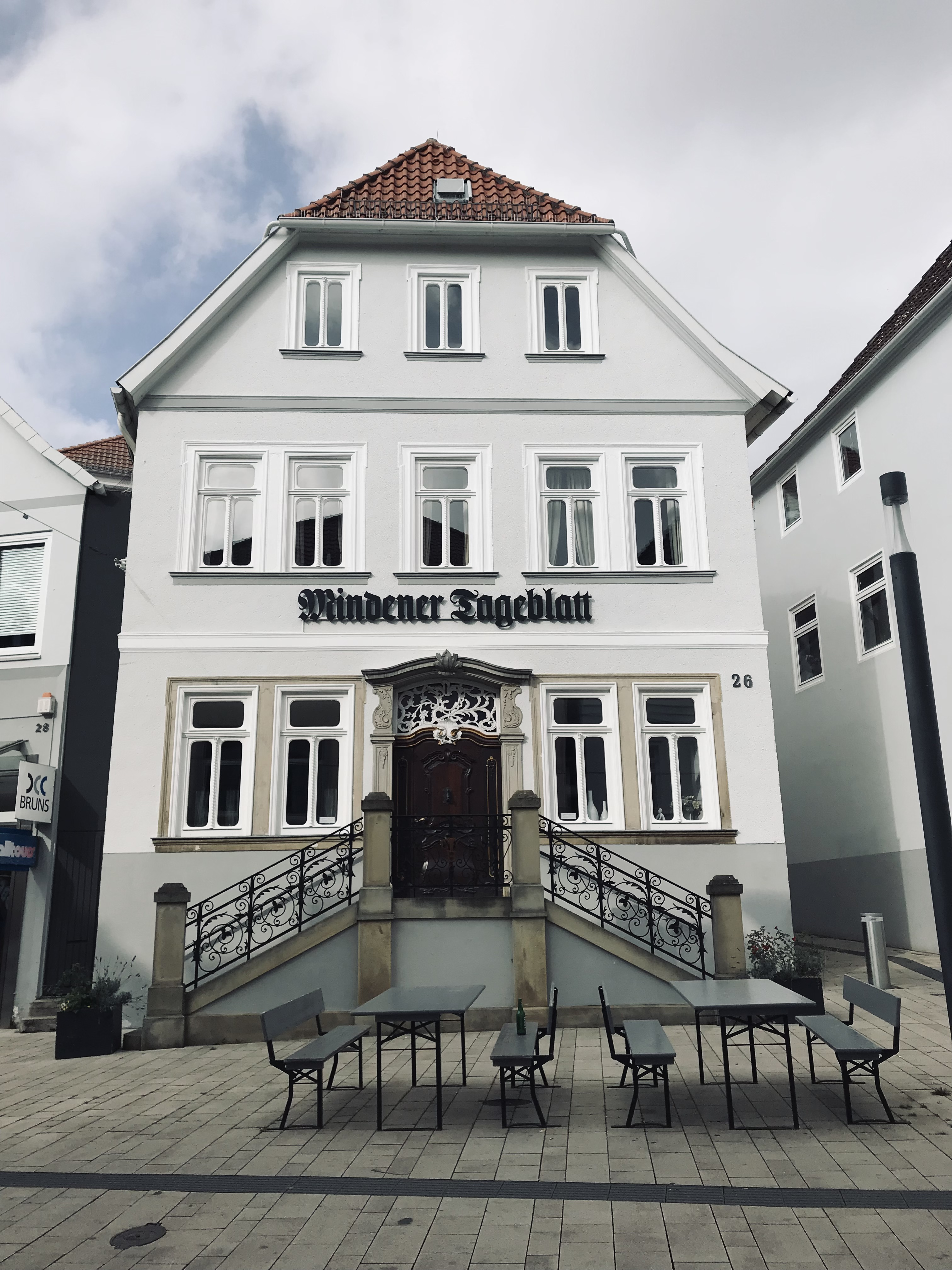
Redaktionsgebäude des Mindener Tageblatts

Die einzige örtliche Tageszeitung ist das Mindener Tageblatt. Der öffentlich rechtliche Rundfunk wird durch den WDR betrieben. Das WDR-Studio Bielefeld produziert Lokalsendungen für Fernsehen und Rundfunk. In Detmold befindet sich ein Büro des Senders. in Minden gab es mal einen Regionalkorrespondenten des WDR.
Das Fernsehprogramm ist im Jahr 2006 auf die digitale Form DVB-T umgestellt worden, das vom Fernsehturm auf dem Jakobsberg für die Region gesendet wird.
Als privater Rundfunk sendet Radio Westfalica (aus der Radio-NRW-Gruppe) ein Lokalradioprogramm aus Minden für den Kreis Minden-Lübbecke.
Seit 2009 gibt es die Onlinezeitung Mindener-Rundschau und seit 2012 das Online-Magazin Hallo Minden. Beide Medien berichten überwiegend über lokale Themen aus Minden und Umgebung.

### Öffentliche Einrichtungen
In Minden ist die Kreisverwaltung des Kreises Minden-Lübbecke ansässig. Nahe der Innenstadt sind in einem gemeinsamen Gerichtszentrum das Amtsgericht Minden, das Arbeitsgericht Minden und das für den Regierungsbezirk Detmold zuständige Verwaltungsgericht Minden untergebracht. In Minden befindet sich das Regionalforstamt Ostwestfalen-Lippe, ein Zusammenschluss der Forstämter Minden und Bielefeld.
Hinzu kommt Mindens Funktion als Bundeswehrstandort mit der Herzog-von-Braunschweig-Kaserne und als Standort eines großen Universitätsklinikums, dem Johannes-Wesling-Klinikum am südlichen Stadtrand in Minden-Häverstädt.
Minden ist Sitz der Leitstelle der Einsatzkräfte der Feuerwehr Minden, die für den Kreis Minden-Lübbecke zuständig ist. Zudem ist Minden eine der wenigen kreisangehörigen Städte, die eine Berufsfeuerwehr unterhalten. Im Stadtteil Leteln ist die zentrale Kläranlage für die Stadt Minden und das rechte Weserufer eingerichtet worden. Sie ist seit 1981 betriebsfähig.

### Stromnetz
Über die Mindener Entwicklungs- und Wirtschaftsförderungs GmbH (MEW) ist die Stadt Minden zu 51 % an der Mindener Holding GmbH beteiligt, die 100%ige Muttergesellschaft der Mindener Stadtwerke und der Mindener Wasser; beiden Unternehmen obliegt die Sicherstellung der Versorgung mit Strom, Gas und Wasser.
Im Stadtteil Meißen befindet sich ein Umspannwerk, das an eine 220-kV-Leitung des Übertragungsnetzbetreibers Tennet TSO angeschlossen ist. Bis um die Jahrtausendwende, als die 220-kV-Schaltanlage im Umspannwerk Bierde (Petershagen) entfernt wurde, bildete dieser Anschluss einen Abzweig der durchgehenden Leitung vom Kraftwerk Veltheim nach Bierde, heute endet sie in Meißen. Hier wird die Spannung auf die Hochspannung von 110 kV transformiert, die an fünf weitere Umspannwerke im Stadtgebiet verteilt wird. Dort findet die Reduzierung auf eine Mittelspannung von 10 bzw. 30 kV für Industriebetriebe statt. Die Umwandlung auf die Niederspannung von 230 V findet in Transformatorenkästen statt.

### Bildung

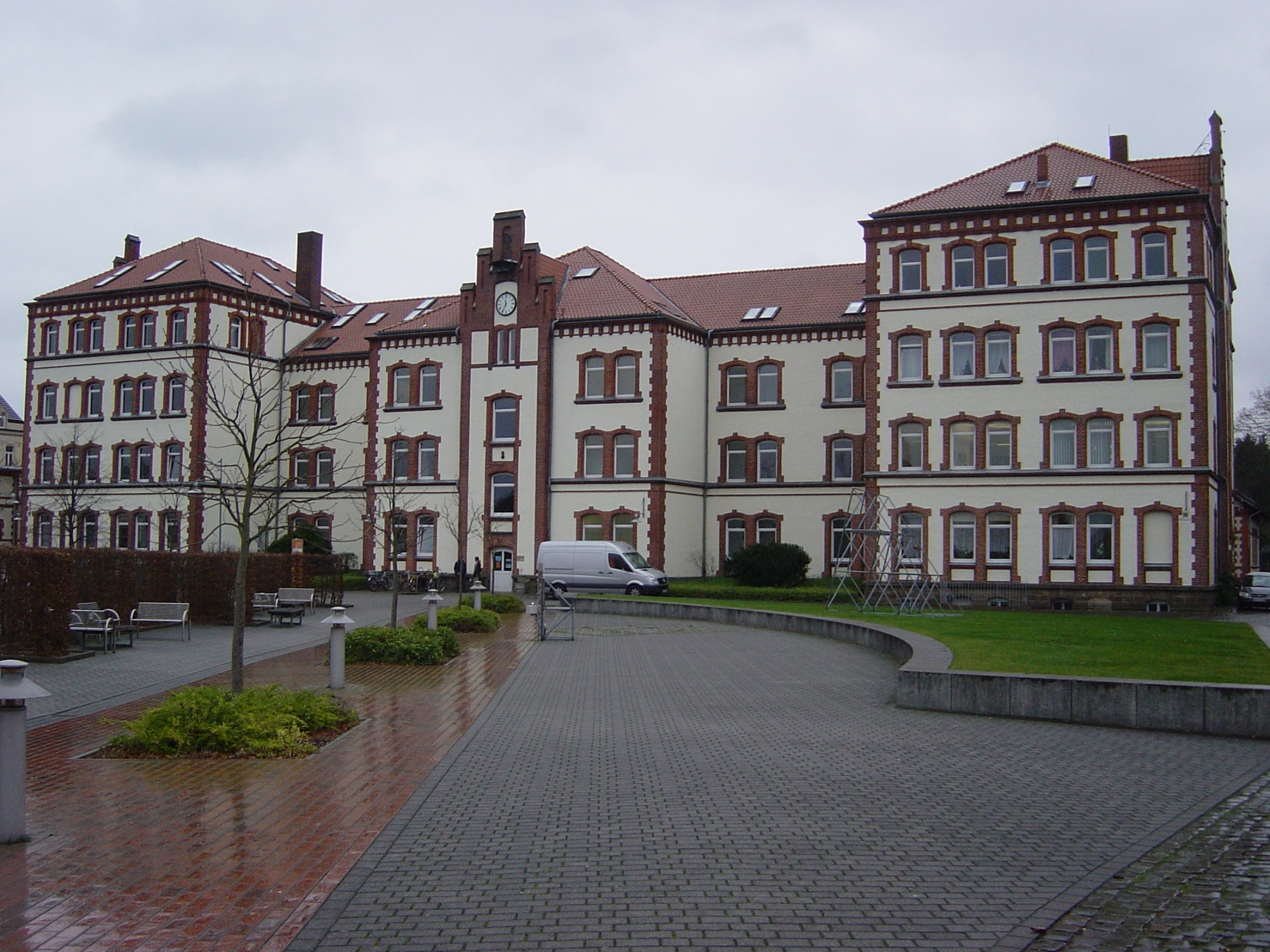
Campus Minden der Hochschule Bielefeld

Minden ist mit dem Campus Minden Standort der Hochschule Bielefeld mit den Fachbereichen Gestaltung, Architektur und Bauingenieurwesen, Technik, Ingenieurwissenschaften und Mathematik (u. a. Maschinenbau, Elektrotechnik und Wirtschaftsingenieurwesen), Sozialwesen sowie Wirtschaft und Gesundheit. Die Fernuniversität Hagen verfügt im Gebäude des Studienseminars für das Lehramt für die Primarstufe über ein Studienzentrum.
Seit 2015 dient das Johannes Wesling Klinikum Minden als ein Standort des Universitätsklinikums der Ruhr-Universität Bochum der praktischen Ausbildung von Medizinstudenten.

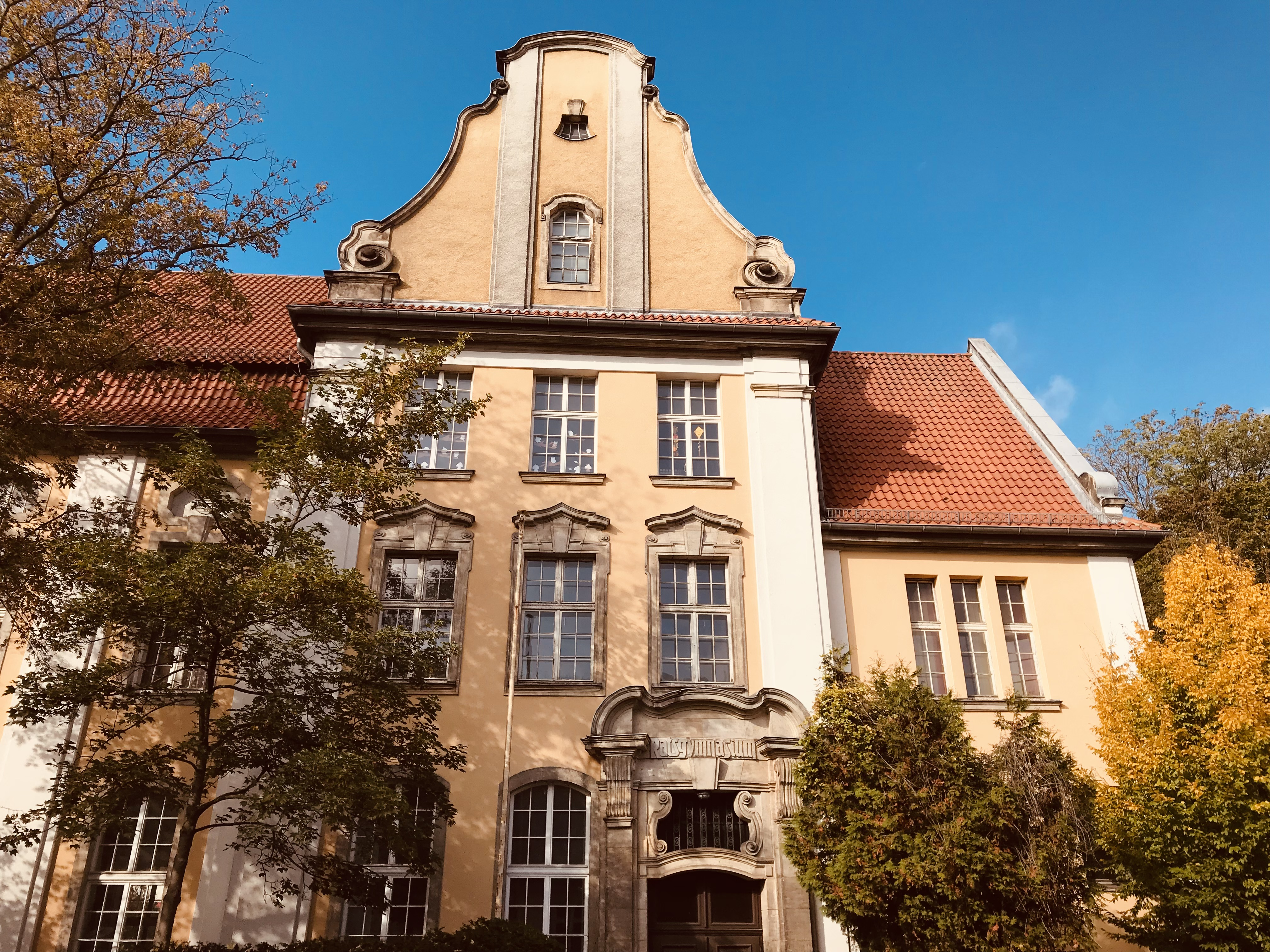
Das Mindener Ratsgymnasium

Die Stadt Minden unterhält drei Gymnasien (Herder-Gymnasium, Besselgymnasium, Ratsgymnasium), zwei Realschulen (Freiherr-von-Vincke-Realschule, Käthe-Kollwitz-Realschule), die Sekundarschule Am Wiehen, eine PRIMUS-Schule (PRIMUS-Schule Minden, Schule der Primarstufe und Sekundarstufe 1 im Schulversuch PRIMUS) sowie eine Gesamtschule (Kurt-Tucholsky-Gesamtschule) im Gebäude des früheren Caroline-von-Humboldt-Gymnasiums, das 1988 dem Herder-Gymnasium angegliedert wurde. Darüber hinaus gibt es in Minden zahlreiche Grundschulen und Förderschulen sowie das Freiherr-vom-Stein-Berufskolleg und das Leo-Sympher-Berufskolleg. Das Weser-Kolleg bietet die Möglichkeit, Schulabschlüsse auf dem sogenannten zweiten Bildungsweg von der Fachoberschulreife bis zum Abitur nachzuholen. In privater Trägerschaft befinden sich die Freie Evangelische Schule (Grund- und Gesamtschule) sowie die Waldorfschule in Haddenhausen.
Zudem besteht seit dem 3. März 2009 eine BezirksSchülerInnenVertretung (kurz BSV). Die BSV ist als überparteiliche Vertretung der rund 40.000 Schülerinnen und Schüler in Minden-Lübbecke aktiv.
Die Städtische Musikschule Minden befindet sich am Simeonscarre.
Für die außerschulische Bildung betreibt die Stadt Minden im Zweckverband mit Porta Westfalica, Petershagen und Hille die Volkshochschule Minden, die 2012 mit der Volkshochschule Bad Oeynhausen eine dauerhafte Kooperation eingegangen ist.

## Persönlichkeiten

### Ehrenbürger

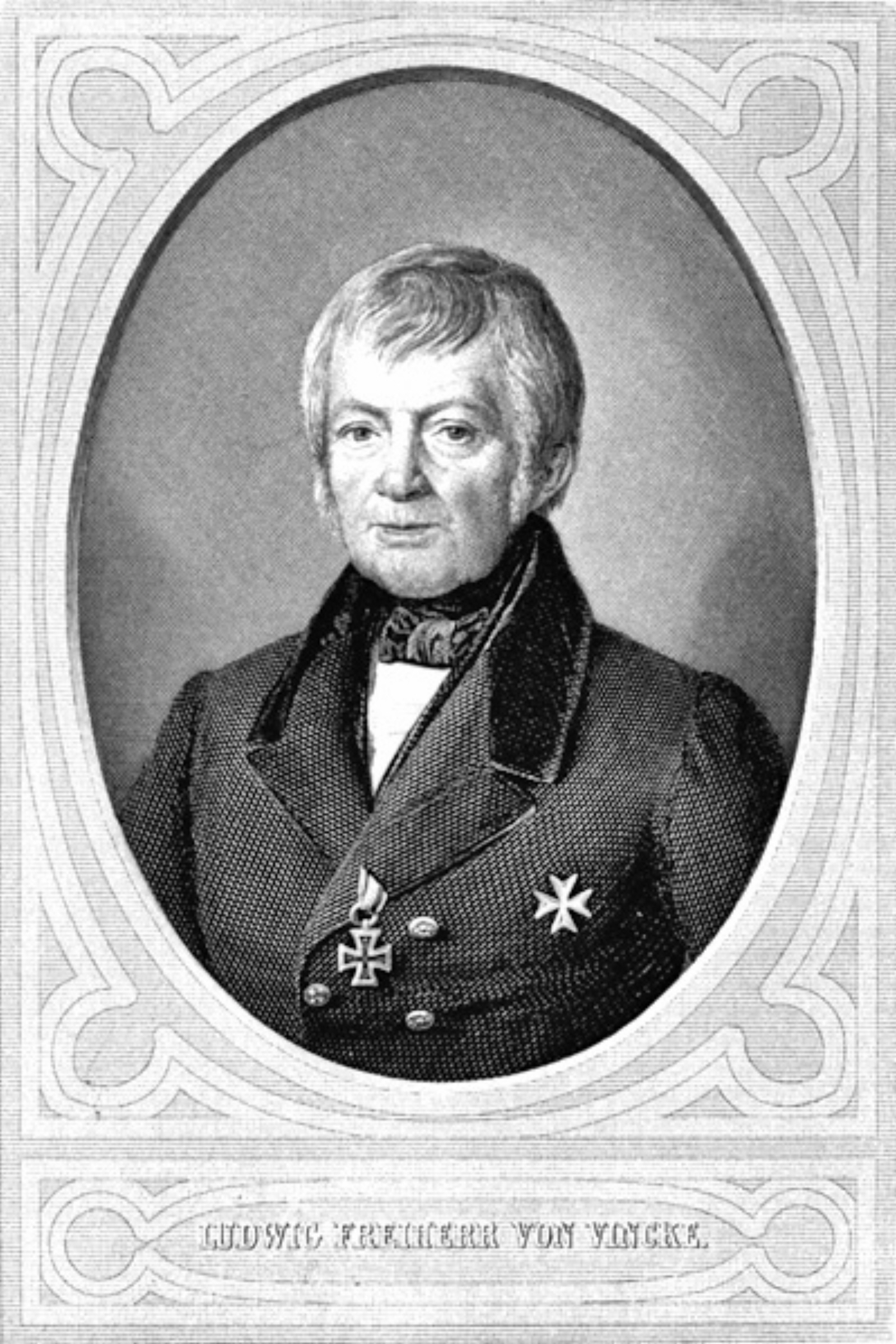
Ludwig von Vincke, Ehrenbürger von Minden

Die erste Ehrenbürgerwürde der Stadt Minden wurde am 23. Dezember 1841 dem in Minden geborenen preußischen Reformer Freiherr Ludwig von Vincke verliehen. Vincke setzte sich für die Einigung Westfalens und Reformen im Verwaltungsapparat ein. Gegenwärtige Ehrenbürger sind der langjährige Bürgermeister (1977–1991) Heinz Röthemeier (* 1924) und der Mindener Handball-National- und Handball-Bundesliga-Spieler Herbert Lübking (* 1941).
Neben der Ehrenbürgerschaft vergibt der Rat der Stadt Minden seit 1964 den Ehrenring der Stadt Minden.

### Söhne und Töchter der Stadt
Bekannte in Minden geborene Personen sind unter anderem der Mediziner Johannes Wesling (1598–1649), Namenspatron des neuen Mindener Klinikums, der Astronom und Mathematiker Friedrich Wilhelm Bessel (1784–1846), der die exakten Grundlagen der modernen Astronomie schuf, Pauline von Mallinckrodt (1817–1881), Gründerin des Ordens der Kongregation der Schwestern der Christlichen Liebe, Franz Boas (1858–1942), Ethnologe, Sprachwissenschaftler, Physiker und Geograph, die Schriftstellerin Gertrud von le Fort (1876–1971), der Verlagsgründer Franz Cornelsen (1908–1989), der Maler Hans-Reinhard Lehmphul (1938–2009) und die Politikerin Sabine Leutheusser-Schnarrenberger (* 1951).

### Weitere Persönlichkeiten
Personen, die zwar nicht in der Stadt geboren, aber durch ihr Leben, ihre Arbeit und ihr Wirken eng mit Minden verbunden sind, sind Nikolaus Krage, der evangelische Reformator von Minden, Friedrich Hoffmann, in Minden praktizierender Garnisonsarzt, der die Hoffmannstropfen, ein altes Hausmittel, erfand. Abraham Jacobi war der Begründer der Kinderheilkunde in den USA und eröffnete dort das erste Kinderkrankenhaus. Der Architekt und Hochschullehrer Paul Kanold entwarf mehrere Bauten für Minden. Rainer Böhm, der Erfinder der elektronischen Dr.-Böhm-Orgel, lebte hier ebenso wie die Handballerin Anika Ziercke. Die Krimiautorin Andrea Gerecke wohnt in Hille, steht mit der Stadt Minden in Verbindung und ist Gründungsmitglied der Mindener Lesebühne. Der algerische Bildhauer Kader Aggad lebte und arbeitete lange Zeit in Minden.

### Liste der Preußischen Gouverneure und Kommandanten
Gouverneure
- 1656 Christoph von Kannenberg
- 1673 Wolf Ernst von Eller
- 1681 Johann Anton von Zieten
- 1690 Friedrich von Heyden
- 1692 Philipp Karl von Wylich und Lottum
- 1698 Friedrich Ludwig von Holstein-Beck

Kommandanten
- Völkerson
- 1676 Moritz von Kanne
- 1679 Johann Anton von Zieten
- 1682 Bernhard de Huet
- 1688 Magnus Friedrich Horn
- 1705 Stefan Matheus du Bulson
- 1718 du Clos
- 1744 von Bornstedt
- 1749 Ernst Ludwig von Borck
- 1815 Johann August Friedrich Hiller von Gärtringen
- 1815–1823 Ernst Michael von Schwichow

## Wissenswertes

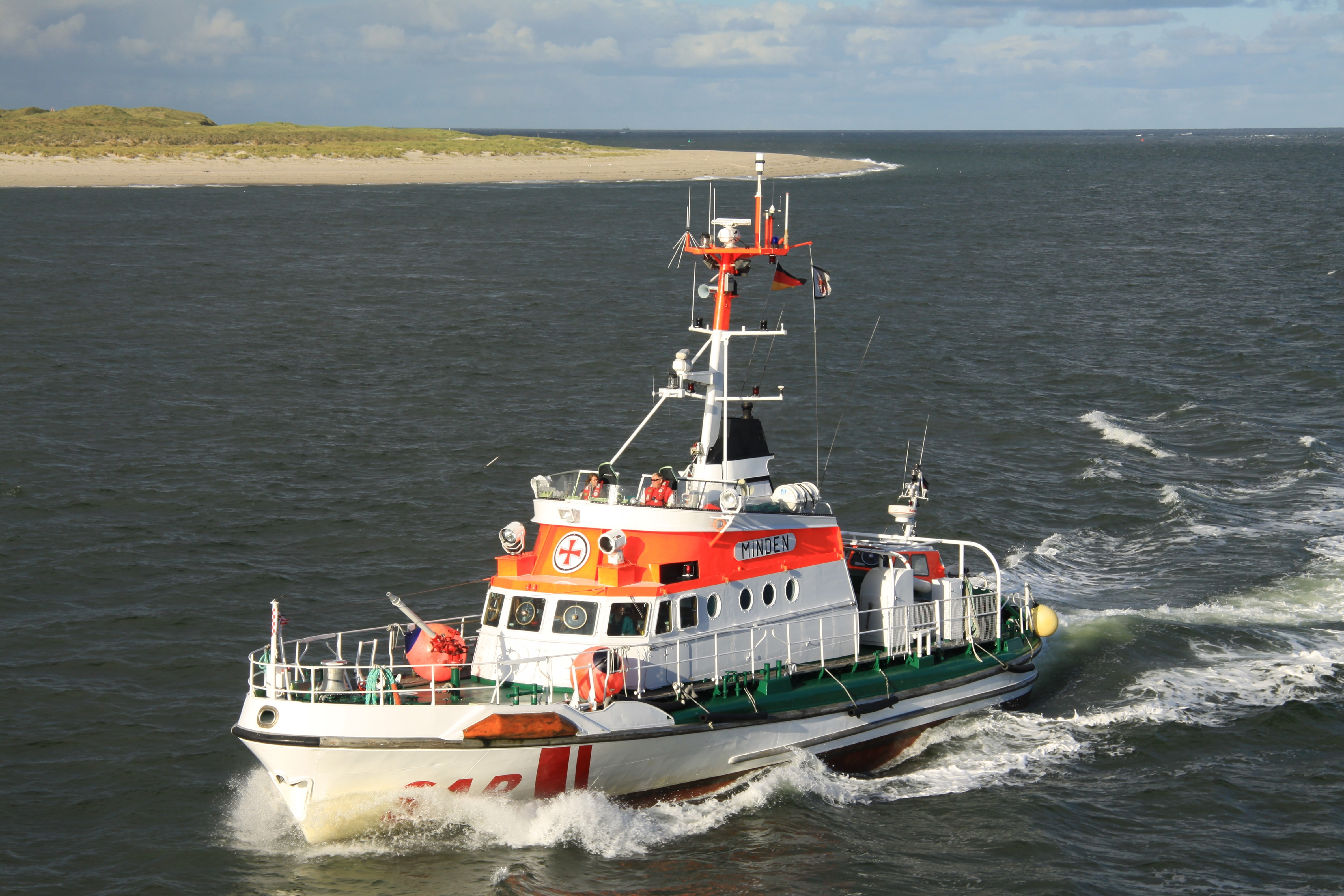
Seenotrettungskreuzer Minden

Der Text der US-amerikanischen Nationalhymne „The Star-Spangled Banner“ wurde von Francis Scott Key während des Angriffes auf Baltimore im Jahr 1814 auf der HMS Minden verfasst, auf die er von der Royal Navy gebracht worden war. Der Schiffsname erinnerte an die Schlacht bei Minden. Nachdem die „Minden“ ihren Dienst im Britisch-Amerikanischen-Krieg von 1812 beendet hatte, wurde sie als Lazarettschiff nach Hongkong verlegt, wo sie wichtige Dienste in der Versorgung der Bevölkerung übernahm. Zu ihren Ehren wurden später zwei Straßen benannt: die Minden Row und Minden Avenue.
Ein Stadtteil der malaysischen Stadt Gelugor im Bundesstaat Penang trägt den Namen Minden; auf dem Gelände einer ehemaligen britischen Kaserne (Minden Barracks), benannt nach der „Schlacht von Minden“ wurde die Universiti Sains Malaysia errichtet.
Mehrere Städte in den USA sowie in Kanada und Australien wurden nach der deutschen Stadt Minden benannt, die größte davon ist Minden im US-Bundesstaat Louisiana.
Die Deutsche Gesellschaft zur Rettung Schiffbrüchiger (DGzRS) nannte einen Seenotrettungskreuzer der 23-m-Klasse zu Ehren der Stadt Minden.
Das Rampenloch ist eine Straße in Minden in der über lange Zeit fast ausschließlich Bordelle angesiedelt waren. Heute wird die Straße im Rahmen der Stadtentwicklung einer neuen Funktion zugeführt.

### Ältere Literatur
- Wöchentliche mindensche Anzeigen. Minden 1766–1808, urn:nbn:de:hbz:061:1-16904 (Digitalisat der Universitäts- und Landesbibliothek Düsseldorf).
- Geographisch-Statistische Nachrichten von den Städten des Fürstenthums Minden. In: Westphälisches Magazin zur Geographie, Historie und Statistik. Band 1 (1784), Heft 1–2, S. 35–53 (Digitalisat der UB Bielefeld).
- Martin Krieg: Kleine Chronik der Stadt Minden. Wilhelm Köhler Verlag, Minden 1939.
- Albert Ludorff (Hrsg.): Die Bau- und Kunstdenkmäler des Kreises Minden. Ferdinand Schöningh, Münster i. W. 1902 (UB Bielefeld; Scan – Internet Archive).
- Bürgerbuch der Stadt Minden. J. C. C. Bruns, Minden 1927, DNB 013285149 (Scan – Internet Archive).
- Leopold Freiherr von Zedlitz: Die Staatskräfte der preussischen Monarchie unter Friedrich Wilhelm III. Maurer, Berlin 1830, S. 207 (Digitalisat in der Google-Buchsuche).

### Neuere Literatur
- Fred Kaspar und Ulf-Dietrich Korn (Hrsg.): Stadt Minden (Die Bau- und Kunstdenkmäler von Westfalen, Band 50). 5 Teilbände, Essen 1998–2007.
- Martin Krieg: Kleine Chronik der Stadt Minden. Minden 1950.
- Peter Leo: Minden – Formen und Leistungen seiner tausendjährigen Kultur. 5. Auflage. Minden 1986.
- Joachim Meynert, Ursula Bender-Wittmann (Hrsg.): Keine vaterlandslosen Gesellen. Beiträge zur Geschichte der Sozialdemokratie in Minden. Uhle und Kleimann, Lübbecke 1994, ISBN 3-928959-04-2 (zu den sog. „vaterlandslosen Gesellen“).
- Hans Nordsiek: Zwischen Dom und Rathaus. Beiträge zur Kunst- und Kulturgeschichte der Stadt Minden. Minden 1977.
- Hans Nordsiek: Die verdunkelte Stadt. Minden in der Endphase des 2. Weltkriegs. 2. Auflage. J. C. C. Bruns Buchverlag, Minden 2005, ISBN 3-930222-02-7.
- Gerhard Schormann: Hexenverfolgung in Nordwestdeutschland (= Quellen und Darstellungen zur Geschichte Niedersachsens. Band 87). Lax, Hildesheim 1977, ISBN 3-7848-3487-3 (formal falsch), S. 87.
- Stadt Minden (Hrsg.): Minden. Zeugen und Zeugnisse seiner städtebaulichen Entwicklung. Minden 1979, OCLC 463639706.
- Sabine Wehking: Die Inschriften der Stadt Minden (= Die deutschen Inschriften. Düsseldorfer Reihe. Band 3). Wiesbaden 1997.